# Krytyczny racjonalizm
Krytyczny racjonalizm – kierunek filozofii nauki zapoczątkowany przez Karla Poppera; definiowany co najmniej trojako:
1. całość lub fragment poglądów Karla Poppera;
2. całość lub fragment poglądów popperystów, czyli uczniów Poppera;
3. świadome lub nie nawiązywanie w twórczości do poglądów Poppera lub jego uczniów.

Zamiennie stosuje się termin „krytyczny racjonalizm” z terminem „popperyzm” i – mając na myśli wyłącznie przedsięwzięcia z dziedziny filozofii nauki (Poppera lub jego zwolenników) – z terminem „falsyfikacjonizm”.
Krytyczny racjonalizm określić można następująco. Krytycyzm (w nazwie tej nawiązuje Popper świadomie do filozofii krytycznej Kanta) sprowadza się do postawy głoszącej, że wszystko to, co w danym momencie uznaliśmy za dowiedzione, później może być podane w wątpliwość.
Należy być krytycznym w stosunku do teorii, którymi zachwycamy się najbardziej.
Racjonalizm, w tym konkretnym przypadku, to przekonanie, że wszelka wiedza (w tym wiedza naukowa) rozwijająca się zgodnie z regułami metodologicznymi jest ucieleśnieniem ludzkiej racjonalności, ale nie tylko.
Falsyfikacjonizm jest to zbiór procedur metodologicznych, które, w opinii autorów tego stanowiska, chcący się przyczynić do rozwoju wiedzy naukowej badacz musi stosować. Osią tego ujęcia jest przekonanie, że dla teorii naukowych nie należy szukać potwierdzenia (weryfikacji), lecz kontrprzypadków, mogących badanej teorii zaprzeczyć. Należy zatem dążyć do sfalsyfikowania teorii (wykazania jej niezgodności z doświadczeniem), a jeśli próba się nie powiedzie uznać, tymczasowo, teorię, aż do następnej próby falsyfikacji, która dla teorii skończyć się może obaleniem. Falsyfikacjonizm występuje w trzech odmianach: dogmatycznej, naiwnej i wyrafinowanej. Niekiedy używa się też określenia „hipotetyzm”, zwłaszcza dla późniejszych wersji falsyfikacjonizmu.

## Krytyczny racjonalizm
Znaczenie terminu “krytyczny racjonalizm” w odniesieniu do filozofii Poppera wyjaśnić można następującymi jego słowami.
Na jakiej podstawie możemy mieć nadzieję na wykrycie i eliminację błędu? ... Poprzez krytykowanie teorii i spekulacji innych, oraz o ile potrafimy się w tym wyćwiczyć, również przez krytykowanie naszych własnych teorii i spekulacji. ... Odpowiedź ta podsumowuje stanowisko, które proponuję nazwać “krytycznym racjonalizmem”.
Istotę krytycznego racjonalizmu, za Popperem, przedstawić można tak:
Nastawienie krytyczne, tradycja swobodnego dyskutowania teorii mająca na celu ich modyfikację – odkrycie ich słabych miejsc – jest nastawieniem racjonalnym. Z tej perspektywy wszystkie prawa i teorie pozostają na zawsze tymczasowe, mają charakter hipotetyczny i przypuszczalny, nawet wtedy, gdy nie czujemy się zdolni do dalszego w nie wątpienia.
Krytycyzm nie sprowadza się tu do żadnej z odmian sceptycyzmu, lecz do tego, co ochrzczone zostało mianem „fallibilizmu”, czyli do postawy głoszącej, iż wszystko to, co w danym momencie uznaliśmy za dowiedzione, później może być podane w wątpliwość. Krytycyzm jest więc dla Poppera antysceptycyzmem (poznanie, pomimo że jest niepełne i tymczasowe, charakteryzuje się postępem resp. wzrostem wiedzy, wyznacznikiem którego nie jest jakiś punkt dojścia, lecz rozszerzanie się zasięgu wiedzy ludzkiej) i fallibilizmem (poznanie jest niepełne i tymczasowe, jesteśmy omylni, ponieważ nie istnieją środki pozwalające nam na definitywne dokonywanie rozstrzygnięć prawdziwościowych i fałszywościowych).
Racjonalizm pojmuje Popper w następujący sposób: wiedza (w tym wiedza naukowa) rozwijająca się zgodnie z regułami metodologicznymi jest ucieleśnieniem ludzkiej racjonalności. Reguły te są regułami racjonalnego postępowania badawczego. Stanowią wzorzec racjonalnego postępowania w ogóle. Są one niezależne od badacza w tym sensie, że chcąc przyczynić się do wzrostu wiedzy musi je stosować.
Wszelkie nastawienie, kładące nacisk na weryfikowanie sformułowanych przez nas hipotez drogą szukania dla nich zastosowań i ich potwierdzania, nazywa Popper nastawieniem dogmatycznym. Przeciwstawia mu swoje stanowisko, nazywając je nastawieniem krytycznym, wyrażając je przez postulat nieustannej gotowości do zmiany naszych hipotez drogą ich testowania, odrzucania, falsyfikowania. Naukowiec powinien spoglądać na teorię przez pryzmat jej zdolności do krytycznej dyskusji: czy jest ona otwarta na wszelki możliwy krytycyzm i czy jest w stanie mu się przeciwstawić. Dopiero wtedy gdy teoria z powodzeniem przeciwstawia się naporowi miażdżących refutacji (obaleń), możemy utrzymywać, że została potwierdzona przez dotychczasowe doświadczenie, lub, jak mówi w Logice odkrycia naukowego, że okazała hart. Nastawienie krytyczne utożsamia z nastawieniem naukowym, a nastawienie dogmatyczne z pseudonaukowym.
Istotę nastawienia krytycznego ujmuje w postaci siedmiu tez.
(1) Nieomalże dla każdej teorii łudząco łatwo jest uzyskać konfirmacje.
(2) Powinniśmy oczekiwać takiego zdarzenia, które będzie niezgodne z teorią i będzie mogło ją obalić.
(3) Każda dobra teoria naukowa jest zakazem – wyklucza zajście określonych zdarzeń, im więcej ich zakazuje, tym jest lepsza.
(4) Nieobalalna przez jakiekolwiek dające się pomyśleć zdarzenie teoria jest nienaukowa – nieobalalność teorii nie jest zatem jej mocnym punktem, lecz jej wadą.
(5) Każdy test teorii jest próbą jej obalenia.
(6) Konfirmujące daną teorię zdarzenie ma jedynie wtedy znaczenie gdy jest wynikiem nieudanej próby jej obalenia.
(7) Zawsze możliwa do przeprowadzenia procedura wprowadzania ad hoc pomocniczych założeń do teorii celem uchronienia jej przed obaleniem ratuje ją za cenę zniszczenia, lub co najmniej obniżenia jej naukowego charakteru.
Krytyczny racjonalizm Poppera scharakteryzować można za pomocą następującego zespołu fundamentalnych twierdzeń:
1. Myślenie to rozwiązywanie problemów, dokonujące się drogą dedukcji. Umysł nasz konstruuje pojęcia, domysły, hipotezy i teorie, które później poddaje krytycznej obróbce. Ta praca umysłu nie ma ani początku ani końca.
2. Nie istnieją ani żadne pojęcia pierwotne, ani pierwotne elementy poznania, które umysł ma wydobyć na jaw. Wszelka praca umysłu ma tymczasowy charakter, w tym sensie, że nie tworzy on, ani nie odkrywa żadnych niezmiennych praw. To, co dziś uznane zostało za pewne, może jutro zostać poddane krytycznej dyskusji, bowiem struktury jakie podmiot narzuca na świat są zmienne. Ich narzucanie dokonuje się metodą prób i błędów. Poznający podmiot odpowiada na wynikłe w trakcie rozwoju wiedzy pytania – sytuacje problemowe. Wiedza mająca tymczasowy charakter służy przetrwaniu gatunku ludzkiego i przystosowaniu się do wrogiego środowiska.
3. Celem nauki jest tworzenie nowych, coraz bardziej śmiałych, bo opisujących większą klasę zjawisk, teorii.

Hans Albert różnicę pomiędzy krytycznym racjonalizmem a racjonalizmem tradycyjnym ujmuje przez pryzmat odmiennego podejścia obydwu do zagadnienia metody naukowej. Tradycyjna metodologia (i tradycyjny racjonalizm) zorientowana była na metodologiczną wersję zasady racji dostatecznej stwierdzającą, że każde przekonanie oparte musi być na niewzruszonych podstawach. Z racji na to, że program ten jest w zasadzie niewykonalny – prowadzi bowiem do następującego trylematu (który nazwał trylematem Münchausena): albo prowadzimy uzasadnianie w nieskończoność, albo popadamy w błędne koło dedukcji i w procesie uzasadniania odwołujemy się do wypowiedzi, które poprzednio występowały jako wymagające uzasadnienia, albo w określonym miejscu, arbitralnie przerywamy ciąg uzasadnień, co stanowi zawieszenie zasady racji dostatecznej – i jako taki prowadzi do dogmatyzmu. Krytyczny racjonalizm określa nową koncepcję racjonalności drogą zastąpienia (zawieszenia) zasady racji dostatecznej zasadą krytycznego sprawdzania. Zaletą tego stanowiska jest unikanie odwoływania się do dogmatów i rezygnacja z pewności przekonań przy jednoczesnym zachowaniu – z klasycznego racjonalizmu – dążenia do prawdy obiektywnej. Zadaniem filozofii staje się wtedy nie obrona dotychczasowej wiedzy, lecz aktywny krytycyzm, czyli uznanie wszelkich wypowiedzi za hipotezy.
Paul Feyerabend krytyczny racjonalizm określa (kontekstowo) tak:
Racjonalna dyskusja polega na próbie krytykowania. Nie zaś udowadniania czy uprawdopodobniania. Każdy krok, który chroni jakiś pogląd przed krytyką i sprawia, że staje się on bezpieczny czy „dobrze ugruntowany” oznacza oddalenie się od racjonalności. Każdy krok wystawiający go na ciosy jest mile widziany. Ponadto zaleca się porzucenie wybrakowanej koncepcji, zakazuje się podtrzymywania jej wobec silnej i efektywnej krytyki, chyba że da się przedstawić odpowiednie kontrargumenty. Podaj swoje idee w postaci umożliwiającej ich krytykę; atakuj je bezlitośnie; nie próbuj ich bronić, lecz ukaż ich słabe punkty; pozbądź się ich, skoro tylko słabe punkty dadzą o sobie znać... (Przeciw metodzie).
Krytyczny racjonalizm jest tym nurtem metodologii, który wywarł najsilniejszy wpływ na współczesną filozofię nauki. Z krytycznym racjonalizmem dyskutują w zasadzie wszystkie współczesne metodologie. W postaci zaproponowanej przez protoplastę całego nurtu Poppera jest on niezmiernie trudny do utrzymania.
Grono najwybitniejszych uczniów Poppera, krytycznych racjonalistów tworzą: Imre Lakatos, John W. N. Watkins, Joseph Agassi, Alan E. Musgrave, Hans Albert, oraz Paul Karl Feyerabend, choć, ten ostatni, wypiera się jakichkolwiek niekrytycznych związków ze swoim mistrzem.

## Falsyfikacjonizm
Falsyfikacjonizm wywodzi się od słowa „falsyfikacja” (słowo wywodzi się z łac. falsum – fałsz), a to z kolei oznacza procedurę sprawdzania negatywnego i jest jedną z odmian rozumowania. Falsyfikacjonizm potraktowany jako zbiór procedur metodologicznych jest jednym ze stanowisk w kwestii rozwoju wiedzy naukowej. Tak rozumiany falsyfikacjonizm zwykle wiązany jest z nazwiskiem Karla Poppera, choć pewne idee odnaleźć można u Williama Whewella, Charlesa Sandersa Peirce’a czy Claude’a Bernarda.

### Falsyfikacja jako odmiana sprawdzania
Sprawdzanie – definiując za Ajdukiewiczem pojęcie – jakiegoś zdania, np. zdania „a jest b” polega na rozwiązaniu zadania, które znajduje swe słowne sformułowanie w tzw. pytaniu rozstrzygnięcia „czy a jest b?”. Rozwiązaniem jest udzielenie jednej z dwóch właściwych odpowiedzi: „a jest b” albo, „a nie jest b” na podstawie stwierdzenia prawdziwości lub fałszywości pewnych następstw wyprowadzonych ze zdania „a jest b”. W związku z powyższym procedura sprawdzania nie wyznacza jednoznacznie postaci konkluzji, wyinferowanie której zakończy proces sprawdzania.
W procesie sprawdzania wyróżnić można następujące fazy: (a) postawienie pytania rozstrzygnięcia: „czy a jest b?”; (b) wyprowadzenie ze zdania „a jest b” jakichś następstw; (c) uznanie lub odrzucenie tych następstw.
Wnioskowanie (inferencja), prowadzące do uznania lub odrzucenia tych następstw i w sumie do uznania lub odrzucenia zdania sprawdzanego, przebiega jedną z dwóch dróg: (1) od odrzucenia następstw do odrzucenia racji – droga dedukcyjna; (2) od uznania następstw do uznania racji – droga dedukcyjna albo redukcyjna: (2.1.) dedukcyjna gdy następstwa są równoważne ze zdaniem sprawdzanym; (2.2.) redukcyjna gdy następstwa nie są równoważne ze zdaniem sprawdzanym.
Tak rozumiane sprawdzanie występuje w dwóch odmianach:
1. sprawdzanie pozytywne, które również występuje w dwóch odmianach:
  1. weryfikacji, czyli potwierdzenia całkowitego (przykład: „Wszystkie dziewczyny w wieku 17–19 lat mieszkające obecnie w Łodzi są dziewicami” – całkowite potwierdzenie tego zdania jest możliwe, o zdaniu tym powiemy, że jest weryfikowalne, a procedurę potwierdzenia go – wskazując na owe dziewice – nazwiemy weryfikacją);
  2. konfirmacji, czyli potwierdzenia częściowego (przykład: „Wszystkie orbity planet są elipsami” – całkowite potwierdzenie tego zdania nie jest możliwe, nic nie wiemy ani o orbitach planet których jeszcze nie ma, ani o orbitach planet, których już nie ma, o zdaniu tym powiemy, że jest konfirmowalne, a procedurę potwierdzenia – wskazując na orbity planet naszego układu słonecznego, czyli tylko na pewną podklasę planet – nazwiemy konfirmacją).
2. sprawdzanie negatywne, które też występuje w dwóch odmianach:
  1. dyskonfirmacji, czyli osłabienia mocy danego twierdzenia (przykład: „Wszystkie dziewczyny w wieku 17–19 lat mieszkające obecnie w Łodzi są dziewicami” – o zdaniu tym powiemy, że jest dyskonfirmowalne i zostało zdyskonfirmowane wskazując, że niektóre z Łodzianek znajdujące się w tym przedziale wiekowym nie są dziewicami);
  2. falsyfikacji, czyli wykazania fałszywości (przykład: „Wszystkie orbity planet są okręgami” – o zdaniu tym powiemy, że jest falsyfikowalne i zostało sfalsyfikowane, wskazując na orbity planet naszego układu słonecznego). W praktyce, różnice między dyskonfirmacją a falsyfikacją są tak znikome, że bardzo często, dla obydwu procedur stosuje się określenie falsyfikacja.
    1. Nieudaną próbę falsyfikacji jakiegoś twierdzenia nazywa się niekiedy (za Popperem) koroboracją. Teoria czy hipoteza została skoroborowana w chwili gdy nie udało się wykazać jej fałszywości. O takiej teorii lub hipotezie Popper mówi, że „okazała hart” ze względu na negatywny wynik eksperymentu falsyfikującego. W stosunku do następującego twierdzenia: „Wszystkie orbity planet są elipsami”, powiedzieć możemy, że zostało skoroborowane ponieważ (mimo poszukiwań – prób falsyfikacji) nie jest znana orbita planety, która nie jest elipsą.

### Falsyfikacjonizm a inne stanowiska w rozwoju wiedzy naukowej
Imre Lakatos w rozprawie Falsification and Methodology of Scientific Research Programmes – (polski przekład Falsyfikacja a metodologia naukowych programów badawczych), która jest jednym z rozdziałów książki Criticism and the Growth of Knowledge (A. Musgrave & I. Lakatos eds.) stanowiącej rozszerzony zapis dyskusji z międzynarodowego kolokwium w Londynie z roku 1969 nad zagadnieniem zbudowania teorii wiedzy naukowej, dyskusji toczącej się pomiędzy zwolennikami krytycznego racjonalizmu a uhistorycznioną filozofią nauki – przedstawił następujące grupy stanowisk badające problem rozwoju wiedzy naukowej: justyfikacjonizm, probabilizm, dogmatyczny, naiwny i wyrafinowany falsyfikacjonizm. Rozważania Lakatosa uzupełnione tu będą poszerzonym opisem justyfikacjonizmu, naiwnego falsyfikacjonizmu, oraz dwoma bardzo istotnymi ujęciami tego problemu: koncepcją paradygmatycznego rozwoju wiedzy naukowej oraz kontrindukcjonizem.

#### Justyfikacjonizm
Justyfikacjonizmem nazywa Lakatos stanowisko, zgodnie z którym wszelka wiedza naukowa składa się z twierdzeń dowiedzionych. W ramach tego stanowiska „klasyczni intelektualiści” („racjonaliści” w wąskim tego słowa znaczeniu – np. Kartezjusz czy Kant) oraz „empiryści” (np. Locke czy Hume) wymagali aby nie twierdzić niczego, co nie jest dowiedzione. Ta tradycja była do wieku XX dominującą tradycją racjonalnego myślenia, w jej ramach występowały trzy podstawowe nurty: kartezjanizm, kantyzm oraz klasyczny empiryzm.
Wszystkie one zgodne były w jednej zasadniczej kwestii: procedury dedukcyjne pozwalają jedynie na poprawne wnioskowania, czyli na przekazywanie prawdy, nie pozwalają jednak na dowodzenie (ustalanie) prawdy. Problem jaki stanął przed nimi polegał na rozstrzygnięciu natury tych wszystkich twierdzeń (aksjomatów), których prawdziwość dowieść można jedynie środkami pozalogicznymi.
Klasyczni intelektualiści odwoływali się tu do intuicji intelektualnej, oczywistości czy objawienia, zaś empiryści do względnie małego zbioru twierdzeń faktualnych, ujmujących twarde fakty, których wartość logiczną ustalało samo doświadczenie i które tworzyły niepodważalną, empiryczną bazę nauki. Wszyscy oni zgodni byli w jeszcze jednej zasadniczej kwestii – pojedyncze zdanie wyrażające twardy fakt obalić może teorię ogólną, natomiast niewielu z nich twierdziło, że skończona koniunkcja twierdzeń faktualnych może dowieść (indukcyjnie) teorii naukowej.
Intelektualistom dedukcyjna logika pozwalała na dowodzenie twierdzeń naukowych każdego rodzaju, o ile zaakceptowane zostaną ich aksjomaty. Dla empirystów sprawa się komplikuje, bowiem dowodzenie na podstawie wąskiej bazy empirycznej wymaga logiki innego rodzaju, logiki indukcyjnej, pozwalającej na przechodzenie od twierdzeń jednostkowych do twierdzeń ogólnych.
O niepowodzeniach ich programów pisze Lakatos następująco:
Jedni i drudzy zostali jednak pokonani: kantyści przez geometrie nieeuklidesowe i nienewtonowską fizykę, empiryści zaś przez logiczną niemożliwość ustalenia bazy empirycznej (fakty nie mogą, na co wskazywali kantyści, dowodzić twierdzeń) i ustanowienia logiki indukcyjnej (żadna logika nie może w niezawodny sposób zwiększać treści). Okazało się, że wszystkie teorie są równie nieudowodnialne.
Wszystkie odmiany epistemologii justyfikacjonistycznej, dla których zmysły są podstawowym źródłem wiedzy orzekają o istnieniu szczególnego stanu umysłu (nazywanego „odpowiednim”, „normalnym”, „zdrowym”, „nieuprzedzonym”, by podać tylko najczęściej używane określenia) pozwalającego na dokonywanie obserwacji prawdy, taką jaka sama z siebie się jawi.
Justyfikacjoniści proponują jakąś formę psychoterapii w celu oczyszczenia umysłu i otwarcia się na rzeczywistość „taką jaka ona jest w swej własnej istocie”. Dla klasycznych empirystów umysł jest tabula rasa – skutkiem określonej psychoterapii staje się uwolniony od wszelkich przesądów teoretycznych. Dla Kartezjusza umysł oczyszczany jest aż do samego cogito, w którym na nowo ustanawia on ego i odnajduje boską dłoń oczywistości wiodącą ku prawdzie. Takie pasywistyczne ujęcie charakterystyczne dla klasycznego empiryzmu i kartezjanizmu traktuje wiedzę prawdziwą jako „odcisk przyrody” w doskonale biernym umyśle. Jedynym rezultatem umysłowej aktywności są zniekształcenia i uprzedzenia.
Neopozytywiści w latach 20. i 30. XX wieku rozszerzyli na nauki empiryczne metodę logistyczną, jakiej używali w matematyce Gottlob Frege, Giuseppe Peano, Bertrand Russell i David Hilbert do formalizowania systemów aksjomatycznych. Ich ujęcie struktury teorii naukowej jako odpowiednio uporządkowanego zbioru zdań wyrażonego przy pomocy języka formalnego utrzymało się na tyle długo, że zostało nazwane – przez amerykańskiego filozofa z nurtu analitycznego Hilarego Putnama – Przyjętym Ujęciem niekiedy zwanego również Standardową Koncepcją Teorii Naukowych. Refleksja nad metodą końca XIX oraz XX wieku w znaczący sposób różni się od pojmowania metodologii w czasach nowożytnych, kiedy to pojmowano ją jako zbiór reguł pozwalający na mechaniczne (algorytmiczne) rozwiązywanie problemów. Współczesne metodologie, stwierdza Imre Lakatos, ujmują zagadnienie inaczej.
...na współczesne metodologie lub „logiki odkrycia” składają się po prostu zbiory (chyba nawet ściśle nie wiążących, a tym bardziej mechanicznych) reguł oceniania gotowych, wyartykułowanych teorii. Często te reguły, lub systemy oceniania, służą również jako „teorie racjonalności naukowej”, „kryteria demarkacji” lub „definicje nauki”. ... Reguły te pełnią podwójną funkcję. Funkcjonują, po pierwsze, jako kodeks uczciwości naukowej, którego łamanie jest nietolerowane; po drugie zaś, jako twarde rdzenie (normatywnych) historiograficznych programów badawczych.
W ramach neopozytywistycznego modelu wiedzy mamy do czynienia ze sztywną demarkacją na zdania sensowne i bezsensowne, a w ramach tych pierwszych na prawdziwe, prawdopodobne i fałszywe. Doprowadziła ona do takiego oto horyzontalnego modelu wiedzy: mamy prawdziwe zdania podstawowe, orzekające o faktach oraz opierające się na nich prawdopodobne, wyższego rzędu, zdania uniwersalne orzekające o grupach faktów. Praktykujący naukowiec musi pamiętać o odmienności tych dwóch poziomów i w żadnym przypadku ich ze sobą nie utożsamiać. Musi dokonywać w określony sposób obserwacji, poddawanych później uogólnieniu, zgodnie z regułami indukcyjnej logiki nauki (jakich bezskutecznie poszukiwano w ramach tego modelu wiedzy). Takie i tylko takie działania są racjonalne i tylko taka metoda rozstrzyga o prawomocności poznania. Istotę indukcyjnego modelu wiedzy za Imre Lakatosem przedstawić można następująco:
Gdy indukcjonista akceptuje twierdzenie naukowe, akceptuje je jako dowiedzione, odrzuca je, jeśli dowiedzione nie jest. Jego zasady naukowe są ścisłe: twierdzenie musi być albo dowiedzione na podstawie faktów, albo dedukcyjnie bądź indukcyjnie – wyprowadzone z innych twierdzeń, już dowiedzionych. ... Krytyka indukcjonistyczna ma przede wszystkim charakter sceptyczny: polega raczej na wykazywaniu, że pewne twierdzenie nie zostało dowiedzione, a zatem jest pseudonaukowe, niż na wykazywaniu, że jest fałszywe. ... Indukcjonistyczny historyk uznaje jedynie dwa rodzaje autentycznych odkryć naukowych: twarde zdania faktualne i indukcyjne uogólnienia. One i tylko one stanowią osnowę jego historii wewnętrznej. ... Kiedy radykalnie indukcjonistyczny historyk stanie wobec problemu, dlaczego niektórzy wielcy naukowcy byli dobrego zdania o metafizyce, i co więcej, dlaczego sądzili, że ich odkrycia były wielkie z powodów, które w świetle indukcjonizmu wydają się bardzo dziwaczne, uzna te problemy „fałszywej świadomości” za przedmiot badań psychopatologii, czyli historii zewnętrznej.
Znaczna część poglądów filozofów z kręgu logicznego empiryzmu zajmująca się badaniem naukowym z punktu widzenia oceny rezultatów poznawczych utożsamiała metodę zdobywania wiedzy z metodą jej uzasadniania. Wiodącą była dla nich teza o empirycznej genezie wiedzy oraz o kryteriach empirycznej sensowności, związana ze stanowiskami metodologicznego i genetycznego empiryzmu wywodzącymi wszelką ludzką wiedzę z doświadczenia i w doświadczeniu upatrującymi jej jedynego uzasadnienia.
Obiektywne poznanie świata to poznanie oparte na czystym doświadczeniu, czyli na obserwacji nagich faktów. Zaobserwowane fakty stanowią granicę ścisłości i pewności naukowej, po przekroczeniu której rozpoczyna się wiedza przypuszczalna. Zadaniem filozofii jest krytyczna analiza języka nauki celem oczyszczenia języka z wszelkich nieempirycznych elementów. Punktem wyjścia jest tu teza o biernej roli umysłu w procesie poznania – umysł nasz wtedy jest najlepiej przygotowany do poznawania świata, gdy jest wolny od uprzedzeń w postaci z góry, bez doświadczenia, powziętych spekulacji i oczekiwań, które nie dają się przełożyć na język obserwacji.
Bazą, czyli fundamentem naszej empirycznej wiedzy są uznane zdania spostrzeżeniowe, o charakterze introspekcyjnym bądź ekstaspekcyjnym, tylko one bowiem są definitywnie rozstrzygnięte pod względem prawdziwościowym. Zdania te ujmujące nagie fakty stanowią bazę dla pozostałych czynności naukowych, czyli ich opisu i uporządkowania. Ze względu na zdania spostrzeżeniowe akceptowane mogą być inne zdania nauki, zdania wykraczające poza granice obserwacji; przykładowo: prognozy (czyli przewidywania), uogólnienia empiryczne itp.
O naukowej postawie badacza świadczy nie tylko jego język empiryczny oraz stosowana przez niego metoda doświadczalna, świadczy o niej również rodzaj problemów jakie badacz podejmuje. Jedynymi problemami naukowymi są problemy nie zmuszające nas do nazbyt odległego wykraczania poza wyniki obserwacji. Właśnie dla tych powodów klasyczne problemy filozofii są problemami pseudonaukowymi, jako że nie dają się rozwiązać przy pomocy ostrożnych metod empirycznych; czyli obserwacji i indukcji.
Granica pomiędzy sensem i nonsensem, zwana kryterium demarkacji, zapewniająca wyrażeniom naszego języka (zdaniom w sensie gramatycznym i logicznym) sensowność przebiega na dwóch płaszczyznach:
- Sensowne są zdania prawdziwe ze względu na swą formę, czyli tautologie oraz zdania fałszywe ze względu na swą formę, czyli prawdy i fałsze konieczne. Takie zdania mają charakter analityczny i jako takie nic nowego o świecie nie mówią.
- Tylko takie nietautologiczne zdania są sensowne, które sens swój posiadają ze względu na określony stosunek do zdań spostrzeżeniowych. Sensowne są zatem tylko zdania rozstrzygane przez skończoną koniunkcję zdań protokolarnych (wczesna wersja kryterium demarkacji) lub potwierdzalne indukcyjnie przez skończone koniunkcje zdań protokolarnych (późniejsze wersje kryterium demarkacji).

O sensowności danego wyrażenia orzekała metoda jego rozstrzygania – dla zdań weryfikacja, orzekanie dla nazw. Nazwy indywidualne i orzeczniki obserwacyjne (czyli nazwy własności obserwowalnych, których przysługiwanie lub nieprzysługiwanie indywidualnym makroskopowym przedmiotom da się definitywnie rozstrzygnąć poprzez krótki, skończony ciąg prostych obserwacji) to całkowicie zinterpretowane, a więc w pełni sensowne wyrażenia nazwowe języka empirycznego. Sensowność wszelkich innych wyrażeń nazwowych języka zależy od ich definiowalności przez nazwy całkowicie zinterpretowane.
Teorie sprawdzania logicznego empiryzmu odwołują się każdorazowo do konfrontowania twierdzeń wyprowadzanych ze sprawdzalnych hipotez ze zdaniami czysto empirycznymi. W następujących etapach przedstawić można ewolucję empirystycznego kryterium znaczenia poznawczego, inaczej to nazywając: ewolucję kryterium demarkacji na sfery: nauki i nie-nauki (sensu i non-sensu):
Pierwszą wersję owego kryterium stanowił wymóg pełnej zasadniczej weryfikowalności. Funkcjonował on we wczesnej fazie rozwoju Koła Wiedeńskiego.
- Zdanie ma znaczenie empiryczne wtedy i tylko wtedy, gdy nie jest analityczne i wynika logicznie z pewnego skończonego i niesprzecznego zbioru zdań obserwacyjnych.

Zarzuty wobec tego kryterium przedstawić można następująco: (1) wyklucza ono z obrębu nauki wszystkie zdania uniwersalne; (2) wyklucza on zdania zawierające zarazem kwantyfikator ogólny i szczegółowy, których również nie można wydedukować ze skończonego zbioru zdań obserwacyjnych; (3) do dowolnego zdania spełniającego ów wymóg, alternatywnie dołączyć można dowolne zdanie owego wymogu nie spełniające. Alternatywa tych zdań stanowiła będzie logiczną konsekwencję zdania spełniającego wymóg całkowitej weryfikowalności, co z kolei pozostanie w sprzeczności z wymogiem całkowitej weryfikowalności. (Swoistą wersją owego kryterium – przedstawiony tu w dogmatycznym falsyfikacjonizmie – stanowi wymóg pełnej zasadniczej falsyfikowalności.)
Sprawdzenie (weryfikacja lub falsyfikacja) zdania empirycznego sprowadza się do jednego z dwóch wymogów:
1. bezpośredniego sprawdzenia na podstawie aktu percepcji, albo;
2. sprawdzenia pośredniego, dokonującego się drogą bezpośredniego sprawdzenia zdań wyprowadzonych dedukcyjnie ze zdania protokolarnego oraz z innych już zweryfikowanych zdań.

Tak radykalnie sformułowana zasada weryfikacji twierdzeń naukowych, pod wpływem krytyki przeszła radykalną ewolucję w kierunku liberalizacji wymogu weryfikowalności zdań. Wymogu całkowitej weryfikacji oraz możliwości falsyfikacji nie spełniają jednak uniwersalne zdania (prawa) nauki (nie można zweryfikować zdania z kwantyfikacją ogólną, np. Wszyscy ludzie są śmiertelni, bowiem, w tym konkretnym przykładzie, nic nie wiemy o przypadkach przyszłych). Próby rozwiązania owej trudności szły w dwóch kierunkach:
wersja Schlicka: Moritz Schlick uznaje prawa naukowe za instrukcje. Powołując się na Wittgensteina utrzymywał pogląd, że uniwersalne prawa nauki są zdaniami nie posiadającymi właściwości sądu, nie są zatem ani prawdziwe ani fałszywe, są jedynie instrukcjami, czyli regułami możliwego działania intelektualnego pokazującymi nam jak dochodzić do zdań – sądów. Tym oto sposobem Schlick próbuje uwolnić się od faktu niesprawdzalności całkowitej uniwersalnych praw nauki.
wersja Carnapa: Rudolf Carnap warunek weryfikowalności poddał istotnej modyfikacji – w miejsce weryfikowalności zdań ogólnych żądał ich konfirmowalności. Próbując uprawomocnić teorię naukową porzucono pierwotnie akceptowaną postać reguł korespondencji – między zdaniami protokolarnymi a teorią, do której się odnosiły – zastępując je zdaniami redukcyjnymi.
Wprowadzenie zdań redukcyjnych pociągnęło za sobą konieczność rezygnacji z weryfikowalności jako kryterium sensowności i zastąpienia jej kryterium testowalności (konfirmowalności) jako kryterium sensowności poznawczej zdań teoretycznych.
Istotę kryterium testowalności wyrazić można za pomocą następującej tezy:
Sąd ma znaczenie (jest naukowy) jeśli można z niego wyprowadzić prawdziwe sądy.
Kolejny etap to kryterium Ayera, które przedstawić można następująco.
- Zdanie S ma treść empiryczną, jeżeli z koniunkcji S i odpowiednich hipotez pomocniczych możliwe jest wywiedzenie zdań obserwacyjnych, które nie wynikają z samych hipotez pomocniczych.

Sam Ayer zauważył, że jego kryterium jest nazbyt szerokie, wyposaża bowiem w treść empiryczną dowolne zdanie. Przyjmijmy zdanie S mówiące: „Absolut jest doskonały” a jako hipotezę pomocniczą zdanie: „Jeśli absolut jest doskonały, to to jabłko jest czerwone”. Na ich podstawie wydedukować można zdanie obserwacyjne: „To jabłko jest czerwone”.
Treść swego kryterium poddał Ayer modyfikacji, dopuszczając jako hipotezy pomocnicze jedynie zdania analityczne lub takie zdania empiryczne, które są niezależnie sprawdzalne. Jednakże ma tu zastosowanie zarzut drugi z kryterium falsyfikowalności.
Trudności, jakie stanęły przed owymi kryteriami, skłoniły Carla Gustava Hempla do następującej uwagi.
- Myślę, że nie ma sensu poszukiwanie adekwatnego kryterium sprawdzalnościowego opartego na dedukcyjnych stosunkach do zdań obserwacyjnych.

Następny etap ewolucji kryterium demarkacji to analizy Hempla dotyczące przekładalnościowego kryterium znaczenia poznawczego, którego podstawy sformułował Carnap. Hempel formułuje je następująco.
- Zdanie ma znaczenie poznawcze wtedy i tylko wtedy, gdy jest przekładalne na jakiś język empiryczny.

Jak łatwo zauważyć, kryterium to jest nazbyt wąskie, dopuszcza bowiem jako sensowne terminy obserwacyjne, pozbawionymi sensu czyniąc terminy dyspozycyjne. Dopiero drogą dopuszczenia do języka empirystycznego zdań (definicji) redukcyjnych, zasięg stosowalności owego kryterium można poszerzyć. Do wyjaśnienia pozostanie tu jeszcze problem konstruktów teoretycznych takich jak np. „potencjał grawitacyjny”, „pole elektryczne” itp., których nagminnie używają współczesne teorie naukowe, a ani definicje ani zdania redukcyjne owych terminów nie są w stanie wprowadzić w oparciu o predykaty obserwacyjne.
Hempel proponuje następującą drogę przeformułowania empirystycznego kryterium znaczenia. Jego punkt wyjścia przedstawia się następująco:
- W rzeczy samej treści wartościowego empirycznie zdania nie można, ogólnie biorąc, wyczerpująco wyrazić za pomocą jakiegokolwiek zbioru zdań obserwacyjnych.

W olbrzymim skrócie propozycję Hempla przedstawić można następująco. Empirystyczne kryterium znaczenia uznać należy za propozycję językową, która jako taka nie jest ani prawdziwa ani fałszywa, lecz adekwatna lub nie adekwatna. O adekwatnym kryterium znaczenia można mówić gdy spełnione są dwa warunki. Warunek pierwszy, eksplikacja musi być wystarczająco głęboką analizą powszechnie przyjętego znaczenia explicandum, analizą opierającą się na twierdzeniach o charakterze empirycznym. Warunek drugi, eksplikacja stanowić musi racjonalną rekonstrukcję eksplicandum – musi ona, posiłkując się logiką, stworzyć ogólny aparat pojęciowy pozwalający na spójne i precyzyjne przeformułowanie oraz na teoretyczną systematyzację kontekstów w jakich używane jest eksplicandum.

#### Probabilizm
Alternatywę dla tych stanowisk stanowić miał probabilizm, kierunek rozwijany przez grupę filozofów z Cambridge, którzy proponowali zastąpienie idei justyfikacji ideą prawdopodobieństwa. Pomimo że teorie naukowe są w równym stopniu nieudowodnialne, to można im przypisać różne stopnie prawdopodobieństwa – szacowanego za pomocą rachunku prawdopodobieństwa – ze względu na dostępny materiał empiryczny. Duże osiągnięcia na tym polu miał Rudolf Carnap. Istotę tego stanowiska przedstawia Lakatos następująco.
Naukowa uczciwość wymaga zatem mniej niż sądzono: polega ona na wypowiadaniu jedynie teorii wysoce prawdopodobnych; a nawet na określeniu po prostu, dla każdej teorii naukowej, dostępnych danych doświadczalnych i prawdopodobieństwa teorii w ich świetle.
Probabilizm, będący bardziej wyrafinowaną wersją justyfikacjonizmu, ideę weryfikacji próbuje zastąpić ideą prawdopodobieństwa, bazująca na indukcji eliminacyjnej i enumeracyjnej. Indukcja z przesłanek spostrzeżeniowych, które dotyczą indywidualnych i zaobserwowanych przypadków pozwala jako wniosek wyprowadzić następujące zdania:
- zdanie o nowym przypadku, jeszcze nie zaobserwowanym, zwane przewidywaniem indukcyjnym lub wnioskowaniem przez analogię;
- zdanie o wszystkich przypadkach pewnej klasy, zwane indukcją uogólniającą.

Obydwa powyższe zdania przedstawić można pod postacią następującego schematu wnioskowania, zwanego indukcją enumeracyjną, w którym S i P są nazwami własności obserwowalnych.
S1 jest P i S2 jest P i ... Sn jest P
Nie zaobserwowano elementów klasy S niemających własności P.
Zatem:
(1) Sn+1 ma własność P (czyli: następny, jeszcze nie zaobserwowany element klasy S ma własność P),
lub
(2) Każde S jest P.
Celem przekształcenia powyższego schematu w schemat indukcji eliminacyjnej należy dołączyć do niego warunek głoszący, że przedmioty S1, ... Sn są jak najbardziej różnorodne pod wieloma względami, celem eliminacji poprzez przesłanki jak najwięcej hipotez konkurencyjnych względem wniosku indukcyjnego.
Postępowanie badawcze ma cztery etapy. Etap pierwszy polega na zgromadzeniu obserwacji będących przesłankami o postaci „S jest P”. Etap drugi polega na postawieniu ogólnej hipotezy, której zasięg (czyli klasa S będących P) jest prowizorycznie oszacowany na podstawie dostępnych wyników obserwacji. Etap trzeci polega na sprawdzeniu uogólnienia poprzez nowe obserwacje, celem ostatecznego ustalenia zasięgu hipotezy drogą jej zawężenia lub rozszerzenia w perspektywie otrzymanych wyników. Etap czwarty, czyli uzasadnienie wniosku indukcyjnego, innymi słowy mówiąc nadanie mu określonego prawdopodobieństwa, przy założeniu, że jego prawdopodobieństwo ze względu na stwierdzone w przesłankach wyniki obserwacji jest większe od prawdopodobieństwa początkowego, przebiega dwojako, w zależności od tego czy mamy do czynienia z indukcją enumeracyjną czy eliminacyjną.
W przypadku indukcji enumeracyjnej prawdopodobieństwo wniosku jest tym większe, im większa jest ilość przeprowadzonych obserwacji. Zaś w przypadku indukcji eliminacyjnej prawdopodobieństwo wniosku zależy od ilości różnorodnych obserwacji, innymi słowy mówiąc, od ilości wyeliminowanych hipotez konkurencyjnych. Jeżeli prawdopodobieństwo wniosku okaże się duże (tzn. bliskie jedności) lub okaże się większe od prawdopodobieństwa negacji wniosku, to wniosek należy uznać. Jest to tzw. zasada racji dostatecznej w postępowaniu indukcyjnym.
Co oznacza użyte w powyższych zdaniach słowo „prawdopodobieństwo”? Traktowane jest ono tu jako uogólnienie pojęcia prawdy, teoria wnioskowania dedukcyjnego jest granicznym przypadkiem logiki indukcji, dedukcyjne operacje logiczne są granicznymi przypadkami operacji indukcyjnych. Ogólna zasada indukcji w ujęciu Rudolfa Carnapa, tzw. nierówność Carnapa, przedstawia się następująco.
p(G, e1... en) > p(G)
(Symbole czytamy kolejno: p – prawdopodobieństwo, G – generalizacja (uogólnienie) typu „Każde S jest P”, e 1…. en – n kolejnych wyników obserwacji typu S jest P.)
Przy akceptacji tezy, że indukcyjne uzasadnienie prawa lub teorii przez przesłanki polega na zwiększeniu jego prawdopodobieństwa początkowego, problemem uprawomocnienia indukcji nazywa się poszukiwanie takiej teorii prawdopodobieństwa indukcyjnego, w świetle której nierówność Carnapa nazwać można prawdziwą. Chodzi tu przede wszystkim o to, by wykazać, że istnieje nie prowadzący do sprzeczności sposób przyporządkowania sprawdzanym indukcyjnie hipotezom prawdopodobieństwa początkowego różnego od zera.
Należy w tym miejscu zauważyć, że nie istnieje metoda niesprzecznego przyporządkowywania początkowego prawdopodobieństwa różnego od zera wszystkim godnym uwagi hipotezom i teoriom. Zgodnie z teorią prawdopodobieństwa indukcyjnego prawdopodobieństwo początkowe wszelkich praw i teorii naukowych jest równe lub bliskie zeru dla każdego, dostatecznie dużego, uniwersum, a zatem żadna ilość zgodnych z nim wyników obserwacji nie jest zdolna zwiększyć ich początkowego prawdopodobieństwa i zbliżyć go do jedności. Nierówność Carnapa nie jest zatem nigdy spełniona. Głównie za sprawą wysiłków K.R. Poppera okazało się jednak, że niezależnie od dostępnych świadectw empirycznych wszystkie teorie mają zerowe prawdopodobieństwo. Konsekwencją tego jest sąd, że wszystkie teorie są nie tylko w takim samym stopniu nieudowodnialne, ale i nieprawdopodobne.

#### Falsyfikacjonizm
Wraz ze zburzeniem utopii justyfikacjonizmu i probabilizmu zdaniem Lakatosa rozpoczyna się „właściwa” filozofia nauki – z naczelnymi dla niej hasłami: aktywistycznej koncepcji umysłu, względności wiedzy oraz popperowską rewolucją naukową – odzwierciedlana w stanowiskach naiwnego, a zwłaszcza wyrafinowanego falsyfikacjonizmu.
W przeciwieństwie do pasywistycznego stanowiska justyfikacjonizmu, wywodzący się od Kanta aktywizm utrzymuje, że nie można odczytać księgi przyrody bez jej uprzedniej interpretacji w świetle naszych oczekiwań i teorii.
Takie aktywistyczne stanowisko dzieli Lakatos na dwa odmienne: aktywizm konserwatywny (Kant) i aktywizm rewolucyjny. Ujęcie konserwatywne utrzymywało, że wszystkie nasze podstawowe oczekiwania są wrodzone, że za ich pomocą przekształcamy rzeczywistość w to, co zwiemy naszym światem – żyjemy i umieramy w więzieniu naszego schematu pojęciowego. Rewolucyjni aktywiści (Popper, Lakatos, Kuhn, Feyerabend) utrzymują, że schematy pojęciowe mogą być rozwijane, oraz zastępowane innymi, lepszymi schematami – to my wytwarzamy nasze więzienia i my możemy je burzyć.
Lakatos zauważa, że skutkiem prac Kanta i Poppera, jak i inspirowanych przez nich psychologów, okazało się, że taka empirystyczna psychoterapia pasywistyczna nie może się powieść, ponieważ nie istnieją wrażenia, które nie są przesiąknięte oczekiwaniami, czego konsekwencją jest to, że nie istnieje psychologiczne (naturalne) rozróżnienie na twierdzenia obserwacyjne i teoretyczne. Nie istnieje zatem również – a właściwie należałoby powiedzieć: jest pozbawione sensu – rozróżnienie pomiędzy nie udowodnionymi teoriami a dowiedzioną bazą empiryczną. Wszystkie zatem twierdzenia nauki mają charakter tymczasowy.

##### Dogmatyczny (naturalistyczny) falsyfikacjonizm
Dogmatyczny falsyfikacjonizm (charakterystyczny dla bardzo wczesnych poglądów Poppera, jeszcze sprzed ukazania się Logik der Forschung) przyjmuje za empirystami niepodważalną bazę empiryczną (stąd nazwa „dogmatyczny”), nie przenosząc owej własności na teorie naukowe, które uważa za przypuszczenia. Empiryczne kontrświadectwo jest instancją ostateczną rozstrzygającą o wartości teorii. Świadectwo doświadczenia nie jest w stanie udowodnić teorii, może ją jedynie odrzucić.
W ramach tego podejścia istnieją dwojakiego rodzaju zdania mające naukowy charakter (a) w bazie empirycznej, udowodnione zdania faktualne, (b) w teorii, zdania falsyfikowalne, czyli takie zdania, dla których istnieją logiczne, matematyczne lub eksperymentalne techniki pozwalające wyznaczyć zdania mogące je obalić.
Empiryczna baza teorii jest zbiorem jej potencjalnych falsyfikatorów. Rozwój nauki jest tu ścieraniem się teorii ze zdaniami obserwacyjnymi ujmującymi „nagie fakty”. Tylko tego typu zdania należą do nauki: wszystkie niefalsyfikowalne twierdzenia (nie będące tautologiami) mają charakter metafizyczny i jako takie wyłączone są z jej obrębu.
Dogmatyczny falsyfikacjonizm opiera się na zbyt ostrym kryterium demarkacji (uznającym za naukowe tylko te teorie, które mogą być obalone przez fakty, niepodważalną bazę empiryczną), a u jego podstaw tkwią dwa fałszywe założenia: (a) istnieje naturalne, psychologistyczne rozróżnienie między twierdzeniami teoretycznymi a obserwacyjnymi, (b) jeśli zdanie obserwacyjne spełnia psychologistyczne kryterium faktualności, to jest prawdziwe na podstawie doświadczenia (zostało dowiedzione przez fakty). Owe założenia wraz z tak radykalnym kryterium demarkacji pozostawiają poza obrębem nauki klasę teorii powszechnie uznawanych za naukowe, a mianowicie teorie, w których występuje warunek ceteris paribus, będący nota bene nie wyjątkiem, lecz regułą. Polega on na tym, iż w określonej teorii przewiduje się brak jakiegoś jednostkowego zdarzenia tylko pod warunkiem, że żaden inny czynnik, mogący znajdować się gdziekolwiek, nie wywiera na owo zdarzenie jakiegoś wpływu. Wynika z tego zatem, że teoria nie stoi w sprzeczności z samymi zdaniami obserwacyjnymi, lecz z koniunkcją klauzuli ceteris paribus i zdań obserwacyjnych. Jednocześnie owej klauzuli niepodobna usunąć z bazy empirycznej, ponieważ może być zaobserwowane zajście o jakim orzeka się klauzula. Przy tak ostrym kryterium demarkacji nieobalalne są również wszelkie teorie probabilistyczne, ponieważ nie sposób ich obalić skończoną koniunkcją zdań obserwacyjnych.
Swoistą wersję kryterium demarkacji stanowi w tej wersji falsyfikacjonizmu wymóg pełnej zasadniczej falsyfikowalności:
- Zdanie ma znaczenie empiryczne wtedy i tylko wtedy, gdy zasadniczo poddawalne jest pełnemu obaleniu przez skończoną ilość danych obserwacyjnych, czyli dokładniej: Wymóg pełnej zasadniczej falsyfikowalności: Zdanie ma znaczenie empiryczne wtedy i tylko wtedy, gdy jego negacja nie jest zdaniem analitycznym i wynika logicznie z pewnego skończonego, niesprzecznego zbioru zdań obserwacyjnych.

Zarzuty przedstawić można następująco: (1) wymóg ten wyklucza wszystkie zdania czysto egzystencjalne, oraz wszystkie zdania wymagające mieszanej (tj. ogólnej i szczegółowej) kwantyfikacji; (2) z dwóch zdań, z których jedno jest falsyfikowalne, a drugie nie, koniunkcyjnie utworzyć można zdanie falsyfikowalne, które jednak nie będzie poddawało się wymogowi falsyfikowalności; (3) dla dowolnego (obserwacyjnego) predykatu dyspozycyjnego, jego kwantyfikacja ogólna będzie miała postać zdania sensownego, natomiast egzystencjalna, nie (ze względu na zarzut pierwszy).

##### Naiwny (hipotetyczny) falsyfikacjonizm
Dla tej wersji falsyfikacjonizmu najbardziej reprezentatywnym jest stanowisko Karla R. Poppera, niekiedy nazywane hipotetyzmem – stąd nazwa „hipotetyczny falsyfikacjonizm”. Filozofia nauki Alberta Einsteina jest podobna do tej wersji falsyfikacjonizmu. Zapewne jest to wynikiem ożywionej korespondencji Einsteina z Popperem. Einstein nigdy nie określał siebie mianem krytycznego racjonalisty.
Falsyfikacjonizm Poppera wykazał tymczasowy charakter twierdzeń naukowych. Wykazał również, iż tymczasowe twierdzenia nauki sprawdzane są przy pomocy zdań o konwencjonalnym charakterze. Jedynym co pozostawało pewne i niezmienne to metoda: krytyczny racjonalizm – logika odkrycia naukowego, gwarantująca racjonalność postępowania badawczego. W perspektywie jego metodologii trudno uznać za racjonalną tę lub inną teorię, ponieważ podstawa uprawomocnienia jest zawsze nierozerwalnie związana z arbitralnie przyjętą empiryczną „bazą”. Można jedynie mówić o racjonalności samego rozwoju nauki dokonując zestawienia następujących po sobie teorii, oraz porównując je pod względem ich podobieństwa do prawdy. Jego teoria nauki jest diachroniczna, dotyczy bowiem głównie wzajemnego stosunku następujących po sobie teorii.
Wpływowi tej wersji falsyfikacjonizmu uległo wielu filozofów nauki i zawodowych uczonych. Ten silny wpływ Poppera przez analogię do tytułu I tomu jego Open Society (The Spell of Plato – Urok Platona), nazwać można „urokiem Poppera”. Na czym on polega? Filozofia nauki Poppera jest względnie prostym zespołem reguł postępowania, jakim podporządkować się musi uczony, o ile chce się przyczynić do wzrostu wiedzy. (Inną sprawą jest faktyczna stosowalność tych reguł). Nie są to konkretne reguły dotyczące zachowania się w konkretnych sytuacjach, tylko pewnego rodzaju metadyrektywy, które ukierunkowują badania (mogą one być również nazwane „kryteriami naukowej racjonalności”). Można je wyrazić tak. Bądź krytyczny – dla sformułowanej przez siebie teorii poszukuj kontrprzypadków, a nie potwierdzeń, które nie dość, że są łatwiejsze do znalezienia, to jeszcze uśpią twoją czujność. Duża ilość potwierdzających przypadków powodowała będzie, że niewielka ilość kontrprzypadków (a może tylko jeden lub dwa), z jakimi się zetkniesz, nie będzie przez ciebie brana pod uwagę. A to kontrprzypadki są miejscami, w których twoja teoria zderza się z rzeczywistością. To one informują cię, że popełniłeś błąd. Dlatego zawsze poszukuj dla teorii kontrświadectw i dopiero niepowodzenia w ich poszukiwaniu mogą cię tymczasowo upewnić, że twoja teoria okazała hart, czyli, że tymczasowo może zostać przyjęta ze względu na negatywny wynik eksperymentu falsyfikującego. Masz jednak obowiązek oczekiwać, że twoja aktualna teoria i tak zostanie zastąpiona inną, lepszą teorią. Lepszą, czyli w wyższym stopniu falsyfikowaną, czyli taką, która będzie od twojej bardziej ogólna i przejdzie te testy, których twoja przejść nie zdołała. To wszystko, czego oczekiwać możesz od każdej teorii, bowiem krytyczne sprawdzanie teorii nie ma naturalnego końca, albowiem końca takiego nie ma rozwój nauki.
Zasadnicze idee tej wersji falsyfikacjonizmu przedstawić można w następujący sposób. Podstawowym narzędziem falsyfikacjonizmu Poppera są twierdzenia bazowe. Wnioskowanie falsyfikujące przebiega według schematu modus tollens – [(p→q)٠~q]→~p. Do jego wykorzystania potrzebny jest szczególny rodzaj twierdzeń (zdań), których używa się jako przesłanki. Twierdzenia te należą do tzw. „bazy empirycznej” i nazwane zostały przez Poppera „twierdzeniami bazowymi” (basic statements, basic propositions, test statements).
Posiadając tego typu twierdzenia możemy daną teorię nazwać empiryczną, wtedy gdy dokonuje jednoznacznego podziału wszystkich możliwych twierdzeń bazowych w danym języku na dwie podklasy: klasę twierdzeń sprzecznych z daną teorią (wyrażających te zdarzenia, których teoria zakazuje), nazwaną klasą potencjalnych falsyfikatorów, oraz podklasę twierdzeń z daną teorią niesprzecznych.
Konwencjonalizm polega tu na tym, że to my decydujemy, które twierdzenia należy przyjąć jako bazowe. W odróżnieniu od klasycznego konwencjonalizmu Poincarégo nasza decyzja dotyczy jedynie twierdzeń bazowych, a nie twierdzeń uniwersalnych. Metodologia popperowska wręcz zakazuje aby o wyborze pomiędzy teoriami miała decydować swobodna decyzja uczonego, ponieważ przy takim stanie rzeczy o akceptacji teorii zaczęłyby decydować pozanaukowe czynniki, a nie przeprowadzone testy. Decyzje dotyczące twierdzeń bazowych uzależnione są od pytań formułowanych na gruncie teorii, którą akceptujemy. Ona to sugeruje nam klasy twierdzeń, które my wybieramy jako bazowe. Na decyzję wpływa również nasze odczucie przekonania, które co prawda nie jest uzasadnieniem, ale można powiedzieć, że jest jego warunkiem wstępnym. Widać tu pewnego rodzaju sprzężenie zwrotne pomiędzy teorią a twierdzeniami bazowymi. O przyjęciu bądź odrzuceniu danej teorii, czy też pewnej części decydują twierdzenia bazowe, których wybór uzależniony jest od owej teorii. Sam akt wyboru twierdzeń bazowych jest już częścią zastosowania danego systemu teoretycznego.
Reguły akceptacji twierdzeń bazowych formułuje Popper następująco. (1) Nie są one nieodwoływalne, jeśli zajdzie potrzeba, każde z nich poddać można dalszym testom, jako probierza używając innych twierdzeń bazowych. Regressus ad infinitum uniknąć w tym przypadku możemy wprowadzając postulat potencjalnej sprawdzalności każdego twierdzenia bazowego – każde z nich musi poddawać się sprawdzeniu, a nie faktycznie zostać sprawdzone, sprawdzanie przerywane jest w momencie uzyskania zgody badaczy co do akceptacji danego twierdzenia. (2) Jeśli uchylamy się od sprawdzenia twierdzeń bazowych, stają się one dogmatami, wymykają się spod kontroli i przestają pełnić swą funkcję probierza rzetelności i adekwatności naszych teorii. (3) Nie należy przyjmować twierdzeń bazowych nie powiązanych logicznie z teorią, przyjmujemy je w toku sprawdzania teorii, traktując je jako odpowiedzi na pytania stawiane przez teorię. Nie powiązane z teorią, pojedyncze twierdzenia bazowe nie mogą stanowić przypadków falsyfikujących. Lecz każde z nich jest elementem nieskończonej klasy wszystkich wewnętrznie niesprzecznych zdań o określonej formie logicznej, w jej ramach znajduje się wiele wzajemnie ze sobą sprzecznych zdań. Ową nieskończoną klasę nazywa Popper systemem twierdzeń bazowych. (4) Aby zdanie o faktach uznać za twierdzenie bazowe, najpierw musimy mieć odpowiednią teorię, do której dane twierdzenie bazowe możemy odnieść. (5) Twierdzenia bazowe podobnie jak nasze obserwacje są interpretacjami w świetle teorii i dlatego należy szukać dla nich kontrprzypadków, a nie weryfikacji.
Twierdzenia bazowe pełnią dwie zasadnicze funkcje: są one warunkami początkowymi oraz twierdzeniami testowymi, stwierdzającymi obiektywny stan rzeczy (zajście zdarzenia). Nie opierają się one na sądach o doznaniach, są intersubiektywnie sprawdzalne. Są uzasadniane jedynie w ramach teorii, w której funkcjonują, uzasadniane są więc przy pomocy zdań, a nie przy pomocy doznań. W wyborze twierdzeń bazowych nie istnieje całkowita arbitralność, wprawdzie to my decydujemy które zdania uznamy za twierdzenia bazowe, ale to teoria sugeruje nam klasy zdań, które mogą być uznane jako twierdzenia bazowe. Dzięki nadaniu twierdzeniom bazowym konkretnej formy i przyjęciu warunku, że falsyfikujące twierdzenie bazowe musi mieć taką postać, by było sprzeczne ze zdaniem o poszczególnych przypadkach danego prawa czy hipotezy, dokładnie wiemy, które twierdzenia włączyć możemy do „bazy”. Przyjmując konkretną formę dla twierdzeń bazowych przyjmujemy również konkretne kryterium demarkacji: jeśli dla danej teorii nie istnieje możliwość podania sprzecznego z nią twierdzenia bazowego, wtedy teoria ma nienaukowy charakter.
Pojęcie stopni sprawdzalności teorii naukowej jest ważnym pojęciem metodologii popperowskiej, bowiem zastosować go można do:
- problemu prostoty teorii naukowej. Teoria tym będzie prostsza w im wyższym stopniu będzie sprawdzalna;
- problemu bliskości do prawdy (verisimiltude). Teoria tym bliższa będzie prawdzie w im wyższym stopniu będzie sprawdzalna.

Twierdzenia bazowe pełnią istotną rolę w analizach stopni sprawdzalności (falsyfikowalności) teorii naukowych. System twierdzeń bazowych zobrazować można za pomocą koła, gdzie możliwe zdarzenia reprezentowane są przez jego wycinki. Im dana teoria wyklucza większy wycinek, tym więcej potencjalnych falsyfikatorów może pozostawać z nią w sprzeczności. Gdy teoria jest niesprzeczna w kole musi pozostać pewien wycinek, który nie jest przez nią wykluczany. Mając dwie konkurujące ze sobą teorie, ta z nich jest w wyższym stopniu falsyfikowalna, która wyklucza więcej zdarzeń. Klasa dozwolonych twierdzeń bazowych lepiej falsyfikowalnej teorii jest mniejsza, niż klasa twierdzeń teorii słabiej falsyfikowalnej. Treść empiryczna, czyli suma doświadczalnych informacji niesionych przez teorię wzrasta wraz z jej stopniem falsyfikowalności, stanowi ją klasa potencjalnych falsyfikatorów. Lepiej falsyfikowalna teoria pozostawia mniejszy wycinek twierdzeń dopuszczalnych, tym samym wyklucza więcej możliwych zdarzeń. Zawartość empiryczna teorii równa jest klasie tych twierdzeń bazowych, które zaprzeczają teorii. Zdaniem Poppera nauki empiryczne w swym rozwoju dążą do takiego momentu, gdy sformułowane zostaną teorie dopuszczające tak mało zdarzeń, że każde wykluczenie następnego powodowało będzie falsyfikację teorii.
Potwierdzenie (koroboracja) to w ramach metodologii Poppera, zgodność teorii z przyjętymi w jej ramach twierdzeniami bazowymi. Nieweryfikowalność teorii naukowych polega na niemożliwości ich całkowitego potwierdzenia, lecz część przewidywań powstałych na gruncie teorii może zostać potwierdzona, czyli jak mówi Popper, okazać hart ze względu na dotychczasowy negatywny wynik eksperymentu falsyfikującego. Potwierdzalność (corroborability) utożsamia Popper ze stopniem sprawdzalności i epistemologicznym problemem prostoty. Hipoteza lepiej falsyfikowalna (prostsza) jest jednocześnie w wyższym stopniu potwierdzalną. Stopień potwierdzenia jest dla niego miarą surowości testów, którym poddana została teoria. Stopień ten nie może być utożsamiony z prawdopodobieństwem, należy go określać za pomocą surowych testów, którym dana hipoteza została poddana. Nie wolno go określać liczbą potwierdzających przypadków.
Prawda odgrywa dla Poppera rolę idei regulatywnej. Wszelkie próby sprawdzenia dowolnej teorii (naukowej i metafizycznej) służą, poprzez eliminację fałszu, odnalezieniu prawdy. Jednakże jeśli nawet natrafimy na prawdziwą teorię, będziemy z reguły zgadywali i możemy się nigdy nie dowiedzieć, że jest ona prawdziwa. Poszukujący prawdy badacz powinien również szukać fałszu, z tej przyczyny, że stwierdzając fałszywość jakiegoś zdania, automatycznie stwierdza prawdziwość jego negacji, co pozwala mu na sformułowanie nowej hipotezy.
Prawda to dla Poppera zgodność z faktami, tylko takie jej pojmowanie umożliwia racjonalną krytykę. Pojęcie „prawda” proponuje on, idąc śladami Tarskiego, traktować jako synonim pojęcia „korespondencja z faktami”, proponuje również określić, co kryje się pod znaczeniem tego drugiego terminu. Status prawdy w obiektywnym sensie (jako korespondencji z faktami) oraz jej rolę jako idei regulatywnej ukazuje Popper za pomocą następującej metafory. Prawda jest szczytem górskim, zanurzonym w chmurach. Alpinista może nie mieć problemów w dostaniu się nań, lecz może nie wiedzieć kiedy się tam dostał, ponieważ może nie rozróżnić, znajdując się w chmurach, pomiędzy wierzchołkiem a jakimś pobocznym szczytem. Fakt ten jednakże nie wpływa na obiektywne istnienie wierzchołka, autentyczna idea błędu, lub wątpienia pociąga za sobą ideę prawdy obiektywnej, której możemy nigdy nie osiągnąć.
Tylko klasyczna teoria prawdy pozwala na stwierdzenie, że teoria może być prawdziwa nawet wtedy, jeśli nikt w nią nie wierzy, czy nie jest przekonany o jej prawdziwości, lub wtedy, gdy nie mamy żadnych powodów aby ją zaakceptować. I odwrotnie, tylko na jej gruncie przypuszczać można, że teoria może być fałszywa, choć mamy dobre powody aby ją akceptować, wierzyć w nią, czy korzystać z niej jako z wielce użytecznego narzędzia. Subiektywistyczne podejście do prawdy łączy Popper z justyfikacjonizmem, używając względem niego zamiennych nazw „pozytywizm” lub „weryfikacjonizm”, przeciwstawiając mu swoje własne stanowisko, które nazywa „negatywizmem”.
Tylko w ramach stanowiska negatywistycznego, idea prawdy pozwala sensownie mówić o błędach i krytycyzmie, przez co umożliwia racjonalną dyskusję – dyskusję krytyczną mającą na celu poszukiwanie błędów, celem ich eliminacji. Celem eliminacji błędów jest przybliżenie się do prawdy, takie formułowanie teorii naukowych, że teoria nowa będzie musiała odnieść nie tylko tam sukces, gdzie powiodło się jej poprzedniczce, ale również tam, gdzie poprzedniczka zawiodła, będzie ona wtedy w każdym przypadku bardziej udana i dlatego lepsza od starej teorii. Tym sposobem, konkluduje w innym miejscu Popper, idea błędu oraz omylności, zawiera w sobie ideę prawdy obiektywnej jako standardu, do którego możemy nie dotrzeć. Jednakże prawda nie jest jedynym celem nauki, tym czego poszukuje negatywista jest prawda interesująca – prawda do której ciężko dotrzeć, ponieważ stanowią ją odpowiedzi na nasze problemy. Jest ona relatywna względem nich, zależy od siły wyjaśniającej naszych teorii, a tym samym od ich zawartości i logicznego nieprawdopodobieństwa. Prawda i przybliżanie się do prawdy nie stanowią absolutnych standardów dla oceny teorii. Możemy się nimi posługiwać jedynie w ramach krytycznej dyskusji, odrzucając teorie jako nieprawdziwe lub dalsze od prawdy. Jednakże przestrzega Popper, nie ma żadnej gwarancji, że uda nam się posunąć w kierunku lepszych teorii. Metoda krytyczna, podobnie jak każda inna metoda, nie pozwala stwierdzić, eliminując słabsze teorie (choć badane teorie poddane zostały najsurowszym, na jakie było nas stać, testom), która z nich jest prawdziwa. Ale, w przeciwieństwie do innych metod, choć niekonkluzywna, jest stosowalna.
Przypisanie danemu twierdzeniu jakiegoś stopnia podobieństwa do prawdy nie oznacza, zdaniem Poppera, posługiwania się żadną logiką wielowartościową, wszystko to odbywa się na gruncie logiki dwuwartościowej i stanowi kontynuację jego koncepcji metody naukowej. Idea potwierdzalności (koroboracji) jest metodologicznym odpowiednikiem metalogicznej idei zbliżania się do prawdy.
Nie istnieją żadne powody, stwierdza Popper, dla których mielibyśmy nie mówić, że jedna teoria lepiej koresponduje z faktami od drugiej. Pociąga to za sobą pytanie o istnienie stopni prawdy, tj. pytanie o to, czy możemy sensownie mówić o dwóch teoriach, wcześniejszej T1 i późniejszej T2, tak, że ta druga ściślej zbliżyła się do prawdy od pierwszej.
Na rzecz pozytywnej odpowiedzi na to pytanie formułuje on listę sześciu warunków, z których spełnienie choć jednego, świadczyć ma o zbliżeniu się do prawdy: (1) T2 formułuje bardziej precyzyjne twierdzenia od T1, a te bardziej precyzyjne twierdzenia stawiają czoła bardziej precyzyjnym testom. (2) T2 uwzględnia i wyjaśnia więcej faktów niż T1. (3) T2 opisuje lub wyjaśnia fakty bardziej szczegółowo niż T1. (4) T2 przeszła testy, których T1 przejść nie zdołała. (5) T2 zasugerowała nowe testy eksperymentalne – nie brane pod uwagę zanim została sformułowana, testy nie sugerowane przez T1 i być może nie dające się w jej ramach przeprowadzić – i przeszła przez nie. (6) T2 zunifikowała lub połączyła różne dotychczas nie powiązane problemy.
Pod pojęciem wzrostu wiedzy (growth of knowledge) rozumie Popper możliwość dokonywania odrzuceń teorii naukowych celem zastępowania ich teoriami lepszymi. Określa go następująco.
Wszelki wzrost wiedzy polega na doskonaleniu istniejącej wiedzy, którą zamieniamy w nadziei zbliżenia się ku prawdzie.
Jest on esencjalnym elementem racjonalnego i empirycznego charakteru wiedzy naukowej, przebiega drogą prób i błędów. Metoda prób i błędów jest metodą eliminacji fałszywych teorii twierdzeniami obserwacyjnymi, a uzasadnieniem tego jest czysto logiczna relacja dedukowalności, pozwalająca na stwierdzenie fałszywości twierdzeń uniwersalnych, o ile zaakceptujemy określone twierdzenia szczegółowe. Trzy podstawowe zagrożenia dla wzrostu wiedzy to: utrata wyobraźni, stanowiąca niekiedy konsekwencję utraty autentycznego zainteresowania danym problemem, błędna wiara w formalizację i precyzję, oraz autorytaryzm.
Podstawowym kryterium postępu we wzroście wiedzy jest kryterium relatywnej potencjalnej satysfakcjonalności (potencjalnej postępowości). Jego potencjalność polega na tym, że nawet zanim teoria przeszła test empiryczny jesteśmy w stanie powiedzieć czy będzie ona ulepszeniem swojej poprzedniczki, o ile przejdzie określone testy. Wiemy zatem jak powinna wyglądać lepsza teoria naukowa. Kryterium to dokonuje preferencji takiej teorii, która mówi więcej – zawiera większą ilość empirycznej informacji (ma większą zawartość prawdziwościową), jest logicznie silniejsza, ma większą siłę eksplanacyjną i przewidującą, oraz może być surowiej przetestowana.
Obraz nauki jako przechodzenia od teorii do teorii nie jest do końca adekwatny. Nauka jest raczej przechodzeniem od problemu do problemu, niż przechodzeniem od teorii do teorii. Przedstawia to schemat rozwoju wiedzy również jego autorstwa:
P1→TP→EB→P2
(Symbole czytamy następująco: P1 – początkowy problem, TP – teoria próbna, EB – eliminacja błędu (próba falsyfikacji), P2 kolejny problem).
Metodologia Poppera opierająca się na fundamentalnej dla niej idei falsyfikacjonizmu jest metodologią normatywną. Jego spojrzenie na naukę ma dialektyczny charakter. Jest ona permanentnym obalaniem coraz to nowych hipotez. Rozpoczynając od interesującego nas problemu P1, formułujemy hipotezę (conjecture – TP, w schemacie Poppera), która jest tezą, następuje jej odrzucenie (refutation – EB, w schemacie Poppera), czyli antyteza, następnie przychodzi nowa hipoteza (P2) jako synteza. Odrzucenie hipotezy to nic innego jak jej falsyfikacja. Jej możliwość miała być gwarantem racjonalności postępowania badawczego: mamy pewną metodę, dzięki której wnioskować możemy, że postępowanie nasze jest racjonalne.
Nauka rozpoczyna się od jakiegoś problemu nie zaś od obserwacji. Właściwie sformułowanym pytaniem nie jest pytanie o przejście od obserwacji do teorii, lecz pytanie o przejście od sytuacji problemowej do teorii, pozwalającej na wyjaśnienie tworzących problem obserwacji. Podstawowym zadaniem naukowca jest więc rozwiązanie problemu drogą skonstruowania teorii ten problem rozwiązującej. To nie od obserwacji wychodzimy, lecz od teorii, które popadły w tarapaty. Wzrost wiedzy jest przechodzeniem od starych do nowych problemów drogą hipotez i obaleń. Podczas dyskusji nad jakimś problemem stykamy się z tzw. wiedzą tła (background knowledge), którą stanowią tymczasowo niekwestionowalne (unproblematic), przyjęte twierdzenia. Każda poszczególna część owej niekwestionowalnej wiedzy może zostać później zakwestionowana, zwłaszcza wtedy, gdy przewidujemy, że jej bezkrytyczna akceptacja może być odpowiedzialna za niektóre nasze trudności. Nie istnieje jednak możliwość, w trakcie krytycznej debaty, zakwestionowania jej w całości, czyli rozpoczęcie od początku, które przyczynić się jedynie może do uniemożliwienia jakiejkolwiek debaty. Falsyfikacjonista zdaje sobie sprawę, że nawet tymczasowa akceptacja wiedzy tła jest ryzykowna, wie również, iż nigdy nie będziemy mieli pewności czy zakwestionowaliśmy właściwą cząstkę. Nie stanowi to jednak dla niego jakiegoś fundamentalnego problemu, wszystko bowiem jest otwarte na krytykę. Pierwszym problemem jaki napotykamy, początkującym wszystkie inne, jest nasza wiedza wrodzona, nasze wrodzone oczekiwania, stanowiące zaczątek wiedzy hipotetycznej, które w pewnym momencie nas zawodzą i zmuszają nas do działań metodą prób i błędów.
Swoją teorię nazywa Popper darwinowską teorią rozwoju wiedzy. Stwierdza, że rozwój ludzkiej wiedzy jest rezultatem procesu przypominającego darwinowski dobór naturalny w tym sensie, iż stanowi ona naturalny dobór hipotez – na naszą wiedzę składają się te hipotezy, które wykazały swoje przystosowanie, przeżywszy w konkurencyjnej walce hipotezy w mniejszym stopniu przystosowane. W przeciwieństwie jednak do wiedzy zwierząt i wiedzy przednaukowej rozwijającej się głównie drogą eliminacji jednostek wyznających owe nieprzystosowane hipotezy, naukowa krytyka unicestwia zamiast nas nasze hipotezy.
Kryterium demarkacji, zwane przez niego również kryterium sprawdzalności lub falsyfikowalności lub odrzucalności, funkcjonuje w tej wersji falsyfikacjonizmu Poppera w dwóch znaczeniach: (a) dokonania rozróżnienia pomiędzy autentycznie empiryczną metodą a metodą pseudoempiryczną; oraz (b) dokonania rozróżnienia pomiędzy nauką a metafizyką. Problemem jaki chce on rozwiązać nie jest, jak sam stwierdza, ani problemem znaczenia, ani problemem akceptowalności czy prawdziwości teorii. Jest to problem przeprowadzenia granicy pomiędzy twierdzeniami nauk empirycznych i wszystkimi innymi twierdzeniami, bez względu na to czy mają one charakter religijny, metafizyczny, czy po prostu pseudonaukowy.
Istotą jego kryterium demarkacji jest stwierdzenie, że celem uznania za naukowe poszczególnego twierdzenia lub systemu takich twierdzeń, muszą one być zdolne do pozostawania w sprzeczności z możliwymi do przeprowadzenia, lub dającymi się pomyśleć, obserwacjami. Stwierdza dalej, że kryterium tego nie da się jednoznacznie przeprowadzić, jest ono stopniowalne. Istnieją dobrze testowalne teorie, teorie trudno testowalne oraz teorie nietestowalne, niestanowiące przedmiotu zainteresowania naukowców. Wynika z tego jasno, że twierdzenia metafizyki kryterium tego nie są w stanie spełnić. Daleki jest on jednak od stwierdzenia, że twierdzenia tej ostatniej pozbawione są sensu. Metafizyka, stwierdza, nie musi być pozbawiona sensu, nawet jeśli nie jest nauką. Jest ona, podobnie do mitu, źródłem większości teorii naukowych. Nauka zaczyna od mitów i metafizyki, jak również od krytycyzmu względem nich. Śmiałe idee, nieuzasadnione antycypacje i spekulacja myślowa są zatem podstawowymi środkami interpretacji natury. Przykładem może być system kopernikański, zainspirowany neoplatońską ideą światła Słońca, które musi zajmować centralne miejsce z powodu swej szlachetności. Metafizyka jest zatem niezbędnym, wstępnym składnikiem poznania naukowego.
Obok twierdzeń metafizyki istnieją jeszcze inne grupy twierdzeń nie spełniające popperowskiego kryterium demarkacji, pomimo tego, iż oparte są na obserwacji. Takie podejście nazywa Popper, „pseudoempirycznym”, ponieważ odwołuje się ono do obserwacji i eksperymentu, a mimo tego nie spełnia naukowych standardów. Przykładami mogą tu być teorie Marksa, Freuda, Adlera, astrologia, czy socjologia wiedzy. Siłą tych teorii, powodującą ich niesłychaną popularność, była właśnie ich moc eksplanacyjna. Wszystkie one podają znaczną ilość empirycznych dowodów opartych na obserwacji, wydają się one być zdolnymi do wyjaśnienia wszystkiego, co miało miejsce w dziedzinach do jakich się odnosiły. Ich szkodliwość polega na tym, że nie dopuszczając względem siebie myśli krytycznej niszczą one podstawy wszelkiej racjonalnej dyskusji, prowadząc wprost do irracjonalizmu, a przy tym są metodami łatwymi w zastosowaniu i prowadzącymi do szybkiego sukcesu badawczego, potwierdzenia tego, co wcześniej stwierdziły.
Stanowisko hipotetycznego (naiwnego) falsyfikacjonizmu Poppera jest pewną odmianą konwencjonalizmu, utrzymującą, że istnieją w nauce twierdzenia rozstrzygane drogą umowy, lecz nie są one prawami uniwersalnymi, a zdaniami jednostkowymi.
Konwencjonalizm Poppera zabrania immunizowania teorii naukowych, czyli: stosowania hipotez ad hoc, modyfikowania definicji ostensywnych w momencie ich niezgodności z teorią lub eksperymentem, wątpienia w rzetelność eksperymentatora lub teoretyka, gdy jego wyniki są niezgodne z naszymi, odrzucania wyników badań z powodów wyżej wspomnianych.
Konwencjonalistyczne stanowisko Poppera dotyczy wprowadzenia pięciu rodzajów decyzji znacznie łagodzących stanowisko dogmatyczne.
1. W ramach tego podejścia decyzją badacza wyróżnia się, które zdania jednostkowe uznać należy za twierdzenia bazowe.
2. Oddziela się zbiór akceptowanych twierdzeń bazowych od pozostałych zdań nauki, których nie akceptuje się, lecz udowadnia.
Te dwie decyzje odpowiadają dwóm założeniom dogmatycznego falsyfikacjonizmu. W jego wersji hipotetycznej przyjmuje się, że wszystkie fakty interpretowane są w świetle jakiejś teorii, nie zawsze uświadamianej sobie i nie zawsze niezawodnej. Uczony testując teorię T włącza wszystkie teorie T’ interpretujące dane doświadczenia do niekwestionowanej (tylko w momencie sprawdzania teorii T) wiedzy towarzyszącej. Celem uniknięcia błędów, mogących mieć miejsce pod wpływem owej niekwestionowanej wiedzy postuluje się powtarzanie eksperymentu przez niezależnego eksperymentatora. W przypadku osiągnięcia pozytywnego wyniku eksperymentu falsyfikującego, jego wynik akceptowany jest o ile hipoteza falsyfikująca jest dobrze potwierdzona.
Hipotetyczny falsyfikacjonista odróżnia odrzucenie od obalenia, zdając sobie jednocześnie sprawę z tego, że możemy wyeliminować teorię prawdziwą, a przyjąć fałszywą. Musimy tak postępować jeśli nasze działania mają być racjonalne – musimy znaleźć sposób eliminowania tych teorii, które nie stawiają czoła testom. Dlatego też proponuje nowe kryterium demarkacji, o naukowym charakterze teorii świadczy jej baza empiryczna, nie kryjąca teraz w sobie nic absolutnego. Przyjęcie określonych twierdzeń obserwacyjnych stanowi część zastosowania systemu teoretycznego. Umożliwia to przyjęcie trzeciego typu decyzji.
3. Umożliwia on odrzucenie teorii probabilistycznej lub zaliczenia jej do nauki. Podaje się pułap odchyleń, po przekroczeniu którego świadectwa statystyczne są niezgodne z teorią.
Owe trzy rodzaje decyzji nie są w stanie sfalsyfikować teorii naukowych z klauzulą ceteris paribus. Skończona liczba eksperymentów tego nie osiągnie, sprawdzanie zaś dotyczy zawsze koniunkcji teorii i klauzuli. Przy negatywnym wyniku testu nie wiadomo, który z członów koniunkcji należy odrzucić. W związku z tym przyjmuje się czwarty rodzaj decyzji.
4. Klauzulę ceteris paribus przenosi się do niekwestionowanej wiedzy towarzyszącej, jednakże tylko wtedy, gdy pewnym jest, że klauzula jest dobrze potwierdzona.
5. Ostatni typ decyzji polega na eliminowaniu teorii, które z powodu swej logicznej formy nie mogą posiadać nawet potencjalnych falsyfikatorów. Chodzi tu głównie o twierdzenia mające postać zdań egzystencjalnych, w których kwantyfikator nie jest ograniczony do określonego wycinka czasoprzestrzeni.
Zasadnicze trudności stojące przed tą wersją falsyfikacjonizmu są następujące. Decyzje, jakie podejmowane są w ramach tego podejścia, z jednej strony są niezbędne by uchronić się przed zarzutem dogmatyzmu, z drugiej zaś strony mogą nas zaprowadzić na kompletne manowce. Nie dysponujemy bowiem żadnymi środkami pozwalającymi na stwierdzenie, czy podobieństwo do prawdy naszych teorii wzrasta czy maleje. Trudno w jego ramach wytłumaczyć fakt, że teoretycy często zmieniali werdykty doświadczalne na przeciwne. Falsyfikacja teorii z klauzulą ceteris paribus również jest tu trudna do wyjaśnienia, czy wręcz irracjonalna, na gruncie tego podejścia. Dogmatyczne i naiwne stanowisko uznają, że sprawdzenie teorii jest jej konfrontacją z wynikami doświadczenia oraz że jedynym interesującym rezultatem takiego sprawdzianu jest konkluzywna falsyfikacja. Zaś zgodnie z historią nauki, sprawdziany tego typu są co najmniej trójstronną konfrontacją pomiędzy konkurującymi teoriami a doświadczeniem, oraz nie konkluzywne falsyfikacje, lecz potwierdzenia są często wynikiem prób falsyfikacji. Stąd nazwa „naiwny falsyfikacjonizm”.

##### Wyrafinowany falsyfikacjonizm

###### Wersja Lakatosa
Stanowisko wyrafinowanego falsyfikacjonizmu jest próbą zredukowania konwencjonalnych elementów wersji naiwnej, celem dostarczenia nowych racjonalnych uzasadnień falsyfikacji, a dzięki temu ocalenie metodologii i idei postępu naukowego.
Zasadnicza różnica pomiędzy obydwoma rodzajami falsyfikacjonizmu tkwi w podejściu do: (a) reguł akceptacji (kryterium demarkacji); (b) reguł falsyfikacji (eliminacji); (c) przedmiotu badań metodologii nauk – dla Poppera bada ona pojedyncze teorie, dla Lakatosa badania nad nauką dotyczyć powinny właśnie ciągów (serii) teorii.
Wyrafinowany falsyfikacjonizm w ujęciu Lakatosa zmienia problem jak oceniać teorie, na problem – jak oceniać serie teorii. Model wyjaśniania staje się teraz nie monoteoretyczny a pluralistyczny: naukowość orzeka się nie o pojedynczej teorii, lecz o grupie teorii. Ciąg taki nie jest dowolnym zbiorem poszczególnych teorii, lecz stanowi określoną całość tworzącą się stopniowo w czasie zgodnie z określonymi zasadami. Serię teorii określa Lakatos następująco.
Weźmy serię teorii, T1, T2, T3, ..., w której każda kolejna teoria powstaje poprzez dodanie pomocniczych klauzul do (lub poprzez semantyczną reinterpretację) jej poprzedniczki, w celu przyswojenia pewnej anomalii, a każda ma treść empiryczną co najmniej równą nieobalonej treści teorii ją poprzedzającej. Powiedzmy, że taka seria teorii jest teoretycznie postępowa (lub stanowi teoretycznie postępowe przesunięcie problemowe), jeśli każda nowa teoria ma pewną nadwyżkę treści empirycznej względem swej poprzedniczki, to znaczy, jeśli przewiduje ona pewne nowe, wcześniej nieoczekiwane fakty. Powiedzmy, że taka teoretycznie postępowa seria teorii jest również empirycznie postępowa (lub stanowi empirycznie postępowe przesunięcie problemowe), jeśli część tej nadwyżki treści empirycznej zostaje również potwierdzona, to znaczy, jeśli każda nowa teoria wiedzie nas do rzeczywistego odkrycia pewnego nowego faktu. A wreszcie, nazwijmy przesunięcie problemowe postępowym, jeśli jest postępowe zarówno teoretycznie, jak i empirycznie, a degenerującym się, jeśli nie jest. „Uznajemy” przesunięcia problemowe za „naukowe” tylko wtedy, gdy są one przynajmniej teoretycznie postępowe; jeśli nie są to „odrzucamy” je jako „pseudonakuowe”. Postęp jest mierzony stopniem, w jakim przesunięcie problemowe jest postępowe, stopniem, w jakim seria teorii wiedzie do odkrywania nowych faktów. Uważamy teorię w serii za „sfalsyfikowaną”, gdy wyparła ją teoria o treści potwierdzonej w wyższym stopniu.
To ostatnie zdanie również wymierzone jest w popperowską wersję falsyfikacjonizmu. Żadne bowiem doświadczenie, ani sprawozdanie z eksperymentu, a co za tym idzie, żadne zdanie obserwacyjne ani dobrze potwierdzona hipoteza falsyfikująca o niskim stopniu ogólności nie mogą prowadzić do falsyfikacji.
Lakatos stwierdza wprost, iż przed pojawieniem się lepszej teorii nie ma falsyfikacji. Ta ostatnia nie jest bowiem relacją pomiędzy teorią a bazą empiryczną, lecz wieloczłonową relacją pomiędzy konkurencyjnymi teoriami a wyjściową bazą empiryczną i empirycznym wzrostem treści wynikającym z tego współzawodnictwa. Z falsyfikacją związana jest możliwość uznania treści jakiegoś twierdzenia o faktach za kontrświadectwo. I w tym przypadku widać odstępstwo od modelu popperowskiego. Lakatos proponuje wręcz aby z pojęć filozofii nauki wykluczyć taki termin jak „kontrświadectwo” lub co najmniej go przedefiniować, ponieważ jest on mylący. Nie istnieje taki wynik doświadczenia, który bezpośrednio można zinterpretować jako kontrświadectwo. Pisze tak.
Kontrświadectwo względem T1 jest przypadkiem potwierdzającym T2, która jest bądź to sprzeczna z T1, bądź to od T1 niezależna (z tym zastrzeżeniem, że T2 w zadowalający sposób wyjaśnia empiryczne sukcesy T1). Stąd widać, że rozstrzygające kontrświadectwa lub eksperymenty rozstrzygające mogą być jako takie zidentyfikowane wśród licznych anomalii jedynie po czasie, w świetle pewnej zwycięskiej teorii.
Przedmiotem zainteresowania uczonego nie są ani przypadki potwierdzające, ani anomalie. Tym co interesuje uczonego, są przypadki konfirmacji nadwyżek. Wyciąga z tego Lakatos wniosek, że nauka może się rozwijać bez konkluzywnych obaleń, ponieważ nie muszą one towarzyszyć postępowemu przesunięciu problemowemu. O wiele ważniejszym czynnikiem dynamizującym rozwój nauki jest postulat mnożenia teorii (proliferacji).
Nie należy czekać z mnożeniem teorii póki uznane teorie nie zostaną obalone. W przeciwieństwie do ujęcia popperowskiego postulującego zastępowanie hipotezy sfalsyfikowanej hipotezą lepszą, Lakatos postuluje zastępowanie dowolnej hipotezy hipotezą lepszą.
Na zjawisko falsyfikacji patrzy Lakatos w odmienny do Poppera sposób. Mówi, że wyrafinowana falsyfikacja jest procesem wolniejszym i bezpieczniejszym od falsyfikacji naiwnej.
(Naiwny falsyfikacjonista podejmować musiał aż pięć rodzajów decyzji: 1.decyzją badacza wyróżnia się, które zdania jednostkowe uznać należy za twierdzenia bazowe; 2. oddziela się zbiór akceptowanych twierdzeń bazowych od pozostałych zdań nauki, których się nie akceptuje, lecz udowadnia; 3. podaje się pułap odchyleń, po przekroczeniu którego świadectwa statystyczne są niezgodne z teorią, co umożliwia odrzucenie teorii probabilistycznej lub zaliczenia jej do nauki; 4. klauzulę ceteris paribus przenosi się do niekwestionowanej wiedzy towarzyszącej, jednakże tylko wtedy, gdy pewnym jest, że klauzula ta została dobrze potwierdzona; 5. eliminuje się te teorie, które z powodu swej logicznej (syntaktycznej) formy nie mogą posiadać nawet potencjalnych falsyfikatorów.)
Nie widzi Lakatos możliwości uniknięcia pierwszego, drugiego i trzeciego rodzaju decyzji. Można natomiast, zwłaszcza w stosunku do drugiej i trzeciej złagodzić jej element konwencjonalny. Musimy uznać, które zdania pełnić będą funkcję zdań bazowych. W stosunku do decyzji drugiego i trzeciego rodzaju proponuje Lakatos wprowadzenie „procedury apelacyjnej” pozwalającej na odwoływanie wcześniej przyjętych ustaleń.
Na mocy zaakceptowanego zdania bazowego w oparciu o dobrze potwierdzoną hipotezę falsyfikującą naiwny falsyfikacjonista powinien dokonać odrzucenia sprawdzanej teorii. Lakatos stwierdza, iż można w zamian uznać problematyczność owej koniunkcji zdania bazowego z hipotezą falsyfikującą, a pozostawić sprawdzaną teorię. Pojawiający się tu problem sprawdzenia owej koniunkcji, którą kwestionujemy Lakatos rozwiązuje następująco. Uczony musi odpowiedzieć sobie na pytanie, którą z dwóch teorii uważał będzie za interpretacyjną, a którą za wyjaśniającą. Lakatos proponuje następujące rozstrzygnięcie tego problemu.
Musimy podjąć metodologiczną decyzję, które z twierdzeń (tzn. koniunkcję zdania bazowego z hipotezą falsyfikującą czy samą sprawdzaną teorię) uznać za „fakt”, a które za „teorię”. Na gruncie modelu monoteoretycznego (czyli naiwnego falsyfikacjonizmu) za „fakt” uznać należy koniunkcję, lecz jeśli chcemy przeprowadzić procedurę apelacyjną musimy użyć modelu pluralistycznego, w ramach którego nie mówi się o kolizji pomiędzy faktami a teoriami, lecz pomiędzy dwiema teoriami wysokiego poziomu. Dokonuje się wyboru pomiędzy dostarczającą faktów teorią interpretacyjną a teorią wyjaśniającą fakty, nie rozstrzygając jednocześnie, że teoria interpretacyjna ex definitione musi być teorią niższego poziomu niż teoria wyjaśniająca. Metodolog powinien przyjąć, że teoria interpretacyjna jest tego samego poziomu co teoria wyjaśniająca. Decyzja ta pociąga za sobą uznanie, iż kolizje nie następują pomiędzy teoriami o różnym stopniu ogólności.
W modelu monoteoretycznym uznaje się teorię wyższego poziomu za teorię wyjaśniającą, o której sąd wydają fakty. W przypadku kolizji odrzuca się samo wyjaśnienie. W modelu pluralistycznym w przypadku kolizji odrzucić można „fakty”, uznając je za dziwolągi. Istotą modelu pluralistycznego jest to, że procedura sprawdzania dotyczy wzajemnie połączonych i lepiej lub gorzej dedukcyjnie uporządkowanych teorii.
Wynika z tego, iż problem przesuwa się z problemu zastąpienia teorii obalonej przez fakty na problem usunięcia sprzeczności pomiędzy wzajemnie powiązanymi teoriami, przy jednoczesnym dokonaniu wyboru, którą z wzajemnie sprzecznych teorii należy wyeliminować. Eliminujemy, zdaniem Lakatosa, według następującej procedury. Rozpoczynamy od próby zastąpienia jednej, potem drugiej teorii, jeśli nic nie osiągnęliśmy, próbujemy zastąpić je obie celem zaproponowania takiego układu teorii, który dostarczy największego wzrostu potwierdzonej treści, czyli wytworzy najbardziej postępowe przesunięcie problemowe.
Z decyzjami czwartego i piątego rodzaju naiwnego falsyfikacjonizmu radzi sobie Lakatos następująco. Nie musimy podejmować decyzji, który składnik naszej wiedzy uznamy za problematyczny, a który za bezproblematyczny. Wszystkie traktujemy jako problematyczne w tym sensie, iż jesteśmy gotowi zastąpić każdy element naszej wiedzy. Chodzi o to aby zastępować poszczególne składniki w sposób postępowy, czyli taki aby nowa wersja miała więcej potwierdzonej treści empirycznej od swojej poprzedniczki. Jeśli uda nam się to osiągnąć, wtedy powiedzieć możemy, że zastąpiony składnik został „sfalsyfikowany”.
Uważając pewne teorie obserwacyjne za problematyczne – pisze Lakatos – możemy naszą metodologię uelastycznić; ale nie możemy wyartykułować i włączyć całej „wiedzy towarzyszącej” (a może „towarzyszącej ignorancji”) do naszego dedukcyjnego modelu krytyki.
Piąty typ decyzji proponuje wyeliminować Lakatos następująco. Syntaktycznie metafizyczne teorie proponuje on zachować tak długo, dopóki na jej gruncie wytwarzać można postępowe przesunięcia problemowe. Zwraca Lakatos uwagę, że od stanu naszej wiedzy zależny jest racjonalny wybór logicznej formy teorii ponieważ przyjmowane dziś syntaktycznie metafizyczne zdania typu „wszystkie – niektóre” z biegiem czasu stać się mogą zdaniami naukowymi typu „wszystkie”.
Formułując swoje samodzielne stanowisko metodologii naukowych programów badawczych w nawiązaniu do swojego postulatu badania nie pojedynczych teorii, lecz serii teorii, zauważa Lakatos, iż najważniejsze z takich serii teorii łączy pewna ciągłość, pozwalająca nazywać je programami badawczymi, którą stanowią następującego rodzaju dwa rodzaje reguł metodologicznych;
1. heurystyka negatywna, nakazująca jakich dróg badań unikać;
2. heurystyka pozytywna, wskazująca jakimi drogami badań należy podążać.

Tak pojmowaną naukę charakteryzuje następująco.
...naukę jako całość można uważać za ogromny program badawczy, z naczelną regułą heurystyczną Poppera: „wymyślaj przypuszczenia, które mają bogatszą treść empiryczną od przypuszczeń wcześniejszych”.
Zauważa Lakatos, że niektóre hipotezy naukowe, od momentu gdy zostaną sformułowane, pełnią w nauce rolę silnych heurystycznych zasad rządzących rozwojem całego ciągu teorii. Zasady te nazywa on „twardym rdzeniem” (hard core). To właśnie na nie heurystyka negatywna zakazuje ataków. Jako przykłady podaje on trzy zasady mechaniki Newtona oraz jego prawo grawitacji.
Tego typu rdzeń jest nieobalany drogą metodologicznej decyzji zwolenników danego programu, rozwija się on pomału, stanowiąc owoc długiego procesu prób i błędów. Rdzeń taki zanurzony jest w oceanie anomalii, istnieje wiele teorii i obserwacji z nim sprzecznych. Względem nich pozostaje on nie zmieniony na przestrzeni całego okresu funkcjonowania programu.
Wokół tego rdzenia powstaje „pas ochronny” (protective belt) składający się z hipotez pomocniczych i warunków początkowych, tworzonych przez uczonych w celu przyjmowania całej siły uderzenia wszelkich możliwych sprawdzianów. Jest on nieustannie modyfikowany i niejednokrotnie całkowicie zmieniany celem obrony twardego rdzenia. Budowę i dokonywanie zmian w pasie ochronnym programu badawczego tak by pozostawiać nienaruszonym twardy rdzeń nazywa Lakatos pozytywną heurystyka programu.
O ile obydwie procedury, tj. heurystyka pozytywna i negatywna wiodą do postępowego przesunięcia problemowego o danym programie powiedzieć można, że jest udany. Takiemu programowi stawia Lakatos następujące wymogi.
1. Każdy krok programu badawczego powinien powiększać treść – stanowić powinien postępowe teoretyczne przesunięcie problemowe.
2. Wzrost treści powinien retrospektywnie wyglądać na potwierdzony. Znaczy to, że nie musi on natychmiast wytwarzać nowego, obserwowalnego faktu. Powinien stwarzać ku temu perspektywę. Pozwala to na obstawanie przy programie pomimo pojawiających się jego obaleń.
3. Takie obalenia można ignorować tak długo, jak długo rośnie potwierdzona treść empiryczna ochronnego pasa hipotez pomocniczych.

Owe trzy wymogi pozwalają na rezygnację z twardego rdzenia nie z powodów estetycznych (contra Duhem), lecz z powodów logicznych i empirycznych, w chwili gdy nie może być dalej mowy o postępowym teoretycznym przesunięciu problemowym, bowiem nie następuje już przyrost nowych obserwowalnych faktów, a w ich miejsce pojawiają się obalenia, które trudno jest ignorować.
To heurystyka pozytywna chroni program przed anomaliami. Przyswajanie i wyjaśnianie anomalii odbywa się zgodnie z pewnym trybem postępowania, który nazywa Lakatos „polityką badań”. Jest ona ustalana w gabinecie teoretyka niezależnie od znanych anomalii. Heurystyka ta składa się z częściowo wyartykułowanego zbioru sugestii dotyczących sposobów zmiany i rozwijania obalalnych wersji programu badawczego. Dzięki temu możliwe jest utworzenie łańcucha coraz to bardziej skomplikowanych modeli naśladujących rzeczywistość. Model charakteryzuje Lakatos następująco.
Model jest zbiorem warunków początkowych (wraz, być może, z pewnymi teoriami obserwacyjnymi), o którym wiemy, że musi zostać zastąpiony w trakcie dalszego rozwoju programu, a nawet wiemy, lepiej lub gorzej w jaki sposób. To jeszcze raz pokazuje, jak nieistotne są „obalenia” poszczególnych wersji w ramach programu badawczego: ich istnienia się oczekuje, pozytywna heurystyka istnieje jako strategia zarówno ich przewidywania (wytwarzania), jak przyswajania. Faktycznie, jeśli heurystyka pozytywna zostanie w pełni wytworzona, to trudności programu stają się raczej matematyczne niż empiryczne. W czasie obowiązywania danego programu daje się zaobserwować pewien mechanizm zmiany, konsekwencją którego są kolejne wersje programu. To właśnie podczas rozwoju programu otrzymujemy kolejne teorie ciągu teorii.
Metodologia naukowych programów badawczych dopuszcza pewien stan rzeczy irracjonalny zarówno na gruncie justyfikacjonizmu, jak i naiwnego falsyfikacjonizmu. Zauważa Lakatos, że niektóre spośród najbardziej istotnych w historii nauki programów badawczych połączone zostały („zaszczepione” – takiego określenia używa) ze starszymi programami, z którymi były rażąco sprzeczne. Przytacza dwa przykłady: astronomia Kopernika zaszczepiona została na fizyce Arystotelesa, oraz program Bohra na programie Maxwella. W tego typu przypadkach, gdy świeżo zaszczepiony program zaczyna się umacniać, symbioza przekształca się we współzawodnictwo, a zwolennicy nowego programu zaczynają dążyć do wyeliminowania starego.
Podejście takie uznaje Lakatos za racjonalne, ponieważ wieść może ku postępowemu przesunięciu problemowemu, jednakże obwarowuje je pewnymi zastrzeżeniami. Gdy minie postępowa faza programu, utrzymywanie tego typu sprzeczności uznać należy za irracjonalne. Sprzeczności poddawać należy „czasowej kwarantannie”. Sedno swego stanowiska wyraża następująco.
Twierdzić, że ... musimy pogodzić się ze .. sprzecznościami, jest metodologicznym przestępstwem. Z drugiej strony, nie znaczy to, że odkrycie sprzeczności – lub anomalii – musi natychmiast zatrzymać rozwój programu: poddanie tej sprzeczności czasowej kwarantannie ad hoc i podążanie za heurystyką pozytywną programu może być racjonalne.
W stosunku do zaszczepionych programów, zauważa on, w historii nauki dadzą się zaobserwować następujące trzy stanowiska, które nazywa: konserwatywnym, anarchistycznym i racjonalnym.
Stanowisko konserwatywne uznające, że jest rzeczą irracjonalną pracować na sprzecznych podstawach, nakazuje wstrzymanie badań w ramach nowego programu, aż do momentu, w którym sprzeczność z programem starym zostanie wyeliminowana. Rozwijanie nowego programu jest sensowne tylko wtedy, gdy jest ono redukcją do programu starego.
Jego przeciwieństwem jest stanowisko anarchistyczne, uznające sprzeczność między programami za immanentny składnik albo samej przyrody albo jej form poznawania.
Stanowisko racjonalne, którego orędownikiem jest Lakatos, jest próbą pogodzenia dwóch poprzednich. W stosunku do zaszczepionych programów charakteryzuje się ono wykorzystaniem ich mocy heurystycznej, przy jednoczesnym odnoszeniu się z dystansem do wynikających z nich sprzeczności. O rozwoju programu decyduje jego heurystyka pozytywna, występujące w nim sprzeczności nie stanowią zachęty do jego obalenia. Dzieje się tak, ponieważ we wczesnej wersji takiego zaszczepionego programu sprzeczności są czymś oczywistym. Dlatego właśnie Lakatos przestrzega przed nadawaniem wczesnym wersjom programu obalalnej interpretacji – ponieważ dotarcie do interesującej wersji programu, czyli do wersji sprawdzalnych w interesujący sposób, a zatem wiodących ku nowym faktom, trwać może bardzo długo.
Spojrzenie Lakatosa na wcześniejsze rozwiązania problemu demarkacji zrekonstruować można następująco. Po szoku spowodowanym upadkiem teorii Newtona, gdy okazało się, że wszystkie teorie naukowe są w równym stopniu nieudowadnialne, nad matematycznym przyrodoznawstwem zawisło widmo sceptycyzmu: Co odróżnia wiedzę naukową od pseudonauki i rozmaitych złudzeń?
Jedną z poważniejszych odpowiedzi było stanowisko logicznych empirystów zalecające powstrzymywanie się od mówienia czegokolwiek, co nie jest wysoce prawdopodobne w sensie prawdopodobieństwa matematycznego. Jednak, głównie za sprawą wysiłków Poppera, okazało się, że matematyczne prawdopodobieństwo każdej teorii empirycznej, przy dowolnej liczbie potwierdzających ją danych, wynosi zero. Z czego wynikało, że teorie naukowe są nie tylko nieudowadnialne, ale i nieprawdopodobne – atrakcyjne kryterium demarkacji probabilistów i logicznych empirytów, pozwalające na dokonywanie wyborów między teoriami wysoce prawdopodobnymi i mało prawdopodobnymi, okazało się bezużyteczne.
Kryterium naiwnego falsyfikacjonizmu (kryterium Poppera) polegające na apriorycznym orzeczeniu o naukowym charakterze teorii na podstawie jej zdolności do pozostawania w sprzeczności z określonymi obserwacjami, czyli gdy posiada ona potencjalne falsyfikatory i na konieczności odrzucenia jej w momencie przeprowadzenia eksperymentów falsyfikujących jest zbyt odległe od autentycznej praktyki badawczej, bowiem uczeni, praktycznie rzecz biorąc nigdy nie rezygnują z teorii tylko dlatego, że pozostaje w sprzeczności z wynikami eksperymentalnymi. Postępują tak dlatego, że każda teoria pływa w oceanie anomalii – praktycznie rzecz biorąc każda teoria naukowa boryka się ze sprzecznymi z nią wynikami eksperymentów.
Nowe podejście do demarkacji przedstawia się następująco. Seria teorii wieść musi ku postępowemu przesunięciu problemowemu. O naukowym charakterze teorii świadczy posiadanie przez nią potwierdzonej nadwyżki treści empirycznej w stosunku do swej rywalki – przewiduje ona nowe fakty (albo takie, o których stara nic nie mówi, albo takie, które stara wyklucza).
Zdaniem wyrafinowanego falsyfikacjonisty teoria T jest sfalsyfikowana, gdy zaproponowano względem niej alternatywną teorię T’, spełniającą trzy warunki: (a) T’ ma nadwyżkę treści empirycznej względem T, (b) T’ wyjaśnia poprzednie sukcesy T, czyli cała nieobalona treść T zawarta jest w treści T’, (c) część z nadwyżki treści T’ została potwierdzona.
Jak się zdaje, Lakatos jest pierwszym filozofem nauki, który zauważa implikacje natury etycznej, społecznej i politycznej płynące z problemu demarkacji. Pisał tak:
Kościół katolicki ekskomunikował zwolenników Kopernika, a partia komunistyczna prześladowała zwolenników Mendla, twierdząc, że ich doktryny były pseudonaukowe.
W związku z tym przestrzega przed szafowaniem zarzutem nienaukowości, bowiem decyzje co jest, a co nie jest naukowe uzależnione mogą być od decyzji politycznych i z samą nauką mieć niewiele lub nic wspólnego.

###### Wersja Feyerabenda
Pod wpływem uroku Poppera przyjmuje Feyerabend, że rygorystycznie stosowane kryteria racjonalności stworzą taką praktykę naukową, którą bez wątpienia stanie się wzorcem dla wszystkich dziedzin przyrodoznawstwa. Utrzymuje on również, że głównym przedmiotem teoretycznej refleksji nad nauką jest problem rozwoju wiedzy naukowej. Akceptuje również popperowską zasadę empirycznego wzrostu – każda nowa teoria winna wyjaśniać sukcesy teorii poprzednich i prowadzić do odkrycia nowych, sprawdzalnych empirycznie, twierdzeń o świecie. Od wiedzy wymagać należy maksymalnej testowalności, a od siebie samego maksymalnego krytycyzmu wobec swoich poczynań. Do tego wszystkiego dodaje jeszcze elementy empiryzmu o wittgensteinowskim zabarwieniu – radykalne ograniczenie niezależności spekulacji teoretycznej, uzależnienie działań teoretyka od wyników eksperymentalnych.
Mówiąc krótko, krytyczny racjonalizm Feyerabenda miał być metodologią zgodną z historią nauki, zachowującą: zalety metodologii popperowskiej, antydogmatyzm wzbogacony o wittgensteinowski empiryzm, oraz zasadę proliferacji, akceptowaną i rozwijaną pod wpływem Lakatosa.
Metodologiczny program Feyerabenda przedstawić można pod postacią dziesięciu tez, które krytykuje i dziesięciu kontrtez – zaznaczonych niżej [], które akceptuje.
1. Dwujęzykowy (obserwacyjny i teoretyczny) model nauki, w ramach którego ten drugi zależny jest (w kwestii znaczeń i prawdziwości) od pierwszego. [1] Nie istnieje sztywny podział języka na obserwacyjny i teoretyczny. Język obserwacyjny jest elementem języka teoretycznego, który może być używany jako obserwacyjny przez odpowiednio przeszkolonego naukowca.
2. Teza o stabilności przyjmująca teoretyczną neutralność języka obserwacyjnego, dzięki której dokonywać można ocen spornych teorii, ponieważ znaczenia tego języka nie są funkcją teorii. [2] Wszystkie twierdzenia obserwacyjne mają teoretyczny charakter, ponieważ są one funkcją teorii, w ramach której zostały wyrażone.
3. Zdania obserwacyjne stanowią niepodważalną bazę dla każdej teorii naukowej. [3] Zdania obserwacyjne mają hipotetyczny charakter. Ulegają one zmianom wraz ze zmianą teorii.
4. Teza o niezmienności znaczeniowej, utrzymująca, że dla dobrze potwierdzonych teorii ich znaczenia nie ulegają zmianom w trakcie rozwoju nauki, ponieważ definiowane są na podstawie niepodważalnej bazy empirycznej. [4] Znaczenia twierdzeń dobrze potwierdzonych teorii mogą ulegać zmianom, ponieważ nie istnieje niepodważalna baza nauki.
5. Instrumentalizm, zgodnie z którym teorie nic nie mówią o naturze świata, systematyzując jedynie dane doświadczenia. Terminom teoretycznym nie odpowiadają żadne realnie istniejące przedmioty. [5] Realizm postulujący realne istnienie opisywanych przedmiotów, a co za tym idzie postulujący jakąś ontologię, jako stanowisko trudniejsze do utrzymania od instrumentalizmu zmusza uczonych do wysiłku twórczego, tym samym przyczyniając się do wzrostu wiedzy. Wszystkie przełomy w nauce związane były ze stanowiskiem realistycznym, obecna stagnacja w fizyce jest wynikiem instrumentalistycznej interpretacji szkoły kopenhaskiej.
6. Teza o możliwości interteoretycznej redukcji, zgodnie z którą twierdzenia poprzedniej teorii wynikać muszą z twierdzeń teorii następnej. [6] Teza o redukcji ogranicza zbiór poszukiwanych teorii jedynie do tych, które dają się wyrazić w tym samym języku co teorie poprzednie. To, że wszystkie teorie naukowe muszą być wyrażone w tym samym języku nie znajduje potwierdzenia w historii nauki.
7. Zdanie wyjaśniane musi logicznie wynikać ze zdań wyjaśniających, na które składają się prawa i warunki początkowe. [7] W przełomowych momentach nauki nie jest spełniana relacja dedukowalności pomiędzy eksplanansem a eksplanandum z powodu zmiany znaczeń terminów naukowych.
8. Nowa teoria powinna być zgodna ze starą teorią co najmniej w odniesieniu do zdań obserwacyjnych (w granicach błędu obserwacyjnego), ponieważ ta pierwsza wyjaśniać musi wszystkie fakty tej drugiej. [8] Takie stanowisko jest przeszkodą dla faktycznego uprawiania i rozwoju nauki, ponieważ nowa teoria może nie wyjaśniać niektórych faktów (może je nawet unieważniać), które wyjaśniane były przez starą teorię.
9. Nowych teorii poszukiwać należy dopiero wtedy, gdy obecna teoria znajdzie się w kłopotach. [9] Pluralizm teoretyczny i zasada proliferacji jest niezbędnym składnikiem rozwoju nauki, ponieważ stwarzają one możliwości dla alternatywnych ujęć badanego problemu.
10. Postęp nauki polega na kumulatywnym powiększaniu ilości wyjaśnianych danych. Nowa teoria wyjaśnia to wszystko, co jej poprzedniczka wraz z wyjaśnieniem nowych problemów. [10] Nowe teorie o dużym stopniu uniwersalności są niewspółmierne ze starymi.

#### Paradygmatyczny rozwój wiedzy naukowej
Ze wszystkich możliwych interpretacji dziejów nauki jej ujęcie paradygmatyczne wydaje się być ujęciem najszerszym, ponieważ w sposób jak dotychczas najpełniejszy ujmuje funkcjonowanie całego mechanizmu reguł, procedur oraz społeczności zwanego nauką.
W 1962 r. ukazuje się drukiem rozprawa amerykańskiego historyka i filozofa nauki Thomasa S. Kuhna The Structure of Scientific Revolutions. Główne tezy pracy Kuhna pozostają w jawnej niezgodzie z najbardziej fundamentalnymi przesłankami logicznego empiryzmu, atakując przede wszystkim:
- synchroniczne ujęcie nauki,
- rekonstrukcję wiedzy naukowej na gruncie „neutralnego”, wolnego od założeń teoretycznych języka,
- sztywnego rozgraniczenia na fakt i teorię,
- przekonania, że jedynym kryterium odrzucania teorii jest jej konfrontacja z rzeczywistością,
- oraz jej obraz jako procedury na wskroś logicznej, a przez to racjonalnej.

Nowatorstwo podstawowych idei książki Kuhna przedstawić można następująco. Sprzeciwia się on ocenianiu przeszłych poglądów naukowych z punktu widzenia współczesnych kanonów i wzorców. Tego typu ahistoryczne oceny uniemożliwiają zrozumienie kwestii kształtowania się wiedzy naukowej. Jej bowiem konsekwencją jest konstatacja, iż uczeni w przeszłości zajmowali się tymi samymi problemami, które próbują rozwiązać teorie współczesne. Takie stanowisko stwarza iluzję, że cały rozwój wiedzy ma czysto kumulatywny charakter, maskując tym samym istnienie w nauce rewolucji, czyli paradygmatycznych zmian punktów widzenia. Same kryteria naukowości podlegają również zmianom, co znaczy, iż są one produktem określonej historycznie zmiennej kultury filozoficzno-naukowej. Nie istnieją zatem w nauce jej niezmienne wzorce uprawiania ani kryteria oceny jej rezultatów.
Rozwój nauki jest dla Kuhna zarówno rozwijaniem określonych paradygmatycznych punktów widzenia, jak również rewolucyjnym przechodzeniem od jednego do drugiego sposobu widzenia świata o odmiennych założeniach i kanonach naukowości – a przez to sposobów niewspółmiernych.
Jego schemat rozwoju nauki jest trójetapowy: okres protonauk, okres paradygmatyczny, rewolucja naukowa.
W pierwszym okresie – protonauki, pojawiającym się tylko raz w dziejach każdej dyscypliny naukowej, działalność badawcza ogranicza się do niezorganizowanego jakąś zasadą gromadzenia faktów, nie istnieje jeszcze bowiem jeden paradygmat pozwalający na wskazywanie najistotniejszych problemów oraz sposobów ich rozwiązywania.
Wykształcenie się takiego paradygmatu jest cechą [okresu drugiego, okresu nauki dojrzałej (paradygmatycznej)]. Przejście do tego etapu nie polega na zdobyciu jakiegokolwiek paradygmatu, lecz na wykształceniu takiego, który umożliwiał będzie rozwiązywanie łamigłówek, czyli normalną działalność naukową.
Podstawową cechą charakterystyczną każdej dyscypliny naukowej jest to, iż rządzona jest ona przez znaczną część swoich dziejów przez paradygmat, który określa Kuhn jako:
powszechnie uznawane osiągnięcia naukowe, które w pewnym czasie dostarczają społeczności uczonych modelowych problemów i rozwiązań.
Nie należy rozumieć paradygmatu jako pojęcia zakresowo nadrzędnego w stosunku do teorii. Jest on pewną odmianą teorii wzbogaconą o aspekt aplikacyjny. Stanowi on zatem pewną linię myślenia wyznaczającą określoną tradycję badawczą dla wspólnoty uczonych, dzięki której wiedzą oni w jaki sposób podchodzić mają do określonych zjawisk, jak wykonywać eksperymenty, jakie metody stosować. Okres dominacji paradygmatu nazwany został przez Kuhna okresem nauki normalnej. Nauka normalna i paradygmat są ze sobą nierozerwalnie związane: ta pierwsza artykułuje i aktualizuje paradygmat, ten drugi wyznacza granice dla nauki normalnej. Paradygmat nie zawsze pozostaje w zgodzie ze znanymi wynikami eksperymentalnymi, rozbieżności pomiędzy nimi zwane są anomaliami. Określa je Kuhn następująco:
Zajmując się ... poszczególnymi odkryciami, przekonamy się szybko, że nie są one izolowanymi zdarzeniami, lecz rozciągłymi w czasie epizodami o regularnie powtarzalnej strukturze. Początek swój biorą one ze świadomości anomalii, tj. z uznania, że przyroda gwałci w jakiejś mierze wprowadzone przez paradygmat przewidywania rządzące nauką normalną. ... Epizod zamyka się wówczas, gdy teoria paradygmatyczna zostaje tak dopasowana do faktów, że to, co dotąd było anomalią, staje się czymś przewidywalnym.
Istotą nauki normalnej jest rozwiązywanie łamigłówek i anomalii drogą dokonywania rozmaitych poprawek w obrębie paradygmatu w taki jednakże sposób aby samego paradygmatu nie zmieniać. Co to znaczy? Procedury sprawdzania (rozwiązywanie anomalii) w nauce normalnej nie są procedurami sprawdzania prawomocności samego paradygmatu, lecz raczej sprawdzianem dla umiejętności samego uczonego. Istnienie paradygmatu oznacza dla uczonego istnienie rozwiązania konkretnego problemu, nad którym w danej chwili pracuje. Rozwiązywanie konkretnych problemów w ramach nauki normalnej nazywa Kuhn rozwiązywaniem łamigłówek. Te ostatnie określa następująco:
Rozwiązanie problemu w ramach badań instytucjonalnych polega na osiągnięciu przewidywalnego wyniku w nowy sposób i wymaga rozwiązania szeregu skomplikowanych łamigłówek matematycznych, teoretycznych i instrumentalnych. ... W potocznym znaczeniu słowa, do którego się tutaj odwołujemy, łamigłówka to specjalny rodzaj problemu, który służyć może za sprawdzian pomysłowości i biegłości w rozwiązywaniu. ... Kryterium wartości łamigłówki nie polega na tym, że wynik jej jest sam przez się doniosły czy interesujący. Przeciwnie, rzeczywiście naglące problemy – jak, na przykład, leczenie raka lub zachowanie pokoju – często w ogóle nie są łamigłówkami, głównie dlatego, że nie muszą mieć rozwiązania. ... Doniosłość rozwiązania nie jest kryterium wartości łamigłówki; jest nim natomiast samo istnienie rozwiązania.
Taka działalność (rozwiązywanie łamigłówek) spełniać powinna trzy następujące warunki: (1) zaprzeczać zajściu pewnych zjawisk; (2) trafnie przewidywać zajście pewnych zjawisk; (3) przewidywania zjawisk zależeć muszą od pewnej teorii, to ona wyjaśnia ich zachodzenie i ulepsza techniki ich przewidywania. Niepowodzenie w wyjaśnianiu jakichś zjawisk (niepowodzenie w wyjaśnianiu anomalii) obciąża uczonego, a nie paradygmat.
Rewolucja naukowa ma miejsce wtedy, gdy nagromadzenie anomalii staje się tak znaczne, że uniemożliwia pracę w ramach danego paradygmatu – nierozwiązane łamigłówki, czyli anomalie stają się argumentem na rzecz jego porzucenia i sformułowania kolejnego, będącego albo ulepszeniem poprzedniego, albo zupełnie nowym spojrzeniem na daną dziedzinę.
Argumenty przemawiające przeciwko paradygmatowi pojawiają się wtedy, gdy negatywne wyniki eksperymentalne zaczynają się mnożyć do tego stopnia, że w ramach wspólnoty uczonych pojawiać się zaczynają opinie o wadliwości paradygmatu. W tym momencie właśnie rozpoczyna się okres nauki nadzwyczajnej, innymi słowy mówiąc rewolucja naukowa. W stosunku do okresu w jakim funkcjonuje paradygmat, rewolucja trwa krótko i kończy się na dwa sposoby:
- powrotem do dawnego, lecz udoskonalonego paradygmatu; albo
- naukowym przewrotem prowadzącym do nowego paradygmatu.

Kuhnowskie rozumienie procesu rozwoju nauki odbiegało od ujęć dotychczasowych, z których najważniejsze są dwa: neopozytywistyczne i popperowskie. Kuhn sformułował swoją własną koncepcję wyboru teorii i przechodzenia od jednej teorii do drugiej.
W jego opinii większość zwolenników nowego paradygmatu popiera go, zanim potrafi przedstawić fakty, które albo potwierdzają nowy paradygmat albo zaprzeczają paradygmatowi poprzedniemu. Wskazuje on również na istnienie sytuacji, w których nowy paradygmat jednoznacznie wyjaśnia więcej niż paradygmat poprzedni, a mimo to istnieją poważni uczeni opowiadający się na rzecz starego paradygmatu. Zachowania takie na gruncie koncepcji neopozytywistycznej i krytycznego racjonalizmu są irracjonalne, zaś w ramach perspektywy wyznaczanej przez koncepcję Kuhna irracjonalne nie są.
Poprzednie ujęcia kładły szczególny nacisk na badanie pewnego szczególnego wycinka dziejów nauki, jakim są rewolucyjne epizody, one to bowiem miały stanowić istotę nauki, co z kolei dla Kuhna istoty nauki nie stanowi. Rewolucje nie są głównymi zdarzeniami w rozwoju nauki. Kuhn opierając się na materiale faktograficznym wykazuje, że zwłaszcza w odniesieniu do okresów przełomowych w nauce, istnieją zasadne argumenty powalające zarówno na wątpienie w stary, jak i w nowy paradygmat, innymi słowy mówiąc fakty nigdy nie są nieodparte, zawsze można w nie racjonalnie zwątpić.

##### Krytyka falsyfikacjonizmu Poppera
Ujęcie Kuhna podważa podstawowe założenia wszystkich wersji falsyfikacjonizmu. Główna różnica między Kuhnem a Popperem jest ich stosunek do metody badania nauki – z użyciem logiki (Popper) czy psychologii i socjologii (Kuhn)? Sam Kuhn tak oto ocenia krytyczny racjonalizm Poppera.
Nie potrafię jednak zinterpretować inaczej jego prac metodologicznych począwszy od Logik der Forschung. Sugerowałbym, że wbrew wypowiadanym explicite zastrzeżeniom, poszukiwał on stale procedur oceniających, które mogłyby być stosowane do teorii z taką samą apodyktyczną pewnością jak metody ujawniania błędów logicznych, rachunkowych lub pomiarowych. Obawiam się, że goni on za błędnym ognikiem, iluzją zrodzoną z tego pomieszania badań normalnych z rewolucyjnymi epizodami, które sprawiało, iż sprawdzanie zdaje mu się tak fundamentalną cechą nauki. ... Popper dał nam raczej ideologię niż logikę, raczej zalecenia proceduralne niż reguły metodologiczne.
Kuhn porównując swoje stanowisko ze stanowiskiem Poppera stwierdza, że łączą ich następujące przekonania. (1) Zainteresowanie dynamiką (a nie gotowym wytworem) procesu zdobywania wiedzy, pociągające za sobą konieczność analiz historycznych. (2) Odrzucenie kumulatywnej wizji nauki, z naciskiem na rewolucyjny charakter zastępowanie jednej teorii przez drugą. (3) Odrzucenie przekonania o odrębności języka teoretycznego i obserwacyjnego. (4) Obydwaj są realistami, wyjaśnianie zjawisk powinno odbywać się drogą odwołania się do realnie istniejących przedmiotów. (5) Obydwaj również kładą nacisk na rolę tradycji w rozwoju naukowym.
Kuhn nie neguje istnienia poważnych rozbieżności pomiędzy poglądami swoimi a Poppera. Istotę tej różnicy wyraża następująco.
Profesor Popper i ja odwołujemy się do tych samych danych, dostrzegamy jakby te same kreski na rysunku, zapytani zaś o te dane i kreski, dajemy zazwyczaj identyczne odpowiedzi, a co najmniej odpowiedzi, które wyjęte z kontekstu (do czego zmusza metoda pytań i odpowiedzi) wydają się identyczne. ... Z tego właśnie powodu twierdzę, że dzieli nas raczej sposób widzenia postaci niż różnica poglądów. ... Jak mam przekonać profesora Poppera, który o rozwoju nauki wie wszystko, co mnie wiadomo, i który tu lub ówdzie wszystko to już powiedział, że to, co nazywa kaczką, postrzegane być może jako królik. Jak mam mu pokazać, do czego doprowadziłoby go włożenie moich okularów, skoro przywykł już patrzeć na wszystko, co mógłbym mu wskazać, przez własne?
Rozbieżności te przedstawiają się następująco.
(1) Kuhn stwierdza, że obydwaj zgadzają się, iż badanie rozwoju nauki pociąga za sobą analizy jej faktycznego uprawiania w danym czasie. W tym kontekście jego niepokój budzi następująca teza Poppera, wypowiedziana w Logice odkrycia naukowego:
Naukowiec – teoretyk czy eksperymentator – formułuje zdania lub systemy zdań, które sprawdza krok po kroku. W szczególności na polu nauk empirycznych konstruuje on hipotezy, systemy teorii i sprawdza je doświadczalnie poprzez obserwację i eksperyment.
Z tezy tej wynika, że wszystkie hipotezy i systemy teorii sprawdzane są drogą doświadczalną. Kuhn stwierdza, że tylko określonego rodzaju twierdzenia i hipotezy poddawane są takiemu sprawdzaniu. Jego zdaniem testom takim podlegają jedynie twierdzenia indywidualnych uczonych dotyczące wyłącznie sposobu powiązania ich własnych problemów badawczych (tzw. łamigłówek, czyli problemów wynikających z zastosowania teorii, nie negujących jednakże prawomocności samej teorii) z zespołem powszechnie akceptowanej wiedzy naukowej, zaś sam ten zespół testowaniu nie podlega. Kontrtezę Kuhna przedstawić można następująco.
Przeciwnie, uczony zaangażowany w rozwiązywanie normalnego problemu badawczego musi dopuszczać akceptowaną teorię jako zbiór reguł własnej gry. Jego celem jest rozwiązanie łamigłówki, co innym się nie powiodło, a akceptowana teoria jest mu niezbędna do określenia łamigłówki. Ponadto daje mu ona gwarancję, że przy odpowiedniej pomysłowości znajdzie jej rozwiązanie.
(1.1) Uczony jest dla Kuhna „rozwiązywaczem łamigłówek” dla Poppera zaś jest on „rozwiązywaczem problemów”. Podobieństwo tych nazw, zauważa Kuhn, jest wielce pozorne. Tezie Poppera o roli uczonego:
[Świadomym zadaniem stojącym przed uczonym jest zawsze rozwiązanie problemu dokonujące się drogą skonstruowania rozwiązującej problem teorii; przykładowo poprzez wyjaśnienie nieoczekiwanych i niewyjaśnionych obserwacji].
przeciwstawia swoją tezę:
Rzeczywistym celem nauki normalnej jest natomiast rozwiązanie łamigłówki, przy czym już założenie, że rozwiązanie takie istnieje, oparte jest na założeniu o zasadności paradygmatu. Niepowodzenie w uzyskaniu rozwiązania obciąża uczonego, a nie teorię.
Te dwie odmienne postawy uczonego, przy jednoczesnej akceptacji przez Kuhna i Poppera tezy o doniosłym charakterze krytycznego sprawdzania jako procedury naukowej, pociągają za sobą odmienne podejście do procedury sprawdzania. Popper kładzie nacisk na maksymalnie surowe testy mające doprowadzić do obalenia teorii naukowej podczas gdy Kuhn procedurę sprawdzania ogranicza tylko do określonej podklasy twierdzeń naukowych, są to działania dokonywane wyłącznie w ramach nauki normalnej.
(1.2) To odmienne podejście bierze się, zauważa Kuhn, z pominięcia przez Poppera niezmiernie istotnego faktu dotyczącego rozwoju wiedzy naukowej. Rozwój dla Poppera jest przechodzeniem od jednej teorii do drugiej, drogą przypuszczeń i obaleń. Konsekwencje takiego podejścia wyraża Kuhn następująco:
Twierdzę zatem, że Popper charakteryzuje całość działalności naukowej w kategoriach stosujących się jedynie do okazjonalnych epizodów – rewolucji.
Rewolucja, kontrargumentuje Kuhn nie jest permanentnym składnikiem nauki, zaś testy mające doprowadzić do ujawnienia słabych punktów teorii naukowej (nazywa je Kuhn badaniami nadzwyczajnymi), a w konsekwencji do jej obalenia, są w nauce zjawiskiem akcydentalnym, pojawiającym się albo jako następstwo uprzedniego kryzysu w danej dziedzinie wiedzy albo jako skutek pojawienia się nowej teorii, rywalizującej ze starą.
(2) Obydwaj podkreślają doniosłość stosowania kryterium demarkacji dla oceny naukowego charakteru analizowanej teorii. Obydwaj również przyjmują falsyfikowalność (sprawdzalność) jako kryterium demarkacji, jednakże zakresy jego stosowalności nie pokrywają się w ich koncepcjach.
(2.1) Kuhn jako kryterium demarkacji, pozwalające na udzielenie odpowiedzi na pytanie o naukowy charakter analizowanej teorii, proponuje rozpoznanie czy w analizowanej dziedzinie istnieje praktyka rozwiązywania łamigłówek. Wyraża to następująco.
... staranne zbadanie praktyki naukowej sugeruje, że naukę od innych rodzajów twórczości wyróżniają nie badania nadzwyczajne, lecz raczej normalne, w których tego rodzaju sprawdzanie, o jakim mówi Popper, się nie zdarza. Jeśli istnieje jakieś kryterium demarkacji (a nie powinniśmy – jak sądzę – szukać kryterium ostrego lub rozstrzygającego), to ukryte ono może być właśnie w tych obszarach badań naukowych, które Popper ignoruje.
Na korzyść swojego kryterium kontrargumentuje:
Stawiając pogląd Poppera na głowie, możemy raczej w pewnym sensie powiedzieć, że drogę kształtowania się nauki wytyczało odchodzenie od dyskursu krytycznego. Później dyskurs krytyczny odżywa już tylko w okresach kryzysów, kiedy podstawy danej dyscypliny okazują się znów zagrożone.
Dyskurs krytyczny ożywa w nauce tylko w tych momentach, gdy uczeni muszą dokonać wyboru pomiędzy rywalizującymi teoriami. Wtedy tylko, stwierdza, zachowują się jak filozofowie, zaś w pozostałych momentach rozwiązują łamigłówki uprawiając normalną naukę, czyli badania mające swe źródło w określonym szeregu naukowych osiągnięć przyszłości, które są w danym momencie akceptowane przez wspólnotę uczonych jako fundament ich dalszej praktyki. Uczeni podlegają wtedy tym samym regułom i standardom, których konsekwencją jest jednomyślność i współuczestnictwo w badaniach.
Tradycja generowania łamigłówek pozwala, stwierdza Kuhn, na znacznie precyzyjniejsze przeprowadzenie demarkacji pomiędzy nauką i nie-nauką niż popperowskie kryterium falsyfikowalności.Obydwaj zgadzają się, że materializm historyczny, psychoanaliza oraz astrologia nie są naukami, jednakże, zauważa Kuhn, wyłącznie na gruncie jego koncepcji w pełni da się uzasadnić, że astrologia nie jest nauką. Tezie Poppera ujmującej istotę nienaukowości astrologii:
Formułujący swe przepowiednie i interpretacje w nieścisły sposób astrologowie zawsze mogli wytłumaczyć wszystko, co mogłoby prowadzić do obalenia ich teorii, gdyby była ona, tak jak oparte na niej przewidywania, dokładniejsza. Celem ustrzeżenia się przed falsyfikacją, swą teorię czynili niesprawdzalną.
przeciwstawia swoją tezę, wskazując na fałszywość popperowskiej, pisze on;
Historia astrologii notuje w czasach, kiedy ceniona była pod względem intelektualnym, co niemiara proroctw, które się zdecydowanie nie spełniły. ... Konfiguracja gwiazd i ośmiu planet nieustannie się zmienia. Tablice astronomiczne, z których korzystano do obliczania konfiguracji w chwili narodzin danej osoby, były notorycznie nieścisłe. Niewiele osób znało dokładnie chwilę swego przyjścia na świat. Trudno się zatem dziwić, że przepowiednie często zawodziły. Dopiero wówczas gdy astrologia utraciła swoją reputację, argumenty takie zaczęły uchodzić za wątpliwe. Dziś analogiczne argumenty wysuwa się w celu wyjaśnienia niepowodzeń prognostycznych medycyny czy meteorologii. ... toteż w sposobie, w jaki astrologowie tłumaczyli swoje niepowodzenia, nie było w zasadzie niczego nienaukowego.
Brak reguł uściślających astronomię nie mógł zatem być poczytywany jako oznaka jej nienaukowości. Astrolog mógł więc wytłumaczyć swoje niepowodzenia, a jego tłumaczenie mogło zostać uznane za zasadne. Nie mógł jednak, np. w przeciwieństwie do fizyka czy astronoma, dokonać takiej analizy swoich niepowodzeń, które doprowadziłyby do rewizji zastanej tradycji, czy do szukania dokładniejszych danych wyjściowych aby uściślić teorię. Żadne z jego niepowodzeń nie rodziło nowych łamigłówek, ponieważ nikt nie był w stanie wykorzystać ich celem dokonania rewizji nieprecyzyjnej teorii, jako że nazbyt wiele kłopotów, z których znaczna część leżała poza możliwym obszarem wiedzy astrologa, nie pozwalała na dokonanie takiej rewizji. Taki stan rzeczy pociągał za sobą brak odpowiedzialności za nietrafne prognozy, jak również brak negatywnej oceny działalności od kolegów po fachu.
(2.2) Ograniczając stosowanie kryterium sprawdzalności jedynie do nauki normalnej znacznie ogranicza Kuhn zakres jego stosowalności, a co za tym idzie jego doniosłość jako arbitra przy dokonywaniu racjonalnych wyborów pomiędzy konkurującymi teoriami. W jego ujęciu, stosowanie tego kryterium jest tożsame z uprawianiem nauki normalnej, czyli z rozwiązywaniem łamigłówek, a nie z dokonywaniem rewolucyjnych w niej przemian.
(3) Z tradycją rozwiązywania łamigłówek łączy Kuhn kolejną rozbieżność pomiędzy ich poglądami. Przejście od teorii do teorii dokonuje się w koncepcji Poppera drogą empirycznej falsyfikacji teorii gorszej. Kuhn nie neguje doniosłości falsyfikacji, zauważając przy tym, że nie jest to kryterium, które obowiązuje w całych dziejach nauki. Kontrtezę swoją formułuje następująco.
Traktowanie zabiegów sprawdzających jako wyróżnika działalności naukowej powoduje niedostrzeganie i tego, czym głównie zajmują się uczeni, i najbardziej charakterystycznych cech ich działalności.
W niektórych przypadkach testy takie nie są niezbędnym warunkiem rewolucji naukowej. Niezbywalnym jej warunkiem jest natomiast wyczerpanie się tradycji rozwiązywania łamigłówek, innymi słowy mówiąc teorii się nie porzuca dopóki nie traci ona zdolności do rozwiązywania łamigłówek.
(4) Zdecydowany sprzeciw Kuhna budzi teza Poppera, że uczymy się na własnych błędach. Takie uczenie się jest dla Poppera zastępowaniem jednej (błędnej) teorii przez drugą. Tezę tę atakuje Kuhn na trzech płaszczyznach.
(4.1) Błąd popełniany jest w określonym czasie, miejscu i przez określoną osobę. Jest on konsekwencją np. pogwałcenia reguł logiki, języka czy referencji. Tak przedstawia sprawę Kuhn. W tej perspektywie sformułowanie „uczymy się na własnych błędach” oznacza, że istnieje możliwość skorygowania błędu, czyli że istnieje praktyka wykrywania błędów, możliwa dzięki istnieniu określonej wspólnoty postępującej zgodnie z określonymi regułami i zdolnej wykryć od nich odchylenia. Wyciąga z tego Kuhn wniosek, że takie błędy zdarzają się w nauce w zasadzie jedynie podczas dokonywania badań normalnych, polegających na rozwiązywaniu łamigłówek.
(4.2) Gdy brakuje takich reguł trudno mówić o popełnianiu błędu, a z taką sytuacją mamy do czynienia w popperowskiej perspektywie, traktującej stare teorie naukowe jako błędne rozwiązania określonych problemów. Uczenie się na błędach jest dla niego zastępowaniem jednej teorii drugą, nie zauważa jednak, stwierdza Kuhn, że przy rewolucyjnym przejściu od teorii do teorii mamy do czynienia z brakiem reguł generowania łamigłówek, z czego wynika, że i z brakiem błędów.
(4.3) Przyjęcie popperowskiej perspektywy pociąga za sobą konsekwencję wymierzoną wprost w całą jego metodologię. Bowiem wyłącznie w indukcyjnej perspektywie (odrzucanej przez obydwu filozofów) zastępowana teoria może być ujmowana jako błędna, w znaczeniu niepoprawnego uogólnienia istniejących faktów, w nieindukcjonistycznej perspektywie do momentu zastąpienia starej teorii nową, stara posiada wszystkie cechy związane z rzetelną wiedzą.
(5) Niekonkluzywny charakter falsyfikacji, na gruncie koncepcji paradygmatycznego rozwoju wiedzy niestanowiący żadnego problemu, staje się dla krytycznego racjonalizmu problemem zasadniczym, zagrażającym spójności tego stanowiska. Jeśli ma on być logiką rozwoju nauki, to zarówno jej reguły postępowania, jak i artykulacja analizowanych teorii muszą mieć charakter apodyktyczny. Tak jednak nie jest.
(5.1) W logicznym ujęciu Poppera, problem demarkacji powinien być problemem czysto syntaktycznym. Podobnie jak w logice i matematyce o konkluzywnym obaleniu miałby decydować stosunek pomiędzy samymi twierdzeniami, a nie pomiędzy twierdzeniem i obserwacją. Jednakże faktycznie występujące w nauce procedury, zauważają obydwaj, nie mają jedynie syntaktycznego charakteru, ponieważ wymagają aby badacz mógł odnieść uzyskane syntaktycznie zdania nie tylko do innych zdań, ale również i do obserwacji. Stanowisko Poppera w tej kwestii ujmuje Kuhn następująco:
Przecząc istnieniu konkluzywnej falsyfikacji, Popper nie zastąpił jej niczym innym, a stosunek, na który się powołuje, ta nadal logiczna falsyfikacja. I chociaż Popper nie jest naiwnym falsyfikacjonistą, twierdzę, że może, niebezzasadnie, za takiego uchodzić.
Ocenę swoją opiera Kuhn na argumentach wskazujących używanie przez Poppera fundamentalnych pojęć jego logiki (falsyfikacji i obalenia) w logicznym kontekście z koniecznością pociągającym za sobą apodyktyczny charakter konkluzji.
(5.2) W logicznym ujęciu nauki przez Poppera wiedza naukowa, aby nadawała się do logicznych analiz powinna być w pełni wyartykułowana logicznie. Jednakże w perspektywie Kuhna wiedza ta nie jest i nigdy nie była w pełni wyartykułowana logicznie. Zakresy terminów naukowych nigdy nie są dokładnie określone, podobnie sprawy się mają z pełną treścią teorii naukowej, co jest konsekwencją, zauważa on, tworzenia się wiedzy naukowej metodą przypadków paradygmatycznych. Wyciąga z tego Kuhn wniosek, że logika nie jest najlepszym narzędziem służącym do oceny wiedzy naukowej.
(6) Celem nauki dla Poppera jest zwiększanie jej prawoupodobnienia, będące oznaką postępu, natomiast Kuhn problem prawdziwości teorii naukowej jako oznaki postępu, zastępuję jednomyślnością wspólnoty uczonych, osiągnięcie której powodować będzie szybki rozwój badań w danej dziedzinie. Wyraża to następująco.
Prostota, ścisłość, zgodność z teoriami przyjętymi w innych dziedzinach – wszystko to są istotne wartości dla uczonych, ale nie wszystkie narzucają ten sam wybór i nie wszystkie dają się realizować jednocześnie. Skoro tak, to jest rzeczą ważną, aby wartością nadrzędną była jednomyślność grupy. Minimalizuje ona liczbę okazji do konfliktów, szybko jednoczy grupę wokół reguł rozwiązywania łamigłówek, nawet za cenę dalszego jej podziału na specjalności lub wykluczenia z niej twórczego badacza.
Refleksję nad nauką, co jest oczywistą konsekwencją powyższej deklaracji Kuhna, należy uprawiać nie w postaci logiki wiedzy, lecz jako psychologię i socjologię wiedzy, wyraźniej ujmujących problemy związane z funkcjonowaniem określonej grupy społecznej jaką jest grupa naukowa.
Swoją replikę zawarł Popper na pięciu stronach w swojej Autobiografii. Stwierdza tam, że Kuhn tak naprawdę pozostawał pod wpływem tzw. legendy o Popperze, a nie autentycznych jego twierdzeń, ostrze swojej krytyki skupiając na kuhnowskich tezach dotyczących nauki normalnej. Przyznaje Kuhnowi, że pod wpływem jego analiz zwrócił uwagę na fakt występowania nauki normalnej, jednakże od razu zaprzecza aby ten rodzaj uprawiania refleksji naukowej był czymś normalnym. Takie podejście jest zjawiskiem dla nauki niebezpiecznym, ponieważ doprowadzić może do końca autentycznej refleksji naukowej, i z drugiej strony, jest zjawiskiem, które pojawiło się w nauce dopiero po I wojnie światowej, gdy liczba uczonych znacznie się zwiększyła, co pociągnęło za sobą negatywną konsekwencję, że wśród tak licznej grupy dominację zdobyła grupa wyszkolonych technologów, a nie autentycznych naukowców.

#### Kontrindukcjonizm
Zauważona przez Feyerabenda niewykonalność jednocześnie wszystkich swoich propozycji z okresu umiarkowanego (wyrafinowanego falsyfikacjonizmu) i akceptacja tezy o niewspółmierności przyczyniła się do zarzucenia przez niego wyrafinowanego falsyfikacjonizmu i przejścia na stanowisko anarchistyczne.
Nazwa „kontrindukcjonizm” bierze się stąd, że indukcjonizm zaleca uznanie zgodności teorii z doświadczeniem za miarę jej powodzenia. Kontrindukcjonizm zaś jest postulatem wprowadzania i sprawdzania hipotez niezgodnych z dobrze potwierdzonymi teoriami lub faktami. Postulat postępowania kontrindukcyjnego ma dwie składowe – uczonemu zaleca się wprowadzanie i szczegółowe sprawdzanie hipotez niezgodnych z (a) dobrze potwierdzonymi teoriami; i\lub (b) faktami. Zalecenie Feyerabenda jest odwrotne do tego, co zalecane jest przez większość wcześniejszych metodologii: (ad a) uznawania prymatu dobrze potwierdzonych teorii nad teoriami potwierdzonymi gorzej; (ad b) potraktowania prymatu dobrze potwierdzonego faktu nad teorią.
Kontrindukcja jest zarówno faktem – nauka nie mogłaby istnieć bez niej – jak i uprawomocnionym i bardzo potrzebnym posunięciem w grze zwanej nauką.
W swojej najgłośniejsze książce Przeciw metodzie rozwija idee anarchizmu metodologicznego (epistemologicznego) i zasadę poznawczą anything goes („wszystko ujdzie”, „nic świętego”) daje, tak ze względu na formę wypowiedzi, jak i samą treść kontrowersyjne spojrzenie na naukę, filozofię nauki, oraz na cel uprawiania filozoficznej refleksji nad nauką.
Anarchizm metodologiczny wyzwaniem rzuconym wszystkim dotychczasowym filozofiom nauki, z empiryzmem na czele. Twierdzi, że o ile anarchizm nie jest specjalnie atrakcyjną filozofią polityczną – nie jest w stanie uwolnić się od mitu nauki, jako dziedziny, która jest w stanie rozwiązać wszystkie problemy społeczne, to dla epistemologii i filozofii nauki jest doskonałym lekarstwem, ponieważ jest bardziej ludzki i lepiej sprzyja postępowi niż wszystkie dotychczasowe koncepcje, postulujące logiczne uporządkowywanie teorii naukowych, lub nawiązujące do innych form ich racjonalnych rekonstrukcji.
Nawiasem mówiąc, trzeba zwrócić uwagę na to, że częste używanie przeze mnie takich słów jak „postęp”, „rozwój”, „ulepszenie” itd. nie jest z mojej strony urojeniem, że posiadam szczególną wiedzę o tym, co jest dobre, a co złe w poszczególnych dyscyplinach, ani że chcę narzucić tę wiedzę czytelnikom. Każdy może odczytywać te terminy na swój sposób i zgodnie z tradycją, do której należy. Tak więc dla empirysty postęp oznaczać będzie przejście do teorii, która oferuje bezpośrednie testy empiryczne dla większości swoich podstawowych założeń. ... Dla innych „postęp” oznaczać może unifikację oraz harmonię, być może nawet kosztem adekwatności empirycznej.
Dlaczego anarchizm jest najlepszą filozofią nauki? Albowiem jest najlepszą metodą – jako jedyne stanowisko pomaga w osiągnięciu postępu w dowolnym znaczeniu tego słowa. Realizuje to przy pomocy jedynej, możliwej w każdych warunkach do przyjęcia „zasady”, „wszystko ujdzie”, wypracowanej w oparciu o analizy materiału z historii nauki.
Zgodnie z historią nauki nie istnieje ani jedna zasada postępowania badawczego, której kiedyś by nie naruszono celem postępu w zdobywaniu wiedzy. Wielkie przełomy w nauce są konsekwencjami porzucenia lub nieświadomego złamania, powszechnie obowiązujących w danym momencie historycznym, reguł metodologicznych. Dla każdej takiej reguły istnieją sytuacje, w których należy nie tylko ją złamać, ale i zastosować względem niej kontrregułę, doprowadzającą często np. do akceptacji wewnętrznie sprzecznych hipotez, lub przyjęcia ad hoc hipotez sprzecznych z już uznanymi. W tym miejscu Feyerabend, uprzedzając krytykę, osią której byłoby stwierdzenie, że postępowanie takie wiedzie do akceptacji sprzeczności, zaznacza, iż uczony najczęściej przy jej pomocy (tzn. świadomie ją ignorując) otrzymuje ciekawe, teoretycznie lub empirycznie, wyniki.
 Otóż nauka nigdy nie jest zakończonym procesem, zatem zawsze jest ona „przed” faktem. Stąd też prostota, elegancja lub zgodność nie są nigdy koniecznymi warunkami praktyki naukowej. ... Logicznie doskonałe wersje (o ile takie istnieją) zazwyczaj pojawiają się w długi czas po tym, jak wersje niedoskonałe przyczyniły się do wzbogacenia nauki.
Istotą jego anarchizmu epistemologicznego (Feyerabend używa zamiennie określeń „anarchizm teoretyczny” „anarchizm metodologiczny” i „anarchizm epistemologiczny”), który nazwać można również kontrindukcjonizmem, jest przekonanie, że podział na to, co racjonalne i to, co irracjonalne pozbawiony jest sensu, ponieważ nie istnieje jeden niezmienny zbiór reguł mogący być odniesieniem dla takiej oceny.
Wszystkie przedfeyerabendowskie metodologie zakładały istnienie takiego zbioru reguł, twierdząc, że istnieją specyficzne dla nauki powody dokonywania takich ocen. Żadna wcześniejsza metodologia nie podawała w wątpliwość istnienia charakterystycznej dla nauki racjonalności postępowania, spory pomiędzy szkołami metodologicznymi dotyczyły właśnie kryteriów wyboru takiego zbioru reguł, jeśli metodologię uważały za dyscyplinę normatywną, bądź chciały dokonać poprawnego opisu naukowej racjonalności, o ile postulowały deskryptywny charakter metodologii. Zdaniem Feyerabenda należy odrzucić owo podstawowe założenie wszystkich dotychczasowych systemów metodologicznych, że istnieje taka charakterystyczna dla nauki racjonalność postępowania badawczego.
Sens „fundamentalnej zasady” Feyerabenda – „wszystko ujdzie” – przedstawić można tak. Każda dosłownie idea, każdy pomysł, choćby dziś nie wiem jak wydawał się absurdalny, może okazać się, z biegiem czasu, przydatny dla rozwoju nauki. Jest więc oczywiste, że idea niezmiennej metody lub niezmiennej teorii racjonalności, oparta jest na zbyt naiwnym poglądzie na człowieka i jego środowisko społeczne.
Dla tych wszystkich, którzy przyglądają się bogatemu materiałowi dostarczonemu przez historię i którzy nie mają zamiaru zubożyć go w celu zaspokojenia swych niższych skłonności, swej tęsknoty za intelektualnym bezpieczeństwem przyjmującym formę jasności, precyzji, „obiektywności” i „prawdy”, stanie się jasne, że istnieje tylko jedna zasada, której bronić można we wszystkich okolicznościach i we wszystkich stadiach rozwoju ludzkości. Oto owa zasada: nic świętego.
Zwrot „fundamentalna zasada” nieprzypadkowo umieszczony jest w cudzysłowie. Feyerabend nie utrzymuje w Przeciw metodzie żadnej tezy metodologicznej. Nawet fundamentalna zasada „wszystko ujdzie” nie jest tak naprawdę zasadą. Mógłby ją głosić, w perspektywie znanych z historii nauki faktów, gdyby był racjonalistą, co obligowałoby go do poszukiwania jakiejś uniwersalnej zasady, a przecież on racjonalistą nie jest.
...„nic świętego” nie jest wyznawaną przeze mnie „zasadą” – nie sądzę, aby zasady można było stosować i owocnie o nich dyskutować poza konkretną sytuacją badawczą, na którą mają oddziaływać – lecz okrzykiem przerażenia racjonalisty, który wnikliwie przygląda się historii.
Jego przekonania, na których bazuje kontrindukcjonizm, zebrać można w następujący sposób:
1. Świat – włączając w to naukę – jest złożoną i nieuporządkowaną całością nie dającą się ująć prostymi teoriami i regułami;
  1. Istnieje wiele sposobów porządkowania otaczającego nas świata;
2. Samo rozumowanie, nie poparte argumentami natury empirycznej, jest w odniesieniu do filozofii i nauki mało skuteczne;
  1. Próby przełożenia złożonego problemu na język logiki (tzw. jego doprecyzowanie) najczęściej powodują stworzenie innego problemu lub ominiecie pierwotnego problemu naukowego;
  2. Bogaty i wieloznaczny język potoczny w odniesieniu do analiz problemów naukowych jest lepszy, bo elastyczniejszy i subtelniejszy, od technicznego żargonu filozoficznego, który zawsze jest jednostronny;
3. Nie istnieje jeden uniwersalny zdrowy rozsądek mogący stanowić podstawę pozwalającą, drogą odwołania się do niego, na jakiekolwiek próby tzw. „ostatecznego” wyjaśniania rzeczywistości;
  1. Nie ma jednego zdrowego rozsądku, lecz wiele;
4. Nie ma wiedzy bez „chaosu”;
5. Nie ma postępu bez częstego odżegnywania się od rozumu;
  1. Rozum, sprowadzany do niezmiennego zbioru reguł, fundujących możliwość poznania, jest nie do pogodzenia z nauką i nie mógł przyczynić się do jej rozwoju;
6. W samej nauce jest wiele sprzecznych elementów, z różnymi strategiami, rezultatami, metafizycznymi ozdobnikami.
  1. Nauka jest kolażem nie systemem...
    1. nauka jest o wiele bardziej „niechlujna” i „irracjonalna” niż jej metodologiczny obraz;
7. Nauka zachodnia nie jest jedynym skutecznym sposobem poznania rzeczywistości, jest ich wiele, tak jak wiele jest kultur, z których każda wypracowuje, aby przeżyć, swój sposób współdziałania z rzeczywistością (np. magia);
  1. Może istnieć wiele różnych rodzajów nauki, ponieważ wywodzący się z różnych tradycji społecznych (kulturowych) ludzie różnie podchodzić mogą do świata, tym samym dowiadując się o nim różnych rzeczy;
  2. Celem nauki, jak i wszelkiej poznawczej refleksji nad światem jest rozszerzanie ludzkiej wolności, wspomaganie godnego życia i odkrywanie tajemnic natury;
8. Naukę należy chronić przed ideologiami (np. racjonalizmem);
  1. Najlepszą ochroną dla nauki stanowi odrzucenie wszelkich uniwersalnych standardów i sztywnych tradycji;
9. Wszystkie instytucje naukowe winny być poddane publicznej kontroli, tam zwłaszcza gdzie nauka wywiera wpływ na społeczeństwo i kulturę, czyli praktycznie rzecz biorąc wszędzie;
  1. Społeczeństwo chronić należy przez zideologizowaną nauką;
  2. Naukę należy oddzielić od państwa;
  3. Wyników naukowych powinno się nauczać jako jednego (a nie jedynego) z wielu poglądów na świat;
10. Jedyną metodologią, która poradzić sobie może z tak złożonym fenomenem, jakim jest nauka, jest metodologia pluralistyczna, świadoma swych historycznych uwarunkowań, nie przesądzająca w oparciu o aktualnie obowiązujące kryteria, co jest nauką a co nią nie jest, oraz co jest, a co nie jest przydatne dla rozwoju nauki, życzliwie traktująca zarówno „obalone” już teorie, jak i wszelkie zagrożone „obaleniem” rozstrzygnięcia;
  1. Nie istnieje jedna reguła, która obowiązywałaby we wszystkich warunkach, ani jeden sposób działania, do którego zawsze można się odwoływać. Jak z powyższych założeń widać jego program, a w szczególności teoretyczny anarchizm ma również wymiar społeczny.

Zasadniczą kontrregułę stanowi właśnie postulat postępowania kontrindukcyjnego, który obwarowuje Feyerabend następującymi zastrzeżeniami:
1. Stosowane przez uczonych, celem przeforsowania nowego stanowiska, procedury kontrindukcyjne, nie są w żadnym przypadku w stanie ani umniejszyć racjonalności ani wiarygodności starego ujęcia, jedyne, co tym sposobem można osiągnąć, to zmniejszenie wpływu starych osiągnięć, na umysły tych, którzy już chcą, lub będą w niedalekiej przyszłości, głównie pod wpływem propagandy, chcieli zostać zwolennikami nowego ujęcia.
2. Nikt nie jest w stanie przewidzieć, jakie elementy z nowo lansowanego ujęcia okażą się z biegiem czasu owocne – i przyczynią się do powtórnego zwycięstwa rozumu, czyli uznania za racjonalne, tego, co z obecnego punktu widzenia nie może być ocenione inaczej – te „odchylenia” i „błędy” stanowią warunki wstępne postępu – niż jako irracjonalne (... ani reguły, ani zasady, ani nawet fakty nie są uświęcone raz na zawsze) – jedynym dla tego probierzem są skłonności i upodobania zwolenników nowego ujęcia.
3. często zdarzają się sytuacje, że nawet najbardziej liberalne, z obecnego punktu widzenia, reguły metodologiczne wyeliminować mogą stanowisko, które z przyszłego punktu widzenia byłoby dla rozwoju nauki korzystne.
4. Nierównomierności historycznego rozwoju rozmaitych dyscyplin i specjalności naukowych skutecznie uniemożliwia racjonalną rekonstrukcje procesów rozwojowych nauki.
5. Żadna z nieuhistorycznionych filozofii nauki nie jest w stanie pogodzić autentycznych procesów rozwojowych nauki ze swymi zasadami oceniania teorii.
6. Pomimo teoretycznej możliwości przeprowadzenia następujących dystynkcji: kontekst odkrycia – kontekst uzasadnienia, fakty – normy, terminy obserwacyjne – terminy teoretyczne, żadna z nich nie odgrywa istotnej roli w praktyce badawczej, a próby ich rygorystycznego przestrzegania skutecznie uniemożliwiłyby rozwój nauki.
7. Nie istnieją mimo to, powszechnie ważne racje na rzecz stanowiska kontrindukcyjnego, jak każde stanowisko metodologiczne, ma swoje ograniczenia. Inaczej to wyrażając, zdarzyć się mogą sytuacje, że chcąc przyczynić się do wzrostu wiedzy należy z kontrindukcjonizmu zrezygnować. Może, oczywiście, nadejść taki czas, kiedy trzeba będzie uznać przejściową przewagę rozumu kiedy mądrze będzie bronić jego praw do wykluczenia wszystkiego, co nie jest z nim zgodne.

Głosząc pochwałę kontrindukcjonizmu powołuje się Feyerabend nie tylko na filozofów nauki i uczonych, ale i na filozofów i działaczy społecznych, którzy, na pierwszy rzut oka, z filozofią nauki nie mają nic wspólnego: Marxa, Lenina i Trockiego. Ale przecież, w ramach jego podejścia, nie ma kryteriów bezwzględnie rozstrzygających co jest, a co nie jest nauką.
Feyerabend używa terminu „kontrindukcjonizm” zarówno w stosunku do:
(a) teorii konfirmacji, czyli potwierdzenia w klasycznym indukcyjnym sensie – tzw. sprawdzania pozytywnego – drogą wskazania jak największej liczby, jak najbardziej różnorodnych przypadków potwierdzających;
(b), jak i teorii koroboracji, czyli potwierdzenia poprzez negatywny wynik prób obalenia (wykazania fałszywości – negatywnego wyniku eksperymentu falsyfikującego – „okazania hartu” przez obalaną teorię) – tzw. sprawdzania negatywnego.

##### Krytyka falsyfikacjonizmu Poppera
Swój stosunek do naiwnej i wyrafinowanej wersji falsyfikacjonizmu wyraża Feyerabend następująco.
Uzyskane dotąd wyniki – ma tu on na myśli przedstawiony przez siebie materiał faktograficzny – sugerują bezzasadność odróżnienia kontekstu odkrycia i kontekstu uzasadniania, norm i faktów, terminów obserwacyjnych i terminów teoretycznych. Żadna z tych dystynkcji nie ma znaczenia w praktyce naukowej, a próby narzucenia ich przyniosłyby katastrofalne skutki. „Krytyczny racjonalizm” Poppera jest nie do utrzymania z tych samych powodów.
Jeśli chodzi o kontekst odkrycia i kontekst uzasadnienia stanowisko Feyerabenda przedstawia się następująco. Krytyczny racjonalizm (jak również wcześniejsze metodologie) stwierdza, że odkrycie może być irracjonalne i na ogół nie jest wynikiem stosowania jakiejś powszechnie ważnej metody. Zaś jego uzasadnienie lub krytyka rozpoczyna się dopiero po odkryciu i przebiega w sposób uporządkowany, zgodnie z określonymi regułami. Feyerabend nie neguje, że taki stan rzeczy ma faktycznie miejsce, stawia jednakże następujące pytanie.
... w jakim stopniu dokonany rozbiór oddaje realną różnicę i czy nauka może się rozwijać bez konfrontacji wzajemnie oddziałujących autonomicznych dziedzin?
Bezwzględna wierność regułom, czyli ścisłe stosowanie metod krytycyzmu i dedukcji, co składa się na kontekst uzasadnienia, doprowadziłaby, stwierdza, do unicestwienia nauki. Z faktu, że nauka nadal istnieje wyciąga wniosek, że zalecenia metod fundujących kontekst uzasadnienia często naruszano.
Różnicę pomiędzy konfirmacją a korroboracją uważa Feyerabend za nieistotną, ponieważ obydwie procedury sprowadzają się do prób potwierdzania. Rozwój nauki zgodnie z tymi standardami, nakazującymi również zwiększanie treści empirycznej teorii, rezygnację z teorii, która sprzeczna jest z twierdzeniami bazowymi, zakazującej wprowadzania hipotez ad hoc, przebiega od pojawienia się jakiegoś problemu wynikającego z konfliktu pomiędzy oczekiwaniem a obserwacją będącą konsekwencją tego oczekiwania. Problem zostaje postawiony i przychodzi czas na jego rozwiązanie, czyli zaproponowanie teorii związanej z tym problemem. Teoria ta musi być falsyfikowalna, lecz jeszcze nie sfalsyfikowana. Jej falsyfikowalność musi być wyższa od jej ewentualnej konkurentki. Kolejnym krokiem jest krytyka zaproponowanej teorii. Jeśli krytyka ta jest udana, to obala raz na zawsze nowo zaproponowaną teorię, tym samym stwarzając kolejny problem. Jest nim potrzeba wyjaśnienia dwóch kwestii: (a) dlaczego sfalsyfikowana teoria była dotąd zadowalająca oraz (b) dlaczego poniosła fiasko.
Wyjaśnienie tych kwestii powoduje potrzebę sformułowania nowej teorii, zgodnej ze starą w tych kwestiach, w których stara nie została obalona i jednocześnie zaprzeczającej jej błędom, jak również wprowadzającej dodatkowe, niemożliwe na gruncie starej teorii, przewidywania. Tym właśnie sposobem ma się dokonać przejście od mniej ogólnej do bardziej ogólnej teorii przy jednoczesnym poszerzeniu treści empirycznej wiedzy. Pyta on:
W tym miejscu postawić można dwa pytania.
1. Czy życie zgodne z regułami krytycznego racjonalizmu jest pożądane?
2. Czy możliwe jest, abyśmy mieli do dyspozycji zarówno naukę w znanej nam dzisiaj postaci, jak i owe reguły?

Feyerabend stwierdza, że pytanie pierwsze jest o wiele ważniejsze o pytania drugiego. Genezę i konsekwencje płynące z krytycznego racjonalizmu, będące odpowiedzią na postawione przez siebie pytanie, ujmuje następująco:
Krytyczny racjonalizm zrodził się w nawiązaniu do problemu postawionego przez Hume’a i do rewolucji Einsteinowskiej, a potem objął politykę, a nawet zachowanie w życiu prywatnym. Taka procedura może zadowalać filozofa akademickiego, który patrzy na życie przez okulary swych problemów technicznych i poznaje nienawiść, miłość, szczęście jedynie o tyle, o ile przejawiają się one w tychże problemach. Jeśli jednak rozważamy ludzkie potrzeby, nade wszystko zaś kwestię ludzkiej wolności (wolności od głodu, rozpaczy, tyranii niedrożnych systemów myślenia, a nie akademicką „wolność woli”), wówczas postępowanie takie jest najgorsze z możliwych.
Życie zgodne z regułami krytycznego racjonalizmu powodowało będzie, że dominującym w kulturze stanie się podejście obiektywne, które przyniesie ludziom szkodę, zamieni ich bowiem we wrogo (krytycznie) do siebie nastawione mechanizmy pozbawione tak wdzięku, jak i poczucia humoru.
Negatywnej odpowiedzi na pytanie drugie udziela w oparciu o swoją tezę, że konkretyzacja standardów krytycznego racjonalizmu w rzeczywistej praktyce badawczej nastręcza jednak wiele problemów. Po pierwsze, czy faktycznie rozwój nauki rozpoczyna się od jakiegoś problemu wynikającego z konfliktu pomiędzy oczekiwaniem a obserwacją będącą konsekwencją tego oczekiwania? To znaczy, czy faktycznie początkiem nauki jest jakaś forma krytycznej argumentacji? Feyerabend stwierdza, że często w nauce pojawiają się takie okoliczności kiedy ten rodzaj argumentacji traci swój stymulujący dla rozwoju wiedzy charakter. Formy argumentacji (takie jak argumentacja krytyczna, perswazja, groźba, przymus czy propaganda) są historycznie zmienne i zależą w znacznej mierze od konkretnej sytuacji zaistniałej w kulturze. Wyraża to następująco:
Nawet najbardziej purytański racjonalista będzie wówczas zmuszony zaniechać rozumowania i posłużyć się propagandą oraz przymusem nie dlatego, że pewne jego racje przestały być prawomocne, lecz ze względu na to, iż zniknęły warunki psychologiczne, w których stanowiłyby one skuteczne środki wpływania na innych. A cóż to za pożytek z argumentu, który nie porusza ludzi?
Drugim argumentem Feyerabenda jest to, że konsekwentny falsyfikacjonizm doprowadziłby naukę do upadku. Wyraża to tak.
Nie ma takiej teorii, która byłaby zgodna ze wszystkimi faktami ze swej dziedziny, a jednak to nie zawsze teoria jest temu winna. Fakty są ustanawiane przez dawniejsze ideologie, a zaistnienie konfliktu pomiędzy faktami a teoriami może świadczyć o postępie.
Mówi on o dwóch rodzajach niezgodności zachodzącej pomiędzy faktem a teorią: (a) niezgodności liczbowej oraz (b) fiasku jakościowemu, czyli niezgodności teorii z łatwo zauważalnymi faktami. W pierwszym przypadku pewne liczbowe przewidywania teorii przekraczają dopuszczalny margines błędu. W takiej sytuacji uczeni z reguły rozwiązują problem odkrywając dokładniejsze liczbowe przybliżenia, które nie zmuszają do korekty samej teorii. W drugim przypadku stosuje się takie procedury, które dla krytycznego racjonalisty są nie do przyjęcia, ad hoc przyjmując niezbędne założenia.
Najwyraźniejszym przykładem doraźnego rozwiązania fiaska jakościowego jest dla Feyerabenda teoria niezmiennej jedni Parmenidesa. Uniemożliwiała ona zmianę, pomimo jej ewidentnego ujmowanego zmysłami istnienia, jako zachodzącą od bytu do niebytu, z racji na to, że niebyt nie istnieje, co pociąga za sobą niemożliwość różnicowania się bytu. Logiczna argumentacja, wbrew świadectwu zmysłów wykazała, że zmiana jest jedynie złudzeniem.
Kolejnym przykładem jakim posługuje się Feyerabend jest newtonowska teoria barw, w ramach której światło składa się z promieni o różnym stopniu załamania, charakteryzujących się bardzo małymi poprzecznymi przekrojami. Jednakże jeśli światło składa się z promieni, to – wziąwszy pod uwagę to, iż powierzchnia luster jest o wiele bardziej chropowata niż poprzeczny przekrój promieni – lustro powinno zachowywać się jak nierówna powierzchnia, czyli z wyglądu być podobnym do muru. Trudność tę wyeliminował Newton przyjmując hipotezę ad hoc, w ramach której na odbicie promienia nie wpływa pojedynczy punkt odbijającego ciała, lecz pewna dyspozycja owego ciała rozłożona równomiernie do jego całej powierzchni. O współczesnej nauce pisze Feyerabend następująco.
Współczesna fizyka matematyczna obfituje w aproksymacje ad hoc. ... W większości przypadków nauka współczesna jest o wiele mniej klarowna i znacznie bardziej zwodnicza, niż kiedykolwiek były jej XVI- i XVII-wieczne poprzedniczki. ... gdziekolwiek spojrzymy, mając dość cierpliwości, aby w nieuprzedzony sposób wybrać materiał faktyczny, stwierdzamy, że nasze teorie nie tylko zawodzą w zakresie uzyskiwania wyników jakościowych, lecz także okazują się w zdumiewającym stopniu jakościowo niekompletne. Nauka dostarcza niezwykle pięknych i wyrafinowanych teorii. Współczesna nauka rozwinęła struktury matematyczne, które pod względem ogólnej spójności oraz empirycznych osiągnięć przewyższają wszystko, co dotąd istniało. Aby jednak osiągnąć ten cud, należało wszystkie istniejące trudności zepchnąć na kwestię relacji między teoria a faktem i ukryć je za pomocą hipotez ad hoc, aproksymacji ad hoc i innych procedur.
Przy takim stanie rzeczy, stwierdza dalej, postulat nakazujący negatywną ocenę teorii na podstawie jej niezgodności z twierdzeniami bazowymi, jak również wszelkie teorie konfirmacji i korroboracji stają się pozbawione sensu. Współczesny mu stan metodologii określa następująco:
Metodolodzy mogą wskazywać na ważność falsyfikacji – a mimo to radośnie posługują się sfalsyfikowalnymi teoriami ... W praktyce niewolniczo powtarzają najnowsze oświadczenia grubych ryb w dziedzinie fizyki, chociaż, czyniąc to, muszą łamać niektóre z najbardziej podstawowych reguł swego fachu.
Wymóg, konkluduje dalej Feyerabend, aby akceptować jedynie te teorie, które są zgodne z faktami doprowadziłby do tego, że pozostalibyśmy bez żadnej teorii.
Trzecim argumentem Feyerabenda jest to, że wymóg zwiększonej treści empirycznej również nie jest spełniany. Nowa teoria, zastępująca starą i dobrze ugruntowaną, początkowo ogranicza się do jakiejś wąskiej dziedziny faktów i zjawisk ją potwierdzających. Dzieje się tak dlatego, że proponując nową teorię odstępuje się od materiału faktycznego, ponieważ obserwacje są dla niej nowym problemem, który dopiero musi wyjaśnić. Z tego to powodu tworzący się aparat pojęciowy nowej teorii określa jedynie swoje własne problemy i obserwacje, zaś obserwacje teorii wcześniejszej albo popadają w zapomnienie, albo zostają pominięte jako nieistotne, albo potraktowane jako zbędny balast, który teoria musiałaby wyjaśnić bez żadnych korzyści dla siebie samej. Jeśli jednak nowa teoria zwraca się w stronę teorii starej na ogół robi to w następujący sposób:
W tych wypadkach, gdzie rzeczywiście zwracają one uwagę na poprzednie teorie, próbują dostosować ich bazę faktualną ... za pomocą hipotez ad hoc, aproksymacji ad hoc, przedefiniowanie pojęć, lub po prostu przez stwierdzenie, bez dogłębniejszego zbadania sprawy, że fakty owe „wynikają” z nowych podstawowych zasad.
Zasady krytycznego racjonalizmu, konkluduje Feyerabend, są zatem nieadekwatne względem obecnego obrazu nauki, przez co mogą zahamować jej rozwój, który jest o wiele bardziej niechlujny i irracjonalny. Różnice pomiędzy autentyczną nauką a metodologią wskazują na słabość metodologii, ponieważ to, co w ramach metodologii jest niechlujne i irracjonalne okazuje się mieć fundamentalne znaczenie dla rozwoju samej nauki.

## Odpowiedź Poppera na krytykę ze strony uhistorycznionej filozofii nauki
Popper nigdy nie przyjął wprost krytyki ze strony uhistorycznionej filozofii nauki. Nietrudno jednak zauważyć, że jego filozofia począwszy od drugiej połowy lat sześćdziesiątych przeszła istotne przeobrażenia. Jego krytyczny racjonalizm nie jest już metodologią, staje się epistemologią, dla której podstaw szuka on w metafizyce. Zwrot ten można za Skolimowskim nazwać metafizycznym okresem twórczości Poppera. Swój falsyfikacjonizm, który był istotą krytycznego racjonalizmu zastępuje on, pod wpływem krytyki Kuhna i Feyerabenda, odmiennym modelem wiedzy – i odmiennymi standardami racjonalności. W jego filozofii pojawia się nowy sposób uprawomocniania poznania teoretycznego – Popper odwołuje się do innych niż falsyfikowalność standardów racjonalności: do rozstrzygnięć natury metafizycznej. A wszystko to w jednym celu: aby uprawomocnić swój schemat rozwoju wiedzy, o którym przypuszcza, że jest uniwersalnym schematem rozwoju wiedzy ludzkiej.
Wprowadzając swoją koncepcję metafizyki trzech światów, inaczej nazywaną epistemologią bez podmiotu poznającego, zachowuje Popper w niezmienionej postaci swój schemat rozwoju wiedzy jako przechodzenia od problemu, drogą zaproponowania teorii próbnej i eliminacji błędu, do następnego problemu. Pociąga to za sobą następujące pytanie: na jakiej podstawie dokonać można eliminacji błędu nie wspominając nic o konkluzywnych falsyfikacjach? Najpoważniejsze zarzuty przedstawić można następująco:
Henryk Skolimowski zauważa, że stanowisko Poppera w tej kwestii jest niespójne.
Nawiasem mówiąc, zaobserwować można, że Popper nie jest do końca konsekwentny. Z jednej bowiem strony, zdaje się on uzasadniać prawomocność nauki oraz jej racjonalność odwołując się do autonomii trzeciego świata, z drugiej zaś strony, cofa się ku swemu wcześniejszemu kryterium racjonalności jako intersubiektywnemu krytycyzmowi, czyli ku uogólnionej odrzucalności. ... Popper ... stale oscyluje pomiędzy dwoma uzasadnieniami obiektywności nauki (a pośrednio jej racjonalności, choć w widoczny sposób unika tego terminu), to jest pomiędzy starym, metodologicznym uzasadnieniem: intersubiektywną krytykowalnością, oraz nowym, metafizycznym uzasadnieniem: autonomią bytów trzeciego świata.
Eliminacja błędu to adekwatne, jednakże, zapytać wypada, w oparciu o jakie kryteria, uchwycenie autonomicznych bytów świata trzeciego. Stefan Amsterdamski ujmuje problem nieco odmiennie.
W pierwszym więc przypadku przedmiot teorii rozwoju wiedzy rozumiany jest jako zespół reguł postępowania badawczego, w drugim zaś – jako zespół relacji zachodzących między gotowymi strukturami; w pierwszym teoria ta jest (choćby i wyidealizowanym) schematem rzeczywistych zachowań poznawczych, w drugim zaś o zachowaniach nic nie mówi. Odpowiednio do tego w pierwszym przypadku racjonalność rozwoju nauki ugruntowana jest w racjonalności procedur stosowanych przy akceptacji i odrzuceniu teorii, a więc w racjonalności możliwych ludzkich zachowań poznawczych, natomiast w drugim – w logicznych relacjach między gotowymi strukturami teoretycznymi....
W perspektywie Amsterdamskiego pytanie o eliminację błędu przekształca się w pytanie o możliwość uchwytywania logicznych relacji pomiędzy określonymi strukturami teoretycznymi, ale problem pozostaje ten sam: co stanowi podstawę eliminacji błędu przy uchwytywaniu logicznych relacji? Sam Popper ujmuje problem następująco.
Rozwój wiedzy – czyli proces uczenia się – nie odbywa się poprzez powtarzanie, czyli kumulację, ale poprzez eliminację błędów. Jest to raczej darwinowski dobór naturalny niż lamarckowski proces formowania.
Eliminacja błędu miałaby być zatem wyrazem doboru naturalnego, gdzie bardziej przystosowany zwycięża przed słabiej przystosowanym. Jednakże problem pozostaje wciąż ten sam: która teoria jest bardziej przystosowana?

### Ponumerowane światy Poppera
Światy, jakie wyróżnił Popper są następujące: świat pierwszy (first world lub World 1 jak go dla odmiany nazywa) to świat przedmiotów lub stanów fizycznych. Świat drugi (second world lub World2) jest światem stanów psychicznych, stanów świadomości lub behawioralnych dyspozycji do zachowania. Zaś świat trzeci (third world lub World3) jest światem obiektywnych treści myśli naukowej, poetyckiej i dzieł sztuki. Ujmuje to Popper tak.
Terminy „Świat1”, „Świat2”, oraz „Świat3” świadomie tak zostały wybrane aby były bezbarwne i niearbitralne. Istnieje również historyczny powód dla ponumerowania ich jako 1, 2 i 3: wydaje się bowiem, że świat fizyczny istniał zanim pojawił się świat zwierzęcych odczuć. Przypuszczam również, że Świat3 pojawił się dopiero wraz z ewolucją specyficznie ludzkiego języka.
O ile rozróżnienie Świata 1 i Świata2 nie budzi większych emocji, chociażby ze względu na fakt, że mieszkańcami tego pierwszego są jestestwa przestrzenno-czasowe, a tego drugiego tylko czasowe, w których realność nikt nie wątpi, to problem realnego istnienia jestestw Świata3, co najmniej od czasów Platona budził kontrowersje.
Popper, jak już zostało wspomniane, utrzymuje, że Świat3 istnieje realnie, w sensie obiektywnym. Przyjrzyjmy się jego argumentom. Świat3, który możemy nazwać światem kultury ludzkiej ponieważ składają się na niego mity, narzędzia, teorie naukowe (zarówno fałszywe, jak i prawdziwe), problemy i sytuacje problemowe, argumenty krytyczne, świat dzieł sztuki, instytucje społeczne i wszystko inne co jest produktem ludzkiego umysłu; w swym pochodzeniu jest naturalnym produktem zwierzęcia ludzkiego.
Dzięki interakcji pomiędzy człowiekiem a jego wytworem jakim jest Świat3 rozwija się wiedza obiektywna. Jej rozwój jest analogiczny do rozwoju biologicznego – do ewolucji roślin i zwierząt. Wszelka wiedza w ewolucyjnej perspektywie Poppera jest historyczną modyfikacją wiedzy uprzednio uzyskanej. Wynikiem adaptacji do środowiska jest samoświadomość, której podstawową biologiczną funkcją jest tworzenie Świata3 oraz jego rozumienie. Jako ludzki wytwór Świat3 jest dziełem jego aktywności, lecz dziełem wielce specyficznym, ponieważ przekracza on swoich twórców. Jest zatem, jak stwierdza Popper, nadludzki w tym sensie, że treści tego świata są raczej potencjalnymi niż aktualnymi przedmiotami myśli. Rozwija się poprzez odkrywanie w nim autonomicznych problemów, których wcześniej nie zauważono. Mamy tu do czynienia ze sprzężeniem zwrotnym, charakteryzowanym przez Poppera następująco:
... język ludzki, a wraz z nim spore części trzeciego świata, są niezaplanowanymi wytworami ludzkich działań, są reakcjami na biologiczne i inne problemy. ... nawet liczby naturalne są dziełem ludzkim ... ... Ale jeszcze bardziej interesujący jest fakt, że z istnienia ciągu liczb naturalnych powstają nowe nieoczekiwanie oraz niezamierzone problemy, na przykład nierozstrzygnięte problemy teorii liczb pierwszych (hipoteza Goldbacha). Problemy te są autonomiczne. Nie stworzyliśmy ich, lecz odkryliśmy je i w tym sensie istnieją, zanim je odkryto. ... Dlatego trzeci świat, który w swym pochodzeniu jest naszym dziełem, jest autonomiczny, gdy idzie o jego status ontologiczny.
To, co do tej pory zostało powiedziane nie świadczy jeszcze w przekonujący sposób o ontologiczej autonomiczności Świata3. Powiedzieć przecież można, że to, co nazywa Popper autonomicznym światem istnieje wyłącznie dzięki swym materialnym nośnikom. Dla obrony realnego istnienia Świata3 używa on następujących trzech grup argumentów:
Pierwszym argumentem są następujące dwa eksperymenty myślowe:
Eksperyment (1). Wszystkie maszyny i narzędzia uległy destrukcji, jak również cała nasza wiedza subiektywna, wraz z subiektywną wiedzą o maszynach i narzędziach oraz o metodach posługiwania się nimi. Ale biblioteki oraz nasza umiejętność uczenia się z nich przetrwała. Oczywiście, po wielu cierpieniach odbudowalibyśmy znowu nasz świat....
Eksperyment (2). Jak poprzednio, zniszczeniu uległy maszyny oraz nasza wiedza subiektywna wraz z wiedzą subiektywną o maszynach i narzędziach, oraz sposobach posługiwania się nimi. Tym razem jednak zniszczone zostały również wszystkie nasze biblioteki, tak że nasza umiejętność uczenia się z książek staje się bezużyteczna. ... W przypadku drugiego eksperymentu bowiem nie doszłoby do rekonstrukcji naszej cywilizacji przez wiele tysiącleci.
Jak łatwo zauważyć ten argument Poppera jest obusieczną bronią. Z jednej bowiem strony wskazuje na fundamentalną rolę uniwersum znaczeń wyznaczających kształt kultury. Jest więc w pewnym sensie potwierdzeniem jego tezy o autonomii Świata3, niemniej jednak z drugiej strony wskazuje, chyba w sposób niezamierzony, na konieczność istnienia materialnego nośnika dla znaczeń, co dość jasno zaprzecza ontologicznej autonomii Świata3.
Drugą grupę argumentów stanowią dla Poppera dziedziny matematyki i nauk przyrodniczych, na które powołuje się zarówno w Wiedzy obiektywnej, jak i w The Self and Its Brain. Tego typu argumenty wydają się być bardziej przekonywające. Wskazuje on w nich na trudności w redukowaniu Świata3 do Świata2. Pojawia się bowiem problem istnienia obiektywnych relacji (typu sprzeczność, niesprzeczność, wzajemna dedukowalność, częściowa zgodność lub niezgodność itp., które nie są zamierzonym rezultatem ludzkiej działalności) pomiędzy teoriami naukowymi. W takim przypadku przy próbie redukcji Świata3 do 2, pytanie o pochodzenie owych relacji zdaje się być niewytłumaczalne. Przykładem ilustrującym problem może być rozprawa Fregego Grundgesetze, w której Bertrand Russell odkrył sprzeczności. O owych sprzecznościach pisze Popper następująco:
Frege jej nie zauważył: nie istniała zatem „w jego umyśle”. ... Russell nie wynalazł ani nie wytworzył owej sprzeczności, lecz ją odkrył.
Wyciąga z tego Popper wniosek, że w Świecie3 możemy odkrywać problemy, które w nim tkwiły zanim ktokolwiek zwrócił na nie uwagę. Mówi wręcz, że w Świecie3 możemy dokonywać odkryć teoretycznych w takim samym sensie jak w Świecie1 dokonywać odkryć geograficznych.
O autonomii Świata3 świadczy jeszcze i to, że raz wyprodukowane przez człowieka teorie, hipotezy (i inne obiekty Świata3) zaczynają żyć swoim własnym życiem, ponieważ wytwarzają uprzednio nieznane konsekwencje i nowe problemy. Innymi słowy mówiąc, przedmioty Świata3 powodują to, że człowiek wytwarza inne przedmioty w tym samym świecie, oraz w Świecie3.
Trzecim argumentem na rzecz autonomii Świata3 jest wyjaśnienie istnienia wyższych funkcji języka. Język ludzki w opinii Poppera należy do wszystkich trzech światów. Należy do Świata1 gdy składa się z działań lub symboli fizycznych, gdy wyraża stany psychiczne należy do Świata2, jednak gdy język wyraża znaczenia, które pociągają za sobą inne znaczenia, wtedy należy do Świata3. Najważniejszymi bytami językowymi składającymi się na trzeci świat są teorie i twierdzenia.
Za Karlem Bühlerem Popper wyróżnia dwie funkcje języka: (a) ekspresyjną, (b) sygnalizacyjną. Do tych dwóch dodaje jeszcze dwie: (c) deskryptywną i (d) argumentacyjną. Każdy, w opinii Poppera, kto przeczy autonomii Świata3, musi zredukować dwie wyższe funkcje (c i d – charakterystyczne tylko dla człowieka) do dwóch niższych (a i b – charakterystycznych tak dla zwierząt, jak i dla człowieka). To zaś pociąga za sobą trudności wytłumaczenia dlaczego tylko człowiek posługuje się zdaniami prawdziwymi i fałszywymi, używa poprawnych i niepoprawnych argumentów, oraz dlaczego tylko człowiek potrafi używać zdań i pojęć abstrakcyjnych, wypowiadanych bez konieczności użycia ich w konkretnej sytuacji, do której miałyby się odnosić.
Wraz z dwoma wyższymi funkcjami języka, stwierdza Popper, stworzył człowiek nowy rodzaj cywilizacji – nowy świat niegenetycznego rozwoju, który nie jest przekazywany drogą kodu genetycznego i który nie jest aż tak bardzo zależny od selekcji naturalnej, jak od selekcji zależnej od racjonalnego krytycyzmu.
W jaki sposób istnieje Świat3? Wypowiedzi Poppera typu „uniwersum treści myśli”, „myśl w sensie obiektywnym”, „obiektywne standardy prawdziwości” sugerują niedwuznacznie pewną wersję platonizmu. Jeśli owe standardy nie są tylko naszymi subiektywnymi aktami sądzenia, albo znakami widocznymi dzięki swym materialnym nośnikom, to pojawia się pytanie czym one są? Popper udziela następujących odpowiedzi:
Czy istnieją bezcielesne obiekty Świata3? Obiekty, które nie są ucieleśnione pod postacią książek, czy płyt gramofonowych...? Sądzę, że pytanie jest doniosłe i że odpowiedź na nie brzmi „tak”.
Sugerowałbym, że zamiast mówić, iż Świat3 zakodowany jest w mózgu, powiedzieć można, że pewne obiekty Świata3 są w mózgu zarejestrowane i tym sposobem, jak się zdaje, ucieleśnione. Świat3 jako całość nie istnieje nigdzie; istnieją tylko pewne indywidualne obiekty Świata3, które niekiedy są ucieleśnione, a przez to dające się zlokalizować.
... obiekt Świata3 jest realnym idealnym obiektem który nie istnieje nigdzie, a którego istnienie jest pewną potencjalnością bycia zreinterpretowanym przez umysły ludzkie. ... Świat3 jest rodzajem platońskiego świata idei, świata który nigdzie nie istnieje, lecz który posiada egzystencję i może oddziaływać, zwłaszcza z umysłami ludzkimi – oczywiście na bazie ludzkiej aktywności.
...podkreślając istnienie obiektów Świata3 nie sądzę aby istniały esencje; czyli nie przypisuję żadnego statusu obiektom czy odpowiednikom naszych pojęć lub znaczeń. Spekulacje co do prawdziwej natury czy prawdziwej definicji dobra czy sprawiedliwości, prowadzą w mojej opinii do słownych kalamburów i powinny być unikane. Jestem przeciwnikiem tego, co nazwałem esencjalizmem.
Obiekty Świata3 są abstrakcyjne (nawet bardziej niż fizyczne siły), lecz nie mniej realne: stanowią one bowiem potężne narzędzia zmieniania Świata1.
... Świat3 nie jest ani teorią ani twierdzeniem ani nawet argumentem: jest on klasą rzeczy, uniwersum dyskursu.
Na podstawie powyższych cytatów jedno tylko powiedzieć można z całą pewnością. Świat3 pozbawiony jest czasoprzestrzennej lokalizacji. Wydaje się zatem być bardziej podobnym do rickertowskiego trzeciego królestwa sensu niż do platońskiego świata idei, czy heglowskiej sfery ducha obiektywnego, do których to przyrównuje Popper swoją koncepcję:
W przeciwieństwie do Platona i Hegla uważam próbne teorie o świecie, hipotezy wraz z ich konsekwencjami logicznymi, za najistotniejszych obywateli świata idei. Nie uważam jak sądził Platon, że ich zagadkowo ponadczasowy charakter czyni je wiecznymi, a przez to jakby bardziej realnymi rzeczami od przedmiotów stworzonych, zmiennych, podlegających upadkowi. Przeciwnie, rzecz, która może ulec zmianie i zniknąć, powinna z tej właśnie przyczyny być uważana za prima facie realną.
Tak długo jak myślimy, stwierdza Popper, myśl nie może być obiektywnie krytykowalna, ponieważ jest częścią nas samych. Aby można ją było krytykować musi ona stać się obiektem – przedmiotem Świata3. Dlatego właśnie, argumentuje dalej, powinniśmy jasno oddzielić od siebie subiektywne procesy myślowe (należące do Świata3) oraz obiektywną zawartość myśli, zawartość samą w sobie, która konstytuuje Świat3. Umysł jest podstawowym narzędziem służącym do ujmowania bezcielesnych obiektów Świata3. Należy tylko odpowiedzieć na pytanie jak tego dokonuje. Główny powód, dla którego przyjmuje Popper istnienie bezcielesnych obiektów Świata3 jest następujący. Jeśli takie obiekty istnieją, to nie jest prawdziwą doktryna utrzymująca, że nasze ich uchwytywanie lub rozumienie uzależnione jest zawsze od naszego zmysłowego z nimi kontaktu. Wbrew temu poglądowi argumentuje Popper, że najbardziej charakterystycznym sposobem uchwytywania obiektów Świata3 jest metoda, której skuteczność w małym stopniu zależy od zmysłowego kontaktu z obiektami. Umysł ludzki uchwytuje owe obiekty niezależnie od zmysłowego z nimi kontaktu. Jest to proces aktywny, polegający na ich ponownym stwarzaniu. To ostatnie przebiega w następujący sposób. Celem zrozumienia jakiegoś problemu należy spróbować kilku oczywistych jego rozwiązań, po przekonaniu się, że nie przynoszą one sukcesu następuje jego ponowne odkrycie – uświadomienie sobie, że mamy do czynienia z autentycznym problemem. W procesie odkrywania problemu, będącego mieszkańcem Świata3, najpierw problem ten uchwytujemy bardzo mgliście, zaledwie podejrzewamy jego istnienie, zanim sformułowany zostanie w języku. Wyraża to następująco:
... uczymy się, nie przez bezpośrednią wizję lub kontemplację, lecz drogą praktyki, aktywną partycypacją jak tworzyć obiekty Świata3, jak je rozumieć, oraz jak je „widzieć”.
Rozumienie jest aktywnym procesem, nie zaś po prostu procesem, który się rozpoczyna i oczekuje na oświecenie. Można powiedzieć, że proces rozumienia oraz proces aktualnego tworzenia czy odkrywania obiektów Świata3 są do siebie bardzo podobne. Obydwa mają czynny charakter.
Popper odwołuje się tu do intuicji intelektualnej nawiązując do rozwiązań Platona, Plotyna, Kanta, Brouwera i Whorfa.
Platon opisywał ujmowanie idei jako pewnego rodzaju wizję – nasze intelektualne oko (nous, rozum, oko duszy) obdarzone jest intuicją intelektualną, dzięki której oglądać może bezpośrednio, w świetle prawdy, idee – istoty rzeczy, przynależące do świata intelligibiliów. Owa intuicja intelektualna, o ile raz zostanie osiągnięta, jest nieomylna. Rozwiązanie Platona jest o tyle dobre, że wyjaśnia w jaki sposób ujmujemy intelligibilia. Wiele trudności na gruncie tego rozwiązania przynosi nam próba wyjaśnienia jak to się dzieje, że nie zawsze ujmujemy idee adekwatnie. Jedynym rozwiązaniem jakie mógł w tej sytuacji dać Platon było stwierdzenie, że ten kto się myli owej intuicji nie osiągnął. Episteme była zatem tylko dla wybrańców.
Z takim rozwiązaniem Popper zgadza się jedynie częściowo, przyjmując istnienie intuicji intelektualnej. Zaprzecza jednak, iżby była ona nieomylna, mówi wręcz, że częściej się ona myli niż ujmuje coś adekwatnie. Nie zgadza się również z sugestią Platona, że mamy coś takiego jak organ zmysłu intelektualnego. Zamiast niego osiągnęliśmy zdolność, coś w rodzaju organu, do argumentowania i rozumowania. Łatwiej jest, stwierdza on, zrozumieć jak tworzymy obiekty Świata3, niż jak (za pomocą jakiej władzy) je ujmujemy, czy też widzimy. Dlatego stwierdza, że woli wyjaśniać przedmioty świata trzeciego w terminach ich tworzenia lub odtwarzania.
Ujmowanie przedmiotów Świata3 jest procesem aktywnym. Polega on na próbach zrozumienia i rozwiązania najlepiej jak potrafimy danego problemu. O intuicji możemy mówić tu w tym sensie, że wiemy, że czujemy, iż jesteśmy na tropie rozwiązania danego problemu. Tego typu intuicja nie jest żadnym okiem umysłu, żadnym mentalnym organem percepcji. Suponuje ona jedynie naszą zdolność do tworzenia określonych przedmiotów Świata3, przede wszystkim obiektów lingwistycznych. Zdolność ta, jak stwierdza Popper, jest jedynie wynikiem określonej praktyki. Jako wynik praktyki i twór ewolucji jest ona omylna. Tak jak uczymy się, metodą prób i błędów jako dzieci, rozróżniać przedmioty fizyczne, tak samo uczymy się ujmować przedmioty świata trzeciego. W tym ostatnim przypadku proces uczenia się nie ma charakteru naturalnego, jest on procesem kulturowym i społecznym.
Kroki, które naprowadziły Poppera na takie pojmowanie intuicji zrekonstruować można następująco. Plotyn jako jeden z pierwszych zwrócił wyraźnie uwagę na kontrast pomiędzy intuicją a dyskursem. Intuicja była bezpośrednim (boskim) sposobem na poznanie wszystkiego od razu, w jednym olśnieniu, nieomylnie, bezczasowo. Dyskurs nie jest już tak perfekcyjnym sposobem. Tu potrzebna jest mozolna praca, krok za krokiem ku określonemu celowi.
Ślady tego myślenia widać u Kanta. Umysł nasz posługiwać się musi logiką, jest więc dyskursywny. Logika zaś jest treściowo pusta – ma charakter analityczny. Dlatego też pojęcia jakimi się posługujemy są puste, o ile nie zostaną odniesione do jakiegoś materiału, danego nam zmysłowo, mówimy wtedy o intuicji zmysłowej. Pojęcia te możemy również odnieść do czystej intuicji czasu i przestrzeni i tym sposobem uzyskać wiedzę syntetyczną a priori. Intuicja czysta jest pierwotna wobec zmysłowej, ponieważ zmysły nie mogą wykonać swego zadania nie włożywszy swych postrzeżeń w absolutną strukturę przestrzeni i czasu. Owa absolutna struktura gwarantowała absolutną obowiązywalność matematyki i geometrii. Ich aksjomaty ujmowane miały być w jakiś, bliżej nieokreślony, pozazmysłowy sposób.
Popper zwraca w tym miejscu uwagę na bardzo istotną trudność kantowskiej teorii źródeł wiedzy matematycznej. Nie chodzi tu o jej aprioryczny charakter, ale o rzecz wiele bardziej prozaiczną – nie da się zaprzeczyć, że matematyka opiera się na dyskursywnym myśleniu.
Nikt nie może zaprzeczyć, że geometria Euklidesa posługuje się dedukcją logiczną. Od twierdzenia do twierdzenia przechodzi się tam krok po kroku. Mamy więc tu do czynienia ze sprzecznością, o ile z geometrii i matematyki wyłączymy, co zrobił Kant, dyskurs logiczny.
Filozofujący matematyk L.E.J. Brouwer trudności Kanta rozwiązał w sposób następujący. Zaproponował teorię dotyczącą stosunku matematyki do języka i logiki. Sednem jego koncepcji jest wyraźna dystynkcja pomiędzy matematyką a jej językowym wyrazem. Ta pierwsza jest działalnością pozajęzykową, polegającą na umysłowym konstruowaniu przedmiotów matematycznych w oparciu o czystą intuicję czasu. Tak wytworzone, dzięki naszej intuicji, przedmioty opisujemy w sposób językowy w celu ich zakomunikowania innym ludziom. Dopiero w tym momencie następuje element dyskursywny, który jest wtórny wobec czystej intuicji. Wprowadza więc Brouwer dwa poziomy w myśleniu matematycznym: pierwotny – intuicyjny, oraz wtórny – dyskursywny, istotny jedynie dla samego przekazu wiedzy matematycznej.
Intuicyjny charakter wiedzy matematycznej zostaje obroniony. Niestety, jak zauważa Popper, Brouwer w swych rozważaniach pomija fakt istnienia geometrii nieeuklidesowych, szczególną teorię względności, które jak wiadomo zachwiały nieomylnością kantowskiej intuicji, oraz rozważania B. L. Whorfa na temat Indian Hopi. Ci ostatni posługują się zupełnie inną niż europejska intuicją czasu. Konkluzja Whorfa jest następująca. Intuicja czasu zależna jest w znacznej mierze od języka – od teorii i mitów w nim zawartych. Konkluzja Poppera jest następująca:
Nie istnieją żadne autorytatywne źródła wiedzy, żadne źródło bowiem nie jest niezawodne. Wszystko jest mile widziane jako źródło inspiracji, także „intuicja”, zwłaszcza gdy nasuwa nam nowe problemy. Ale nic nie jest niezawodnym czy bezpiecznym źródłem, wszyscy jesteśmy omylni.
Przenosząc to na grunt uchwytywania obiektów Świata3 za Popperem powiedzieć można, że nie pociąga ono za sobą konieczności posiadania „oka umysłu” czy zmysłowego organu percepcji. Pociąga natomiast za sobą naszą zdolność do tworzenia lingwistycznych obiektów Świata3, która jest wynikiem praktyki – uczymy się jak coś zrobić robiąc to w określonych sytuacjach. Zwłaszcza poprzez kulturę. Uczenie się ma bowiem charakter kulturowy i społeczny.

### Problem rozumienia a Świat3
Celem uprawomocnienia swojego metafizycznego modelu wiedzy Popper w rozprawach Epistemologia bez podmiotu poznającego i O teorii obiektywnego umysłu, stawia sobie za zadanie pokazanie jak powinna wyglądać epistemologia oraz humanistyka z obiektywistycznego punktu widzenia. W tej perspektywie jest ona teorią rozwoju wiedzy – teorią dyskusji, czyli konstrukcji, oceny lub krytycznego sprawdzania teorii konkurencyjnych.
Pomiędzy nauką a literaturą (dziełem naukowym a literackim), której ta pierwsza stanowi część, zachodzi istotna różnica. Nie polega ona na tym, że teoria naukowa realizowana jest ze względu na wartość prawdy a literatura nie, lecz na tym, że obydwie są elementami odmiennych tradycji krytycznych. Tradycja naukowa jest tradycją realistyczną, poszukując teorii korespondujących z faktami dokonuje ona wyraźnego oddzielenia świata teorii od świata faktów, co w literaturze nie jest zadaniem pierwszoplanowym.
Zadaniem epistemologii jest umożliwienie apriorycznej i aposteriorycznej oceny teorii naukowej. Ta pierwsza dokonuje się wyłącznie poprzez odniesienie teorii do zbioru istniejących już problemów. W tej perspektywie dokonać się ma ocena prostoty teorii, jej mocy eksplanacyjnej i zawartości przez pryzmat jej stopnia sprawdzalności. Aposterioryczna ocena teorii naukowej dokonać się ma przez odniesienie jej do idei prawdoupodobnienia. (Wszystkie te kategorie mają określony sens w perspektywie falsyfikacjonistycznej. Słowo falsyfikacja nie występuje ani razu w rozprawie Epistemologia bez podmiotu poznającego.) Ocena aposterioryczna teorii w znacznej mierze zależy od jej walorów będących konsekwencją oceny apriorycznej. Charakteryzując racjonalność postępu naukowego w The Self and Its Brain wskazuje Popper na dwa podstawowe jego wyznaczniki: (a) nowa teoria (lub hipoteza) musi rozwiązywać co najmniej tak samo dobrze, problemy, które rozwiązywała jej poprzedniczka, (b) powinna pozwalać na dedukcję przewidywań nie wynikających ze starej teorii, preferowane są tu przewidywania pozostające w sprzeczności z teorią starą, czyli takie, które umożliwiają eksperymenty krzyżowe. Jeśli teoria spełnia obydwa te warunki możemy mówić o jej potencjalnej postępowości, o wzroście prawdoupodobnienia. Potencja stanie się aktualizacją gdy eksperymenty krzyżowe rozstrzygną na rzecz nowej teorii. (Warto w tym miejscu odnotować fakt, że The Self ... ukazało się w 1977 r., a więc w 13 lat po pojawieniu się tezy o niewspółmierności. W książce tej, jak również w dwóch rozprawach stanowiących sedno metafizyki Poppera – Epistemologia bez podmiotu poznającego i O teorii obiektywnego umysłu – wyraźnie Popper ignoruje rozstrzygnięcia Thomas Kuhna i Paul Feyerabenda.)
Zasadniczym problemem humanistyki, stwierdza Popper, jest problem rozumienia przedmiotów będących mieszkańcami Świata3. Tym czego dokonać może badacz jest określona interpretacja, będąca efektem subiektywnego, a przez to nie poddającego się intersubiektywnym analizom, procesu rozumienia. To właśnie interpretacje, pojmowane przez niego jako teorie zakotwiczone w innych teoriach, a przez to w Świecie3, badać chce Popper. Pomiędzy subiektywnym aktem rozumienia a Światem3 wyznacza Popper następujące relacje:
(1) Każdy subiektywny akt rozumienia jest w znacznej mierze zakotwiczony w trzecim świecie;
(2) Prawie wszystkie istotne spostrzeżenia dotyczące tych aktów polegają na wskazaniu ich związku z przedmiotami trzeciego świata;
(3) Akty te polegają przede wszystkim na operowaniu przedmiotami trzeciego świata. Działamy na tych przedmiotach prawie tak samo jak gdyby były to przedmioty fizyczne.
W chwili gdy zrealizowany zostanie subiektywny akt rozumienia rozpoczyna się proces jego analizy w terminach Świata3. Proces ten jest pewnym ciągiem aktów rozumienia wynikiem którego są nowe argumenty, czyli nowe przedmioty Świata3. Aktywność rozumienia sprowadza się do operowania przedmiotami-mieszkańcami Świata3.
Satysfakcjonujące rozumienie osiągane jest wtedy gdy określona interpretacja (teoria) znajdzie poparcie w faktach ze swej dziedziny, takich które analizowane problemy stawiają w nowym świetle, czyli albo ujawniają ich większą ilość niż początkowo przypuszczaliśmy albo wskażą na takie fakty, które wyjaśniają takie problemy, które wcześniej nie były dostrzeżone. Nie widzi Popper możliwości dokonania pełnego rozumienia. To ostatnie oznacza dla niego zrozumienie zarówno wszystkich konsekwencji logicznych wynikających z danej teorii, których jest nieskończenie wiele, jak też odniesienie interpretowanej teorii do wszystkich możliwych sytuacji, z jakimi może ona mieć związek:
Moja centralna teza głosi, że dowolna, intelektualnie istotna analiza aktywności rozumienia musi, przede wszystkim, jeśli nie całkowicie, postępować drogą analizy posługiwania się elementami i narzędziami trzeciego świata. ... jeżeli interesuje nas proces rozumienia, albo niektóre jego rezultaty, musimy opisać to, co robimy, co osiągamy, niemal całkowicie w terminach przedmiotów rozumienia, intelligibiliów, oraz ich wzajemnych relacji.
Sytuację problemową dla danej interpretacji tworzą analizowany problem oraz jego tło, czyli język zawierający w swojej strukturze znaczną ilość teorii, oraz przyjmowane milcząco na czas analizy rozmaite założenia teoretyczne. Relacja pomiędzy rozwiązaniem a problemem ma, zdaniem Poppera, charakter logiczny, powołując się na Lakatosa nazywa ją ciągiem problemowym, ponieważ stanowić ona może, o ile nie będzie rozstrzygnięciem analizowanego problemu, rozwiązanie dla jakiegoś innego problemu. Popperowski schemat rozwoju wiedzy (przypuszczeń i refutacji) ma się i do tego stosować. Wyraża to następująco:
... jednym z moich głównych twierdzeń jest przekonanie, że czyny, a więc i historię, można wyjaśnić jako rozwiązywanie problemów i że moja analiza w kategoriach schematu domysłów i obaleń ... w pełni się do nich stosuje.
Nie wspomina jednak w tym miejscu na czym polegać miałaby eliminacja błędu, podając trywialny przykład mnożenia dwóch dość długich liczb, gdzie jako eliminacja błędu występuje kartka, na której dokonuje się operacji algorytmicznych.
W innym miejscu schemat swój nazywa racjonalizacją, ponieważ funkcjonuje on w ramach klasycznego organonu logicznego krytycznego racjonalizmu, opierającym się na wymogu eliminacji sprzeczności. Świadome poszukiwanie sprzeczności jest krytyczną eliminacją błędów na poziomie naukowym. W naukach empirycznych logika służy do celów krytycznych, do obalania hipotez. Postęp jaki dokonuje się w nauce mierzyć można różnicą w głębi i nowości pomiędzy problemem od którego rozpoczęliśmy analizę (P1) a problemem jaki powstał w wyniku tej analizy (P2). Wyznacznikiem postępowości jest to, że nowy problem jest różny (ponieważ pociągał będzie za sobą nowe teoretyczne perspektywy) od starego.
Dla wszystkich dziedzin wiedzy, w których mamy do czynienia z rozumieniem formułuje Popper następującą tezę:
Twierdzę, że głównym problemem wszelkiego rozumienia historycznego jest hipotetyczna rekonstrukcja historycznych sytuacji problemowych.
Rekonstrukcja ta przebiega następującymi krokami. Rozpocząć należy od wyraźnego postawienia następującego pytania: Z jakim problemem mamy do czynienia, który próbuje rozwiązać dana teoria? Celem właściwej odpowiedzi na to pytanie należy postawić następujące: Jaka była logiczna sytuacja problemowa, w której powstał dany problem? W tym miejscu ujawnia się podstawowa funkcja obiektywistycznej epistemologii, którą jest ujęcie badanego przedmiotu w obiektywistycznej (trzecioświatowej) perspektywie, co czyni go podatnym na krytykę (na możliwość odnalezienia błędu). Analizowany problem okazuje się być wtedy wypadkową różnych hipotez i przypuszczeń. Problem rozumienia staje się wtedy problemem trzecioświatowym. Składają się nań analizowany problem wraz z jego sytuacją problemową.
Analizę swoją wyjaśnia Popper przykładem teorii przypływów Galileusza. Zaprzecza ona, że Księżyc ma wpływ na zjawisko przypływów. W jej ramach przypływy są rezultatem przyspieszeń, które są konsekwencją innych ruchów Ziemi. Galileusz miał nadzieję, że posługując się swoją teorią przypływów będzie mógł rozstrzygnąć prawdziwość teorii kopernikańskiej – problem poruszania się Ziemi. Jego teoria, stwierdza Popper, wyjaśnić miała przypływy na tle określonej struktury teoretycznej jaką stanowiła teoria Kopernika.
Dlaczego – stawia Popper pytanie – Galileusz odrzucił znaną hipotezę o wpływie Księżyca na zjawisko przypływów? Odpowiedzią na to ma być analiza sytuacji problemowej. Dwa są, zdaniem Poppera, po temu powody. Po pierwsze był on przeciwnikiem astrologii, a po drugie sama jego teoria wykluczała wpływy międzyplanetarne.
Problem rozumienia, wyciąga Popper wniosek ze swych dotychczasowych analiz, jest problemem wyższego rzędu od problemu P1. Problem rozumienia jest zatem metaproblemem, dotyczącym teorii próbnej (TP) oraz problemu P1. Teoria rozwiązująca problem rozumienia jest metateorią, ponieważ jej składowymi są P1, TP, EB, P2, oraz wyjaśnienie o co w tych składowych chodziło. Wyraża to Popper pod postacią siedmiu tez:
1. Rekonstrukcja sytuacji problemowej jest ważniejsza dla zrozumienia teorii błędnych niż dla teorii poprawnych. Błąd TP można wyjaśnić odwołując się do całości analizowanej struktury teoretycznej, lub do ogólnego tła P 1.
2. Rekonstrukcja sytuacji problemowej ma hipotetyczny charakter, jest ona pewną idealizacją rzeczywistej sytuacji problemowej, ujmującą problem rozumienia w obiektywistycznej perspektywie.
3. Schemat rozwoju wiedzy jest pewnym uproszczeniem, które można modyfikować w zależności od potrzeb.
4. Każda próba zrozumienia analizowanej teorii musi uwzględniać historyczne badania dotyczące jej oraz problemów, które chciała rozwiązać. Historia nauki staje się zatem niezbywalnym elementem analiz epistemologicznych.
5. Historia nauki nie jest jedynie historią teorii, stanowi ona historię sytuacji problemowych i ich rozwiązań. Niepoprawne próby rozwiązania danego problemu okazują się być równie istotne jak rozwiązania poprawne.
6. Metaproblemy i metateorie historyka nauki są innymi problemami niż problemy i teorie uczonego badającego P1. Dla tych poziomów nie ma wspólnych problemów. Uzasadnia to Popper, stwierdzając, że dwie próbne metateorie orzekające się o tym samym przedmiocie analiz mogą być diametralnie odmienne. Wyraża to tak: Zatem niektóre elementy strukturalne trzeciego świata składające się na metateorię mogą być zupełnie różne od elementów składających się na teorię interpretowaną czy rozumianą. ... Omawiana metoda historycznego rozumienia trzeciego świata to metoda zastępowania, gdziekolwiek to możliwe, wyjaśnień psychologicznych analizą relacji w trzecim świecie. Zamiast psychologicznych zasad wyjaśniających posługujemy się nade wszystko rozważaniami z trzeciego świata o charakterze logicznym. Moją tezą jest, że dzięki takim analizom nasze rozumienie historyczne może się poszerzać.
7. Siódma teza, stwierdzająca, że analiza samego problemu jest niewystarczająca do rzeczywistego zrozumienia problemu, wiąże się z analizą sytuacyjną i zasadą racjonalności. Analizę sytuacyjną określa Popper następująco:

Przez analizę sytuacyjną rozumiem pewien rodzaj próbnego czy hipotetycznego wyjaśniania ludzkich działań, które odwołuje się do sytuacji, w której znajduje się aktor.
Zasadę racjonalności ujmuje tak:
Fizyk John Archibald Wheeler napisał ostatnio: „Cały nasz problem polega na tym, aby popełnić pomyłkę możliwie jak najszybciej”. Problem Wheelera można rozwiązać poprzez przyjęcie świadomie krytycznej postawy. Jest to, jak sądzę, najwyższa ze znanych form postawy racjonalnej, najwyższa forma racjonalności.
Krytyczna eliminacja błędów na poziomie naukowym polega na świadomym poszukiwaniu sprzeczności.
Analizę sytuacyjną do zasady racjonalności odnosi Popper następująco:
Zapewne żadnej twórczej działalności nie można wyjaśnić całkowicie, niemniej jednak możemy hipotetycznie przedstawić wyidealizowaną rekonstrukcję sytuacji problemowej, w której aktor się znalazł i umożliwić „zrozumienie” („racjonalne rozumienie”) danego działania jako adekwatnego do jego sposobu rozumienia sytuacji. Taka analiza sytuacyjna jest zastosowaniem zasady racjonalności. Analiza sytuacyjna ma za zadanie odróżniać sytuację taką, jak rozumiał ją aktor, od sytuacji, jaka faktycznie istniała (oba te opisy są oczywiście hipotetyczne).
Aby móc dokonać takiego rozróżnienia, stwierdza Popper, aby móc zrozumieć problem historyczny, badacz musi samodzielnie podjąć wysiłek rozwiązania jakiegokolwiek aktualnego problemu, musi nauczyć się rozumieć problem naukowy. Porażka przy wstępnym rozwiązaniu problemu spowoduje uświadomienie sobie trudności w nim tkwiących, dokonamy, jak to określa Popper, ich lokalizacji. Zrozumiemy, proponując wstępne rozwiązanie, na czym polega dana trudność i w czym jest ukryta. Rozumienie problemu jest procesem aktywnym, uczymy się go rozumieć ponosząc porażki przy jego rozwiązywaniu. Uczenie się tego jest kwestią umiejętności poruszania się pomiędzy elementami Świata3. Cała ta procedura, zauważa Popper, przypomina intuicyjne rozumienie teorii naukowej. Stanowisko swoje pointuje tak:
... unikanie błędów jest kiepskim ideałem: jeżeli nie ośmielimy się atakować trudnych problemów, przy których pomyłka jest nie do uniknięcia, nie ma mowy o rozwoju wiedzy. Od naszych najśmielszych teorii, także tych błędnych, możemy się najwięcej nauczyć. Nikt nie jest wolny od błędów: rzecz w tym aby się na nich uczyć.
Relację pomiędzy naukami humanistycznymi a naukami przyrodniczymi ujmuje Popper następująco:
Jestem gotów zgodzić się, że celem nauk humanistycznych jest rozumienie.
Sprzeciwiam się ... uznaniu metody rozumienia za cechę charakterystyczną nauk humanistycznych, za cechę, która miałaby odróżniać je od nauk przyrodniczych.
Argumenty Poppera przedstawić można następująco. Widzi on cztery wspólne sposoby pojmowania terminu „rozumienie” w obydwu dziedzinach nauk. (1) Tak samo jak rozumiemy innych ludzi dzięki wspólnemu nam wszystkim człowieczeństwu, tak rozumieć możemy przyrodę ponieważ jesteśmy jej integralną częścią. (2) Tak samo jak rozumiemy innych ludzi dzięki temu, że ich myśli i czyny są racjonalne, tak samo rozumieć możemy prawa przyrody ponieważ są one racjonalne (zawiera się w nich racjonalna konieczność). (3) Tak samo jak rozumiemy świat kultury rozumieć możemy świat natury, jest to sztuka rozumienia dzieła stworzonego. (4) Tak samo jak w humanistyce tak i w naukach przyrodniczych występuje problem niemożliwości ostatecznego zrozumienia, wszyscy więc zadowalać się muszą jedynie częściowym rozumieniem. (Tezy te wspiera Popper stwierdzeniem, że nauka jest również dziedziną literatury.)
Postawienie na jednym poziomie nauk humanistycznych i nauk przyrodniczych jest pewną postacią redukcjonizmu. Z jednej strony, odnaleźć tu można neopozytywistyczny ideał jedności nauki, z tą istotną różnicą, że nie chodzi Popperowi o fizykalizm, lecz raczej o wspólną wszystkim dziedzinom metodę jaką jest metoda przypuszczeń i odrzuceń, z drugiej zaś strony redukcja ta ma charakter emergencyjny. Wyłania się z niej bowiem obraz horyzontalnego modelu wiedzy, w którym podział na to co humanistyczne i na to co przyrodnicze zastąpiony zostaje jednym poziomem, który stanowią badane problemy.

### Czy można ocalić popperowski schemat rozwoju wiedzy?
Wprowadzając swoją koncepcję metafizyki uwypuklił Popper obiektywny charakter ludzkiej wiedzy, ale nie dał nowej podstawy dla racjonalnych refutacji (obaleń). Przyjęcie teorii trzech światów, jak stwierdza Popper, jest pewną hipotezą, która uzasadnić ma obiektywny charakter ludzkiej wiedzy, jak również całej kultury. Jest to raczej pewne ewolucyjne podejście, pewna otwarta propozycja, czy program badawczy, niż gotowa teoria. Co zyskujemy przyjmując ten program badawczy?
Ewolucja w ramach tego podejścia ma charakter kreatywny i wyłania z siebie coraz to nowe stadia – pojawienie się człowieka jest tu punktem przełomowym w tym sensie, że dzięki niemu kreatywność świata stała się oczywista, stworzył on bowiem nowy, obiektywny Świat3. Kreatywność ta nie jest ani deterministyczna ani indeterministyczna, ma ona charakter skłonnościowy: Świat1 jest otwarty, może on poddawać się wpływom Świata3, a tą drogą również i Świata3. Możliwości powstałe na gruncie trzech światów kontrolując się plastycznie wzajemnie na siebie wpływają, tym samym powodując swój rozwój.
Człowiek jako jeden z podsystemów plastycznych kontroli jest bytem wolnym w tym sensie, że swobodnie może tworzyć byty Świata3, co innymi słowy wyrazić można, że może zmieniać Świat1 oraz 2 i 3, drogą konstruowania systemów teoretycznych stanowiących próbę zrozumienia tych światów. Nie musi się jednakże podporządkowywać owym systemom, może je krytycznie dyskutować i odrzucać je w momencie gdy nie spełniają jego oczekiwań. Jednocześnie zaś jego dzieła – wytwory Świata3 – kontrolują samego człowieka wywierając nań wpływ drogą stymulowania go do działania. Wybierając określoną możliwość, a odrzucając inną, powoduje człowiek, że skłonności – nie zawierające się w żadnym konkretnym przedmiocie, lecz zawierające się w sytuacji, której dany przedmiot jest częścią – ulegają zmianie. Samo ludzkie pojmowanie świata zawiera możliwość jego zmiany, ponieważ dokonując określonych wyborów wpływamy na przyszłe sytuacje, nie determinując ich jednakże w sposób jednoznaczny. Przyszłość jawi się wtedy jako obiektywnie otwarta zarówno na nasze przyszłe działania, jak i na niezamierzone rezultaty tych działań, co jest konsekwencją kreatywności świata – potencjalnej realizacji możliwości.
Świat3 stanowiący klasę rzeczy, pewno określone uniwersum dyskursu, którego obiekty nie istnieją nigdzie, nie będąc zatem żadnymi esencjami, stanowiąc wyłącznie pewną potencjalność bycia zinterpretowanym przez nasze umysły, jako że są wytworem naszych umysłów, nie są przedmiotami nie będącymi częścią świata w którym żyjemy. Są one jego produktem, wytworem ludzkiej aktywności, powstałym w trakcie ewolucji.
W perspektywie horyzontalnego modelu wiedzy, w którym wszystkie te podziały zastąpione zostają jednym poziomem, który stanowią badane drogą prób i błędów problemy, postawić należy pytanie, na które Popper nie udzielił odpowiedzi: Czy w ramach krytycznego racjonalizmu odnaleźć można podstawy do eliminacji błędu z poznania? Na gruncie koncepcji Kuhna i Feyerabenda względem popperowskiego schematu przedstawić można następujące zarzuty.
1. Eliminacja błędu, czyli próba sprawdzenia teorii odnosi się tylko do okresu normalnego w nauce i ogranicza się jedynie do sposobu powiązania indywidualnych problemów badawczych (łamigłówek) z zespołem powszechnie akceptowanej wiedzy naukowej. Sam zespół sprawdzaniu nie podlega. Zawęża tym samym Kuhn zakres stosowalności schematu Poppera do okresów uprawiania nauki normalnej.
2. Eliminacja błędu (uczenie się na własnych błędach drogą zastępowania teorii gorszej teorią lepszą) nie ma miejsca przy rewolucyjnym przejściu od teorii do teorii, ponieważ mamy wtedy do czynienia z brakiem reguł generowania łamigłówek, z czego wynika, konkluduje Kuhn, że i z brakiem błędów.
3. Nie istnieje w nauce ponadhistoryczna racjonalność postępowania badawczego, zauważa Feyerabend, z czego, na bazie punktu 1 można wyciągnąć wniosek, że eliminacja błędu dokonująca się drogą falsyfikacji ma ograniczony zakres stosowania.
4. Niezgodność liczbowa i fiasko jakościowe, o jakich mówi Feyerabend analizując zagadnienie niezgodności teorii z faktami, pociąga za sobą stosowanie zabiegów immunizacyjnych, w znacznym stopniu uniemożliwiających eliminację błędu. Czyni to popperowski schemat niezgodnym z autentyczną praktyką badawczą.
5. Rozwój nauki (wiedzy), zauważa Feyerabend, nie zawsze rozpoczyna się od problemu – często początkiem refleksji naukowej nie jest jakaś forma krytycznej argumentacji. Formy te są historycznie zmienne, zależne od konkretnej sytuacji, w której czasami używa się krytycznej argumentacji, a czasami propagandy czy perswazji.
6. Poppera schemat rozwoju wiedzy zakładać musi ontologiczną i językową przekładalność konkurujących ze sobą teorii o wysokim stopniu uniwersalności, celem umożliwienia porównywania ich stopni falsyfikowalności, sprawdzalności, koroboracji czy bliskości ku prawdzie.
7. Eliminacja błędu w znacznym stopniu polegająca na możliwości przeprowadzenia eksperymentu krzyżowego, w świetle konsekwencji płynących z faktu interteoretycznej niewspółmierności – a konkretnie z niemożliwości dokonania jednoznacznego przekładu jednej uniwersalnej teorii na drugą, nie jest możliwa do przeprowadzenia.

#### Modyfikacja schematu Poppera
Owych siedem zarzutów odnosi się do schematu w następującej postaci:
P1→TP→EB→ P2
Istnieje możliwość takiego przeformułowania jego schematu, że owych siedem zarzutów można będzie z nim uzgodnić:
SP1→TP→EBTP→SP2
Symbole od strony prawej czytamy następująco: SP1 – początkowa sytuacja problemowa (problem plus jego tło), TP – teoria próbna, EBTP – eliminacja błędu przebiegająca drogą dopuszczenia wszystkich możliwych metod analizy, sprawdzania lub wyboru (nie zakładając ich ponadhistorycznej obowiązywalności – traktując je jako teorie próbne eliminacji błędów) dających się zastosować w określonej sytuacji problemowej, SP2 – nowo powstała sytuacja problemowa. Przeformułowanie to na pierwszy rzut oka wygląda jedynie na zabieg kosmetyczny. Tak jednak nie jest.
1. Jej najważniejszy element EBTP podatny jest na historyczną zmianę kryteriów prawomocności (racjonalności) – dopuszczając jednocześnie alternatywne sposoby rozwiązania danego problemu – co uzgadnia schemat z zarzutem 3. Dodać tu należy, że dopuszczenie alternatywnych sposobów rozwiązania danego problemu powodowało będzie nowe alternatywne sytuacje problemowe.
2. Eliminacja błędu drogą empirycznego sprawdzenia teorii, staje się jednym z możliwych sposobów zastosowania EBTP, a nie, jak to ma miejsce u Poppera, sposobem jedynym. Uzgadnia to proponowany schemat z zarzutem 1.
3. EBTP nie uznająca ponadhistorycznych kryteriów racjonalności, ma miejsce przy rewolucyjnym przejściu od teorii do teorii jest bowiem w stanie, na bazie sensów racjonalności jaką przypisać można metodologicznemu sposobowi uprawomocniania poznania teoretycznego (ten działa racjonalnie kto: [a] doprowadza do spełnienia swych oczekiwań, [b] ma dobre powody aby tak działać, [c] nie stwierdza istnienia obiektywnych przeciwwskazań uniemożliwiających realizację celu, [d] postępuje ściśle według wytyczonego wcześniej planu, [e] podporządkowuje się zbiorowi reguł metodologicznych) uznać, że przejście od teorii do teorii odbywające się w momencie wyczerpania się tradycji rozwiązywania łamigłówek jest krokiem racjonalnym. Uzgadnia to schemat z zarzutem 3.
4. Powołując się znów na bazę sensów racjonalności, zabiegi immunizacyjne uznać można za formę EBTP zakładając, co nie jest niezgodne z intencjami Feyerabenda, że świadomie przeprowadzone doraźne uzgodnienie teorii z doświadczeniem zaowocuje sformułowaniem jej bogatszej wersji będącej w stanie wyjaśnić – używając określenia Feyerabenda – skażenie materiału empirycznego nie pozbywając się przy tym teorii rokującej nadzieje na rozwiązanie analizowanego problemu. Uzgadnia to schemat z zarzutem 4.
5. Przyjąwszy tezę Feyerabenda (zarzut 5), że rozwój wiedzy nie zawsze rozpoczyna się od problemu, lecz niejednokrotnie swój początek ma w różnych innych formach niekrytycznej argumentacji (np. perswazji czy propagandy), co podważa pierwszą część schematu Poppera (P 1→TP), zauważyć należy, iż zastępując P1 przez SP1 wszystkie te niekrytyczne formy argumentacji umieścić można w tle danego problemu przyczyniającym się z biegiem czasu do jasnego sformułowania samego problemu, od którego przejść można do teorii próbnej.
6. Na mocy ustalenia pierwszego i trzeciego, schemat Poppera uznać należy za szczególny przypadek zaproponowanego tu schematu, przenosząc tym samym porównywanie (o ile zajdzie taka potrzeba) stopni falsyfikowalności, sprawdzalności, koroboracji czy bliskości ku prawdzie, do okresu nauki normalnej, nie potrzebującej do swego niezakłóconego funkcjonowania przeprowadzania eksperymentów krzyżowych.
7. Po siódme, schemat ten nie jest już schematem historycznego rozwoju wiedzy, staje się emergencyjnym schematem historycznego rozwoju wiedzy, w którym tymczasowe i czasami niewspółmierne, teorie naukowe i filozoficzne plastycznie kontrolowane są poprzez tymczasowe teorie próbne eliminacji błędów i gdzie nowe alternatywne sytuacje problemowe są skłonnościową konsekwencją zarówno początkowej sytuacji problemowej, jak również alternatywnych metod sprawdzania, tym samym plastycznie wpływając na nowe, tymczasowe teorie naukowe i filozoficzne. Fakt istnienia interteoretycznej niewspółmierności nie wpływa na funkcjonowanie tego schematu.